# Johanniterkommende Rohrdorf

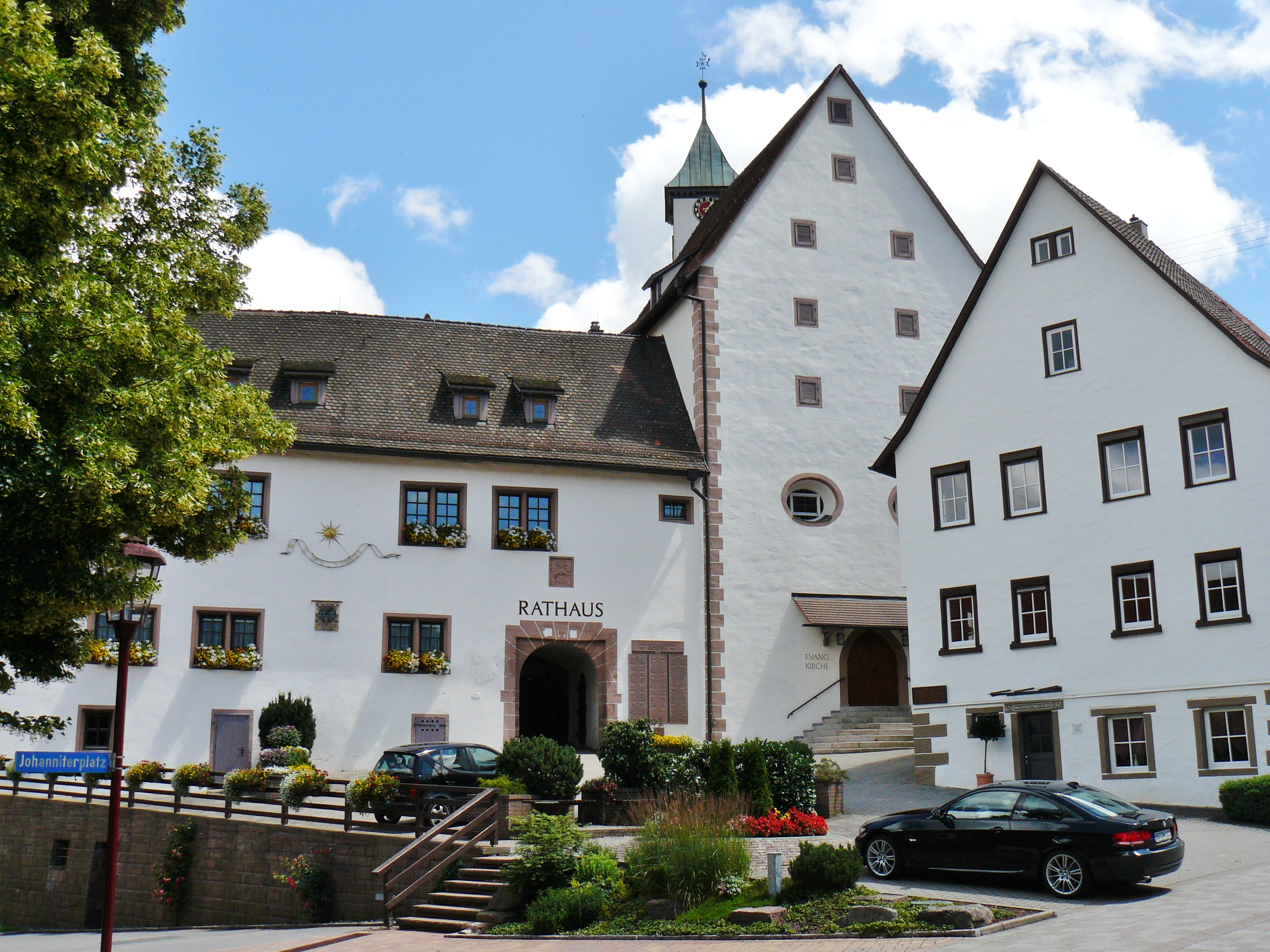
Komtureihof Rohrdorf

Wappen der Gemeinde Rohrdorf

Die Johanniterkommende Rohrdorf geht auf eine Niederlassung des katholischen Johanniter-/Malteserordens zu Beginn des 14. Jahrhunderts zurück, die 1806 aufgehoben wurde. Die Kommende Rohrdorf gehörte zur Ballei Oberdeutschland - Schwaben. Vom Gebäudebestand in Rohrdorf im heutigen Landkreis Calw sind die Alte Kommende- das Kaplaneigebäude, Kirche und die Schaffnerei erhalten. Die Gebäude werden heute als Rathaus und von der katholischen und evangelischen Kirchengemeinde genutzt.

## Komtureiensemble
In der Mitte der Ortschaft Rohrdorf befindet sich das historische Gebäudeensemble der ehemaligen Komturei des Johanniterordens. Es besteht aus der Kirche Stankt Johannes der Täufer der ehemaligen Kaplanei und dem alten Komtureigebäude (Alter Bau) sowie der ehemaligen Schaffnerei. Kirche und Alter Bau müssen ursprünglich eine bauliche Einheit gebildet haben, die weniger in ihrer Ausdehnung als in ihrer aufstrebenden Größe harmoniert hat.
Die heutige Anlage umschließt an drei Seiten die Reste der mittelalterlichen Ummauerung. Noch bis zum Jahr 1741 stand ein massiver Turm, wohl der Rest der ehemaligen Burg der Vögte von Wöllhausen. Die Steine wurden für den Kirchenanbau der Evangelischen Kirche im Jahr 1741 verwendet. 1991 wurden die Fundamente dieses Turms an der Ostseite des Chors der Kirche aufgedeckt und dokumentiert. 1811 wurden die Gebäude, ausgenommen die Kirche im Rahmen der Säkularisation an Privatleute verkauft. Der Alte Bau und das Kaplaneigebäude, welche heute als Rathaus dienen, wurden in den Jahren 1987–1991 unter denkmalpflegerischer Berücksichtigung grundlegend saniert.

### Kirche

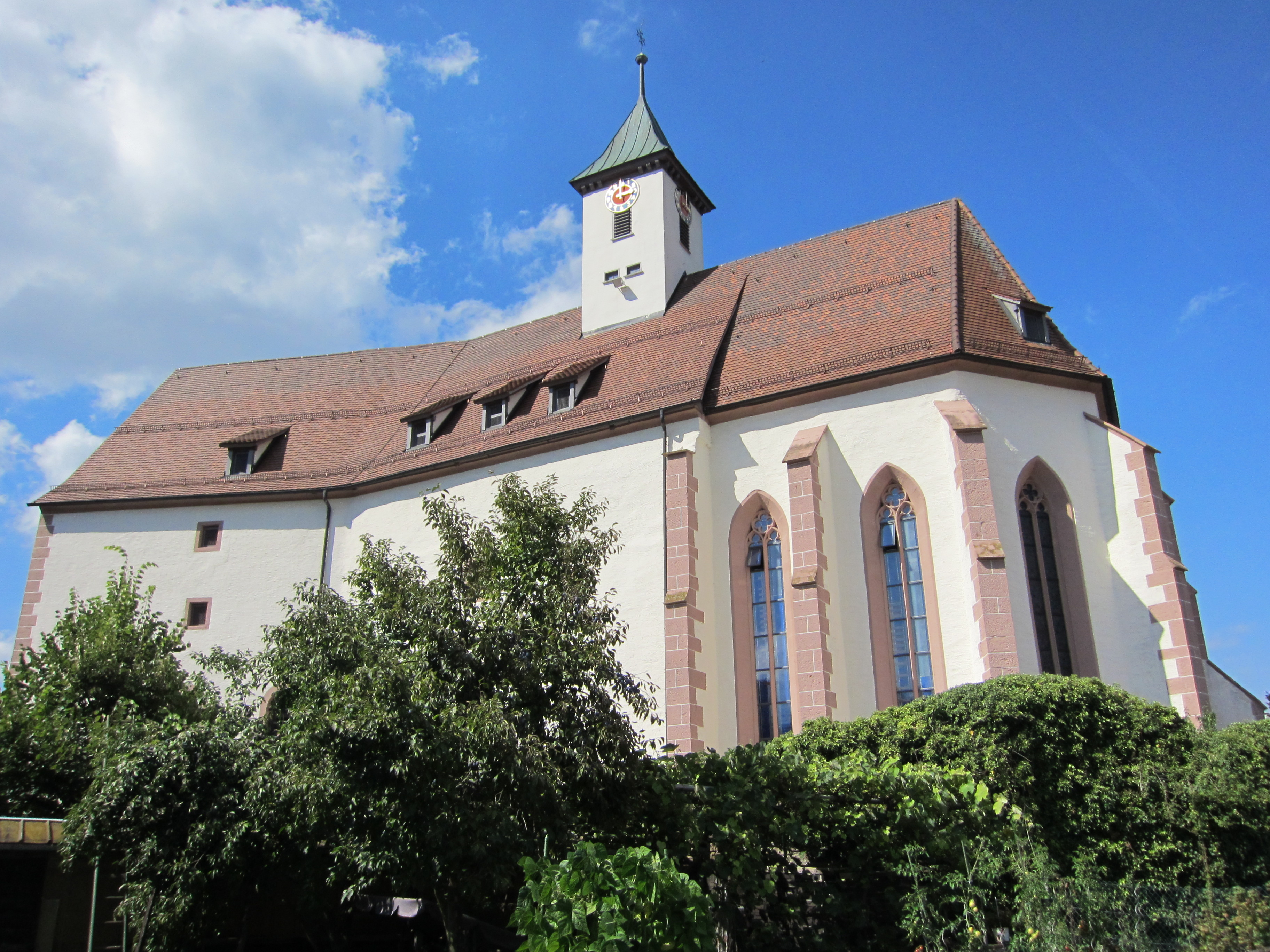
Johanneskirche Rohrdorf

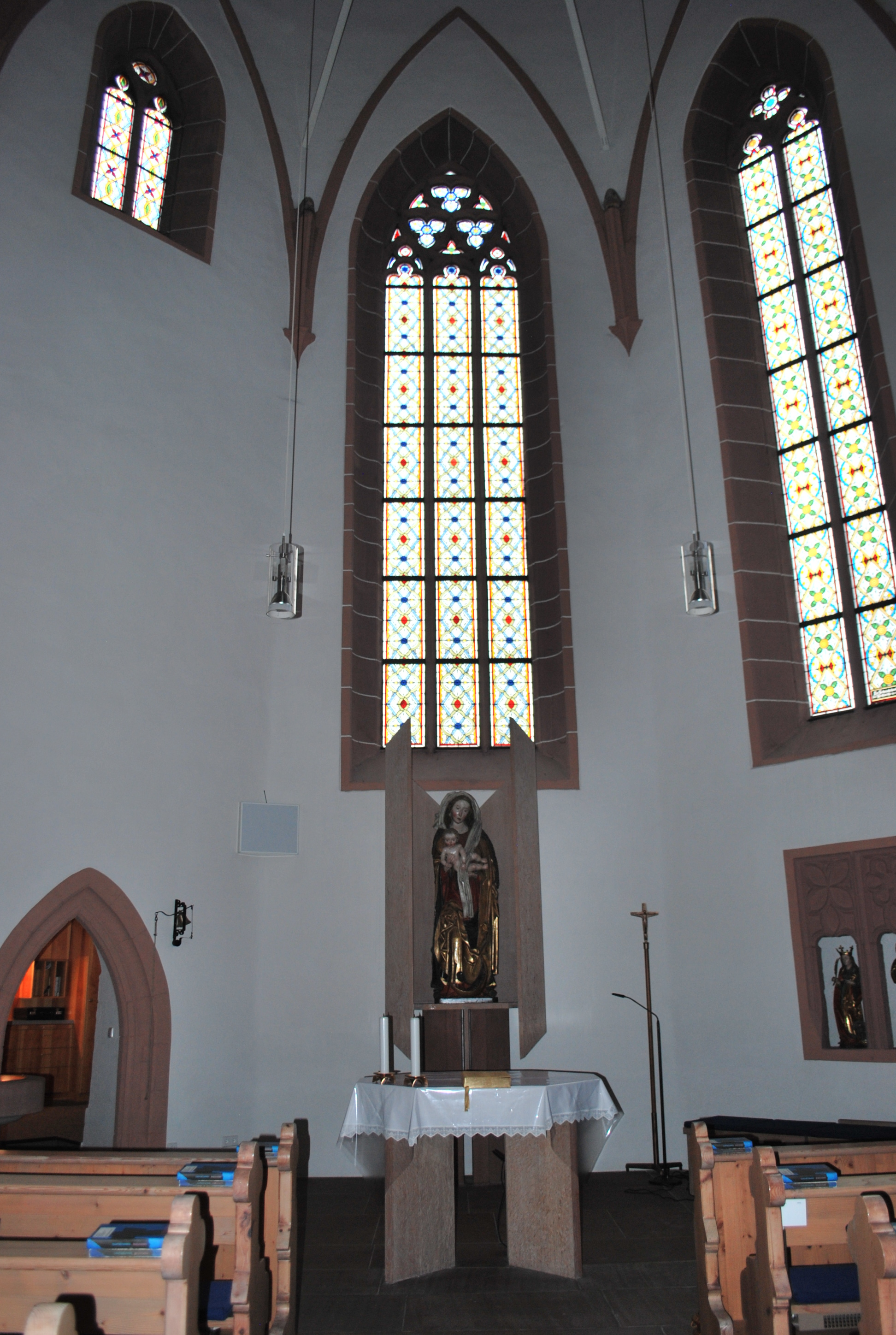
Johanneskirche Rohrdorf, Blick in den Chor

Am 25. April 1311 wurde die jetzige Kirche im Auftrag der Konstanzer Diözesanbischof Gerhard von Avignon durch den Weihbischof Johannes von Capoleos geweiht. Dieses Datum ist durch die erhaltene Weiheurkunde im Staatsarchiv Stuttgart gesichert. Die Kirche ist somit der älteste Teil des Ordensensemble. Im Jahr 1430 erfolgte schließlich der Bau des Alten Baues unter dem Komtur Johannes von Weitingen, unmittelbar an die Johanneskirche. Die Kirche beherbergte zum Ende des 15. Jahrhunderts 4 Altäre. Diese waren der Hochaltar der Mutter Gottes und Johannes Baptista, ein Kreuzaltar, sowie ein Georg- und ein Katharinen-Ottilien-Altar. Von der mittelalterlichen Ausstattung der Kirche befinden sind im katholischen Teil der Kirche eine Figur der Muttergottes. Dieses sehr hochwertige und fast lebensgroßes Kunstwerk wurde von Komtur Georg Bombast von Hohenheim im Jahr 1485 gestiftet. Eine Stifterinschrift und sein Wappen befinden sich auf der Rückseite der Figur. Die mittelalterlichen, ebenfalls sehr hochwertigen Tafeln des Rohrdorfer Hochaltares, wurden Ende des 19. Jahrhunderts durch das Königreiche Württemberg glücklicher Weise aufgekauft und befinden sich heute in der Staatsgalerie in Stuttgart. In der Kirche erhalten haben sich die mittelalterlichen Figuren des Johannes des Täufers als Namenspatron der Kirche und des Johanniterordens, die heilige Katharina sowie der heilige Sebastian. Die Figur der Heiligen Barbara ist eine Kopie eines spätgotischen Originals in der Pfarrkirche Affalterbach.
Bedingt durch die Einführung der Reformation in Rohrdorf wurde die Kirche bis ins 18. Jahrhundert simultan genutzt. Diese Regelung führt immer wieder zu Streitigkeiten.
Am 6. Juni 1738 kam es zu einem Vertragsabschluss zwischen dem Johanniterorden und dem Herzogtum Württemberg über den Neubau einer Evangelischen Kirche als Anbau an die bestehende Ordenskirche. Im Jahr 1741 erfolgte die Grundsteinlegung für die Erweiterung der Kirche, mit räumlicher Trennung der Konfessionen. Seitdem wird der hintere, östliche Teil mit dem Chor von der katholischen, der vordere, westliche Teil, erweitert durch einen Anbau in einem stumpfen Winkel, von der evangelischen Kirchengemeinde genutzt.
Diese Regelung wurde in einem Vertrag zwischen dem damaligen katholischen Johanniterkomtur Dietrich Hermann von Schade mit dem Herzogtum Württemberg vereinbart.

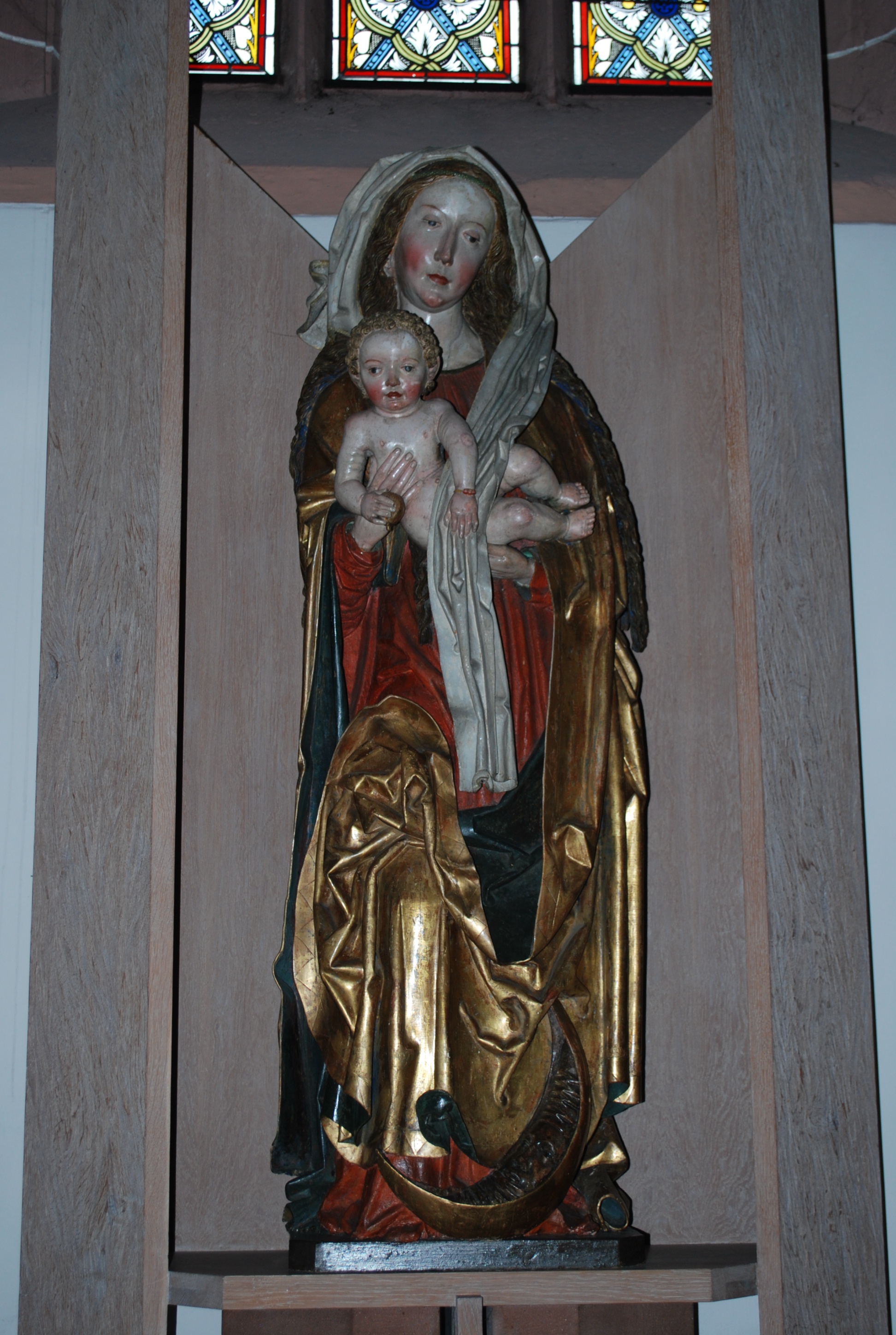
Fast lebensgroße spätmittelalterliche Muttergottesfigur
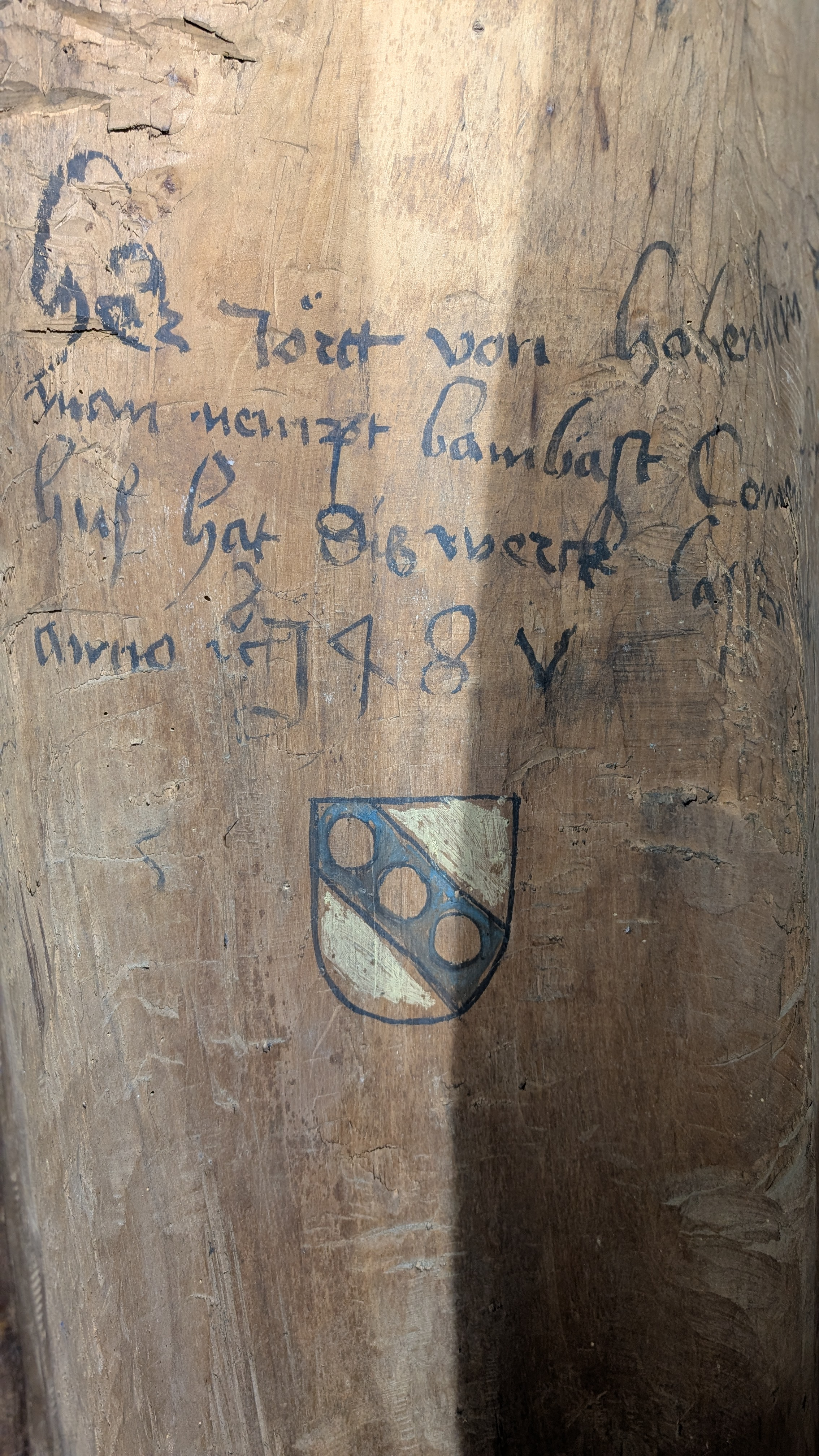
Stifterinschrift und Wappen des Komtur Georg Bombast von Hohenheim in der Höhlung der spätmittelalterlichen Marienfigur Rohrdorf
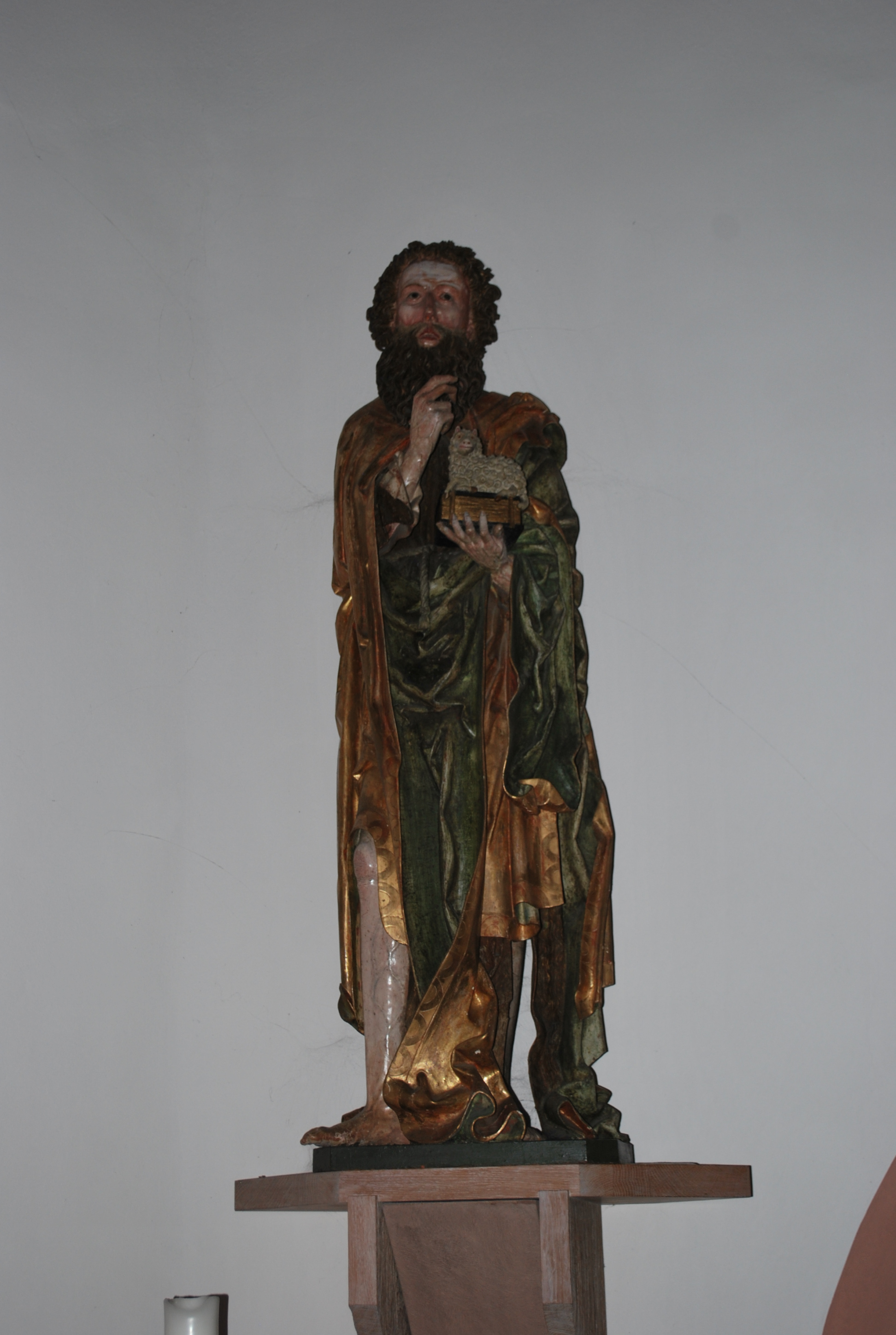
Johannes der Täufer 15. Jahrhundert
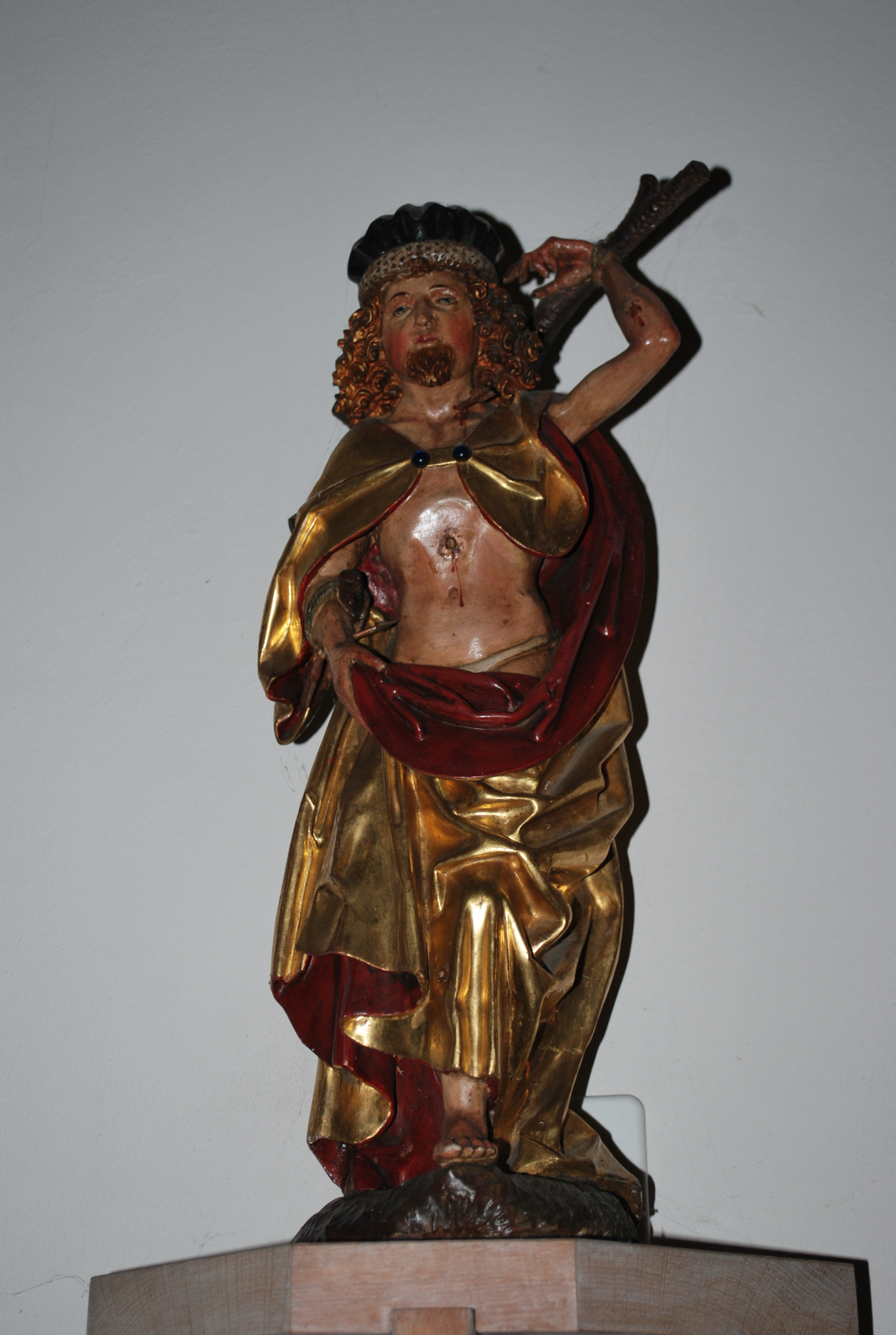
Heiliger Sebastian 15. Jahrhundert
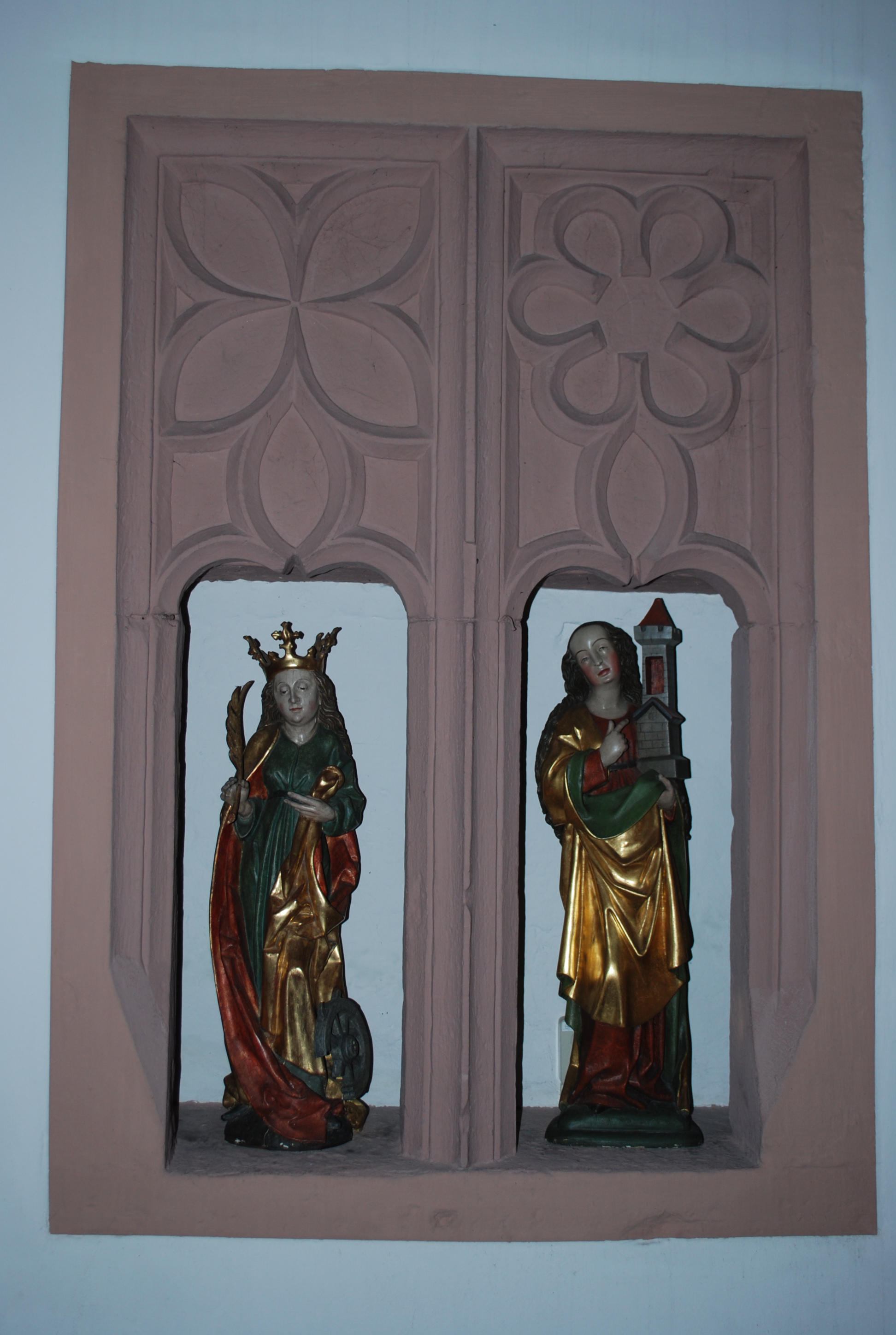
Heilige Katharina 15. Jahrhundert und Heilige Barbara (Nachbildung)
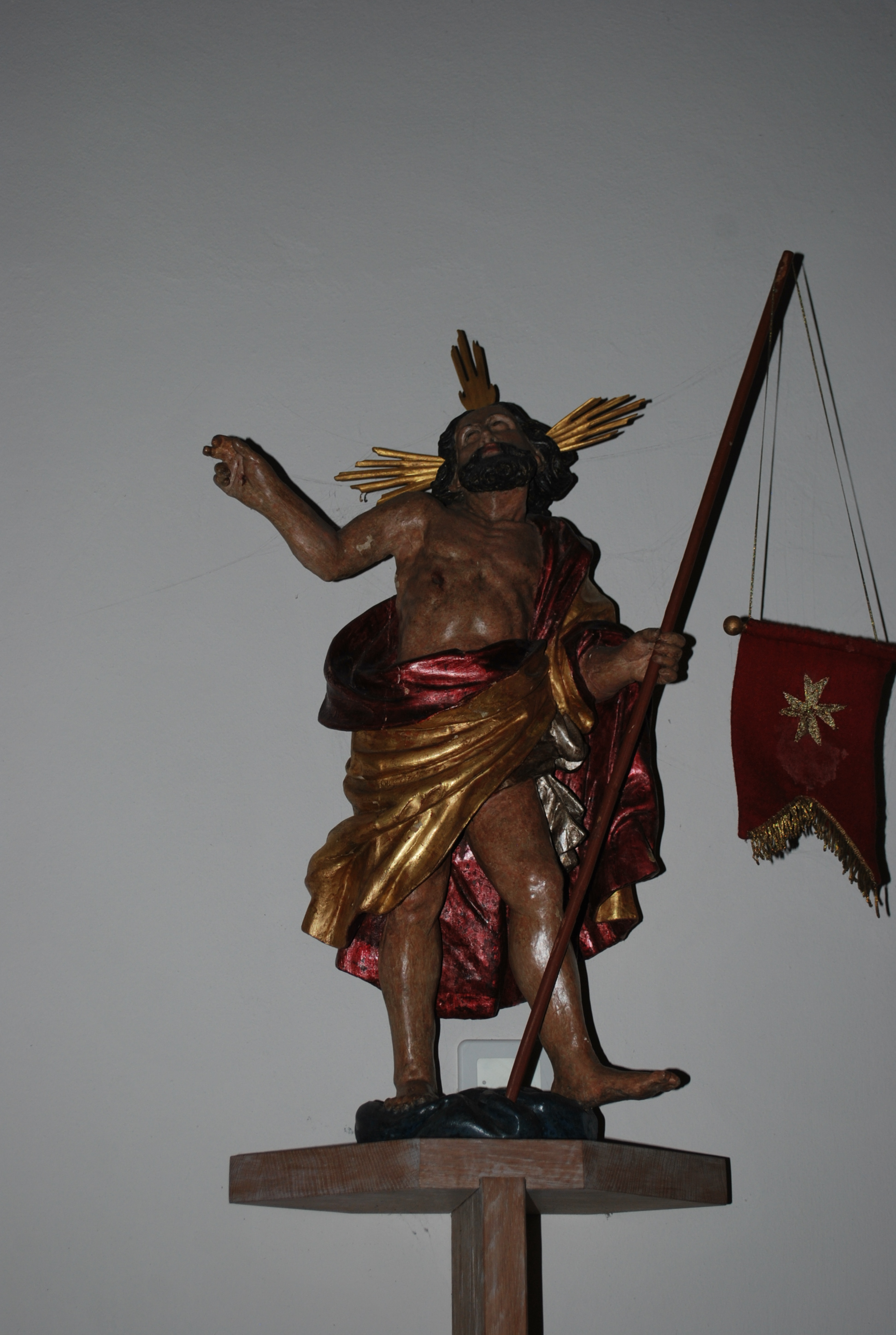
Auferstandener Heiland 18. Jahrhundert
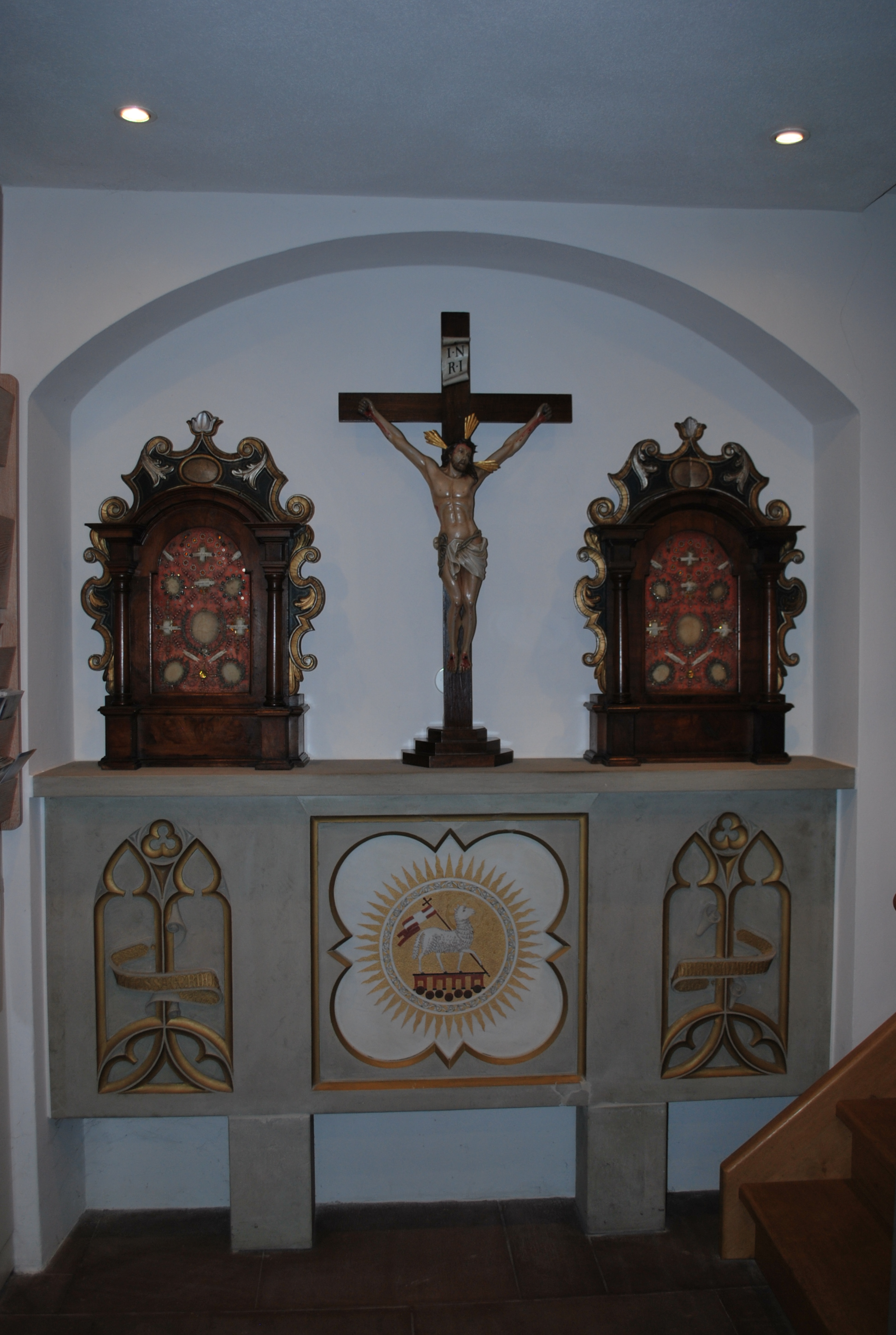
Kruzifix und 2 Reliquienschreine 18. Jahrhundert

Die Kirche hatte wohl nie ein Netzgewölbe besessen. Das vorhandene System aus Gewölbeanfängern hätte dies nicht ermöglicht. Die Vermutung von Karl Eduard von Paulus in der Oberamtsbeschreibung von 1862, dass das Netzgewölbe eingerissen wurde, kann somit nicht stimmen, es ist eher anzunehmen, dass die Kirche in diesem Punkt unvollendet geblieben ist. Dies kann eventuell aus finanzieller Sicht geschehen sein, da diese Gewölbe sehr kostspielig waren.

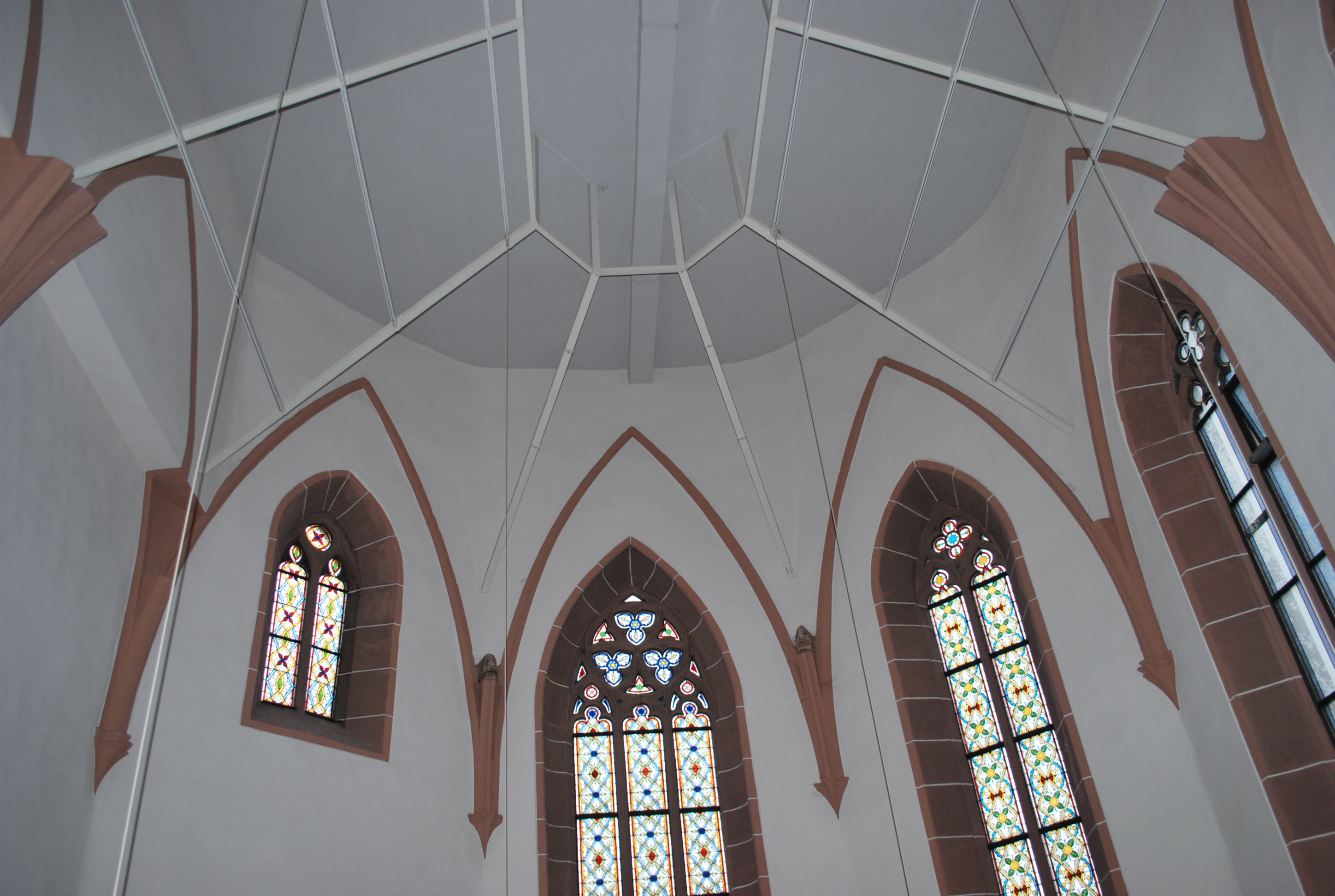
Ansätze des Chorgewölbes in der Johanneskirche
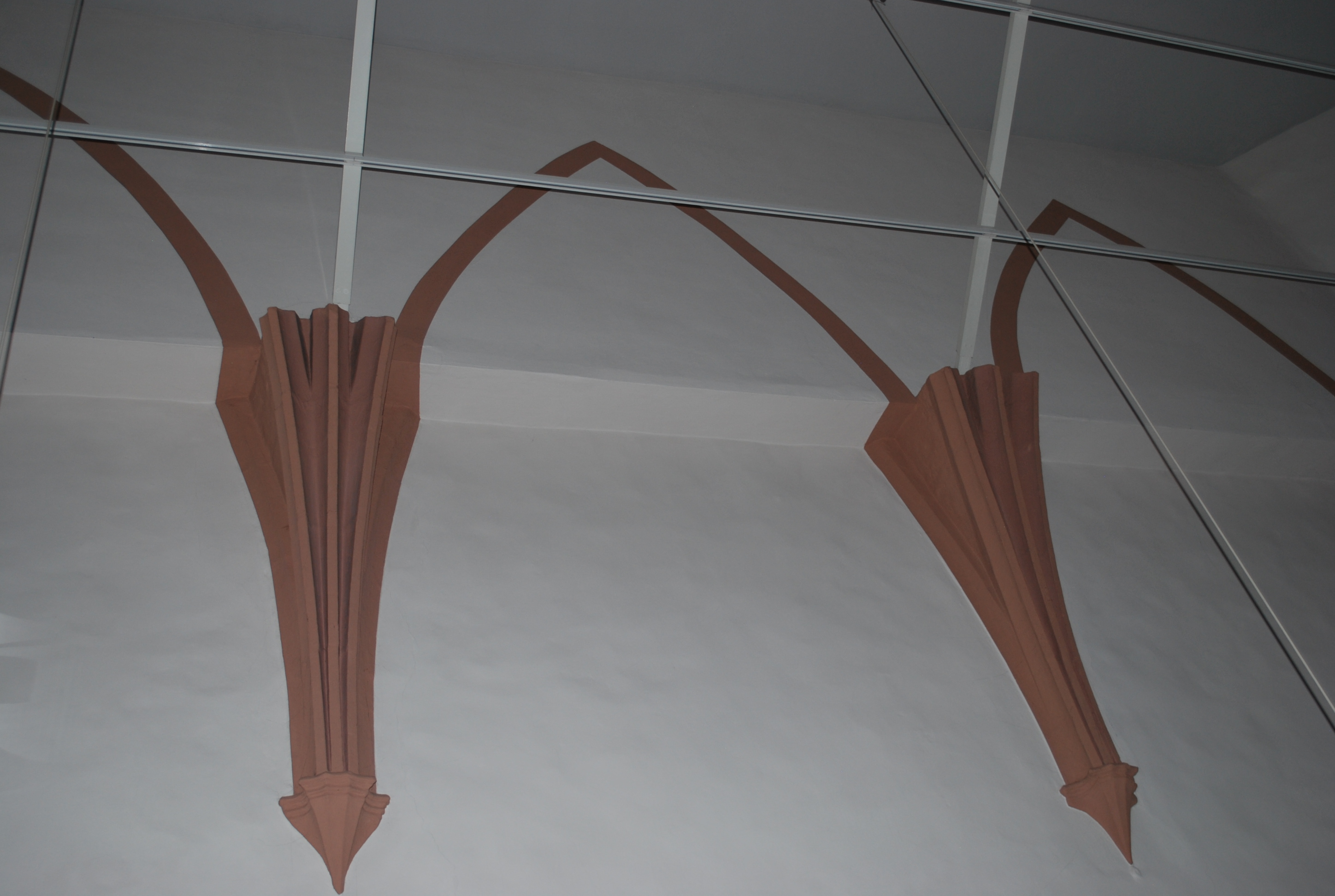
Ansätze für das Chorgewölbe im Detail
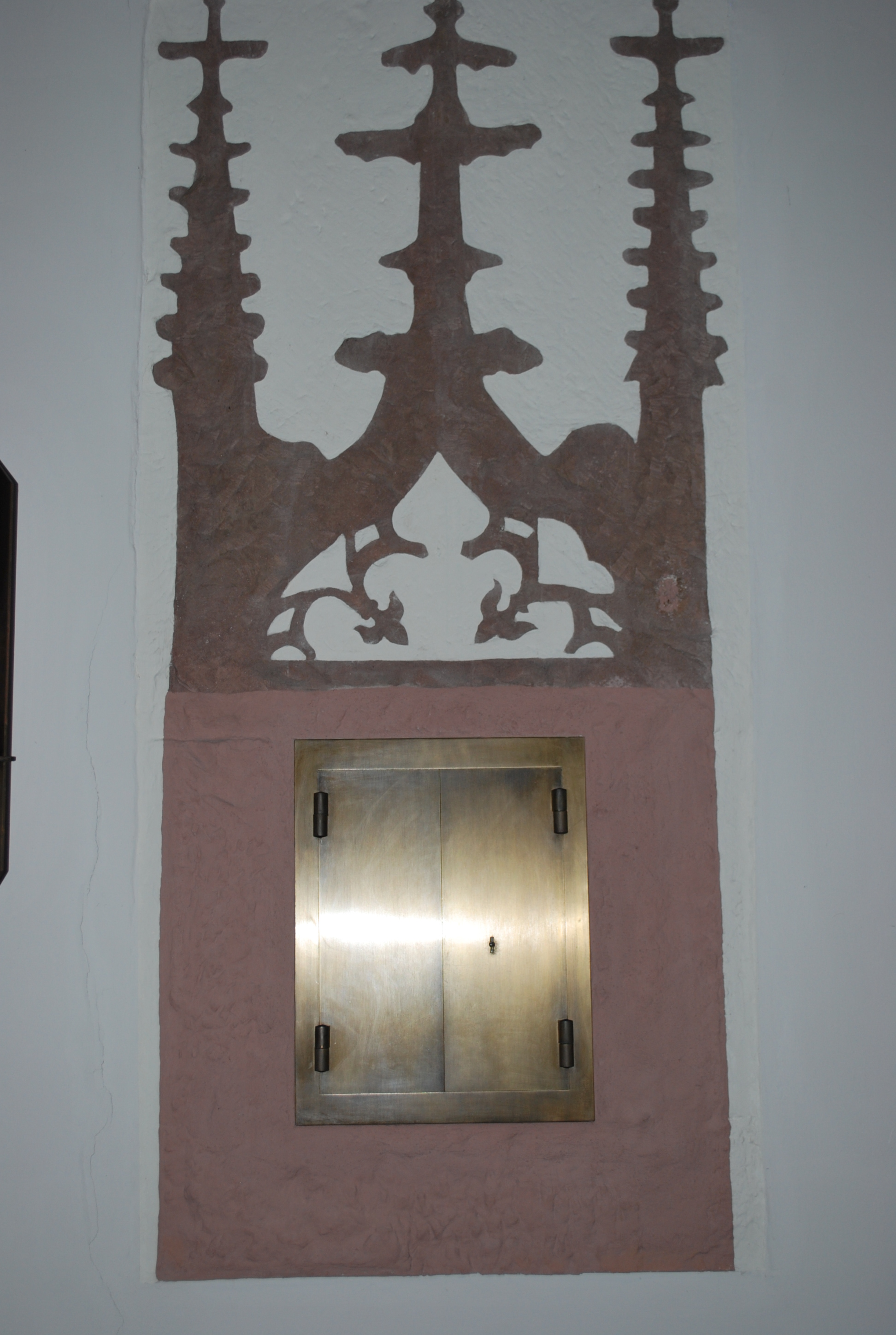
Wandtabernakel im Chor der Johanneskirche Rohrdorf

Vom Inventar der Kirche haben sich aus der Johanniterzeit eine ganze Reihe alter, liturgischer Gegenstände erhalten. Hier ist besonders hervorzuheben eine barocke Hostienmonstranz und ein Wettersegen mit kleinen Reliquien, sowie ein spätmittelalterlicher und ein frühbarocker Messkelch, Letzterer gestiftet von Komtur Hans Werner Ritter von Raitenau. Seine Stifterinschrift befindet sich in aller Bescheidenheit in der Innenseite des Kelchfußes, ist also nicht sichtbar angebracht.

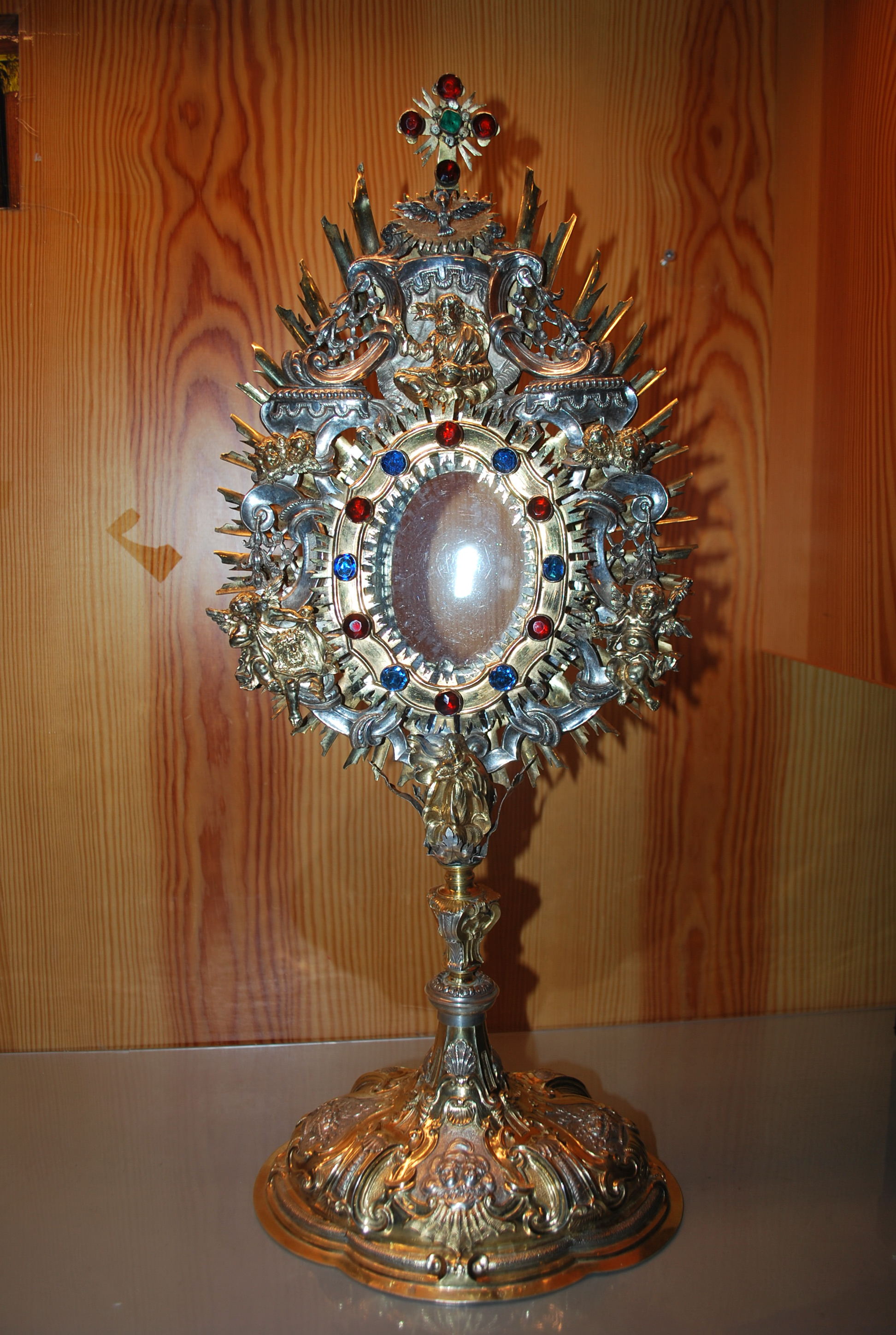
Barocke Hostienmonstranz 18. Jahrhundert
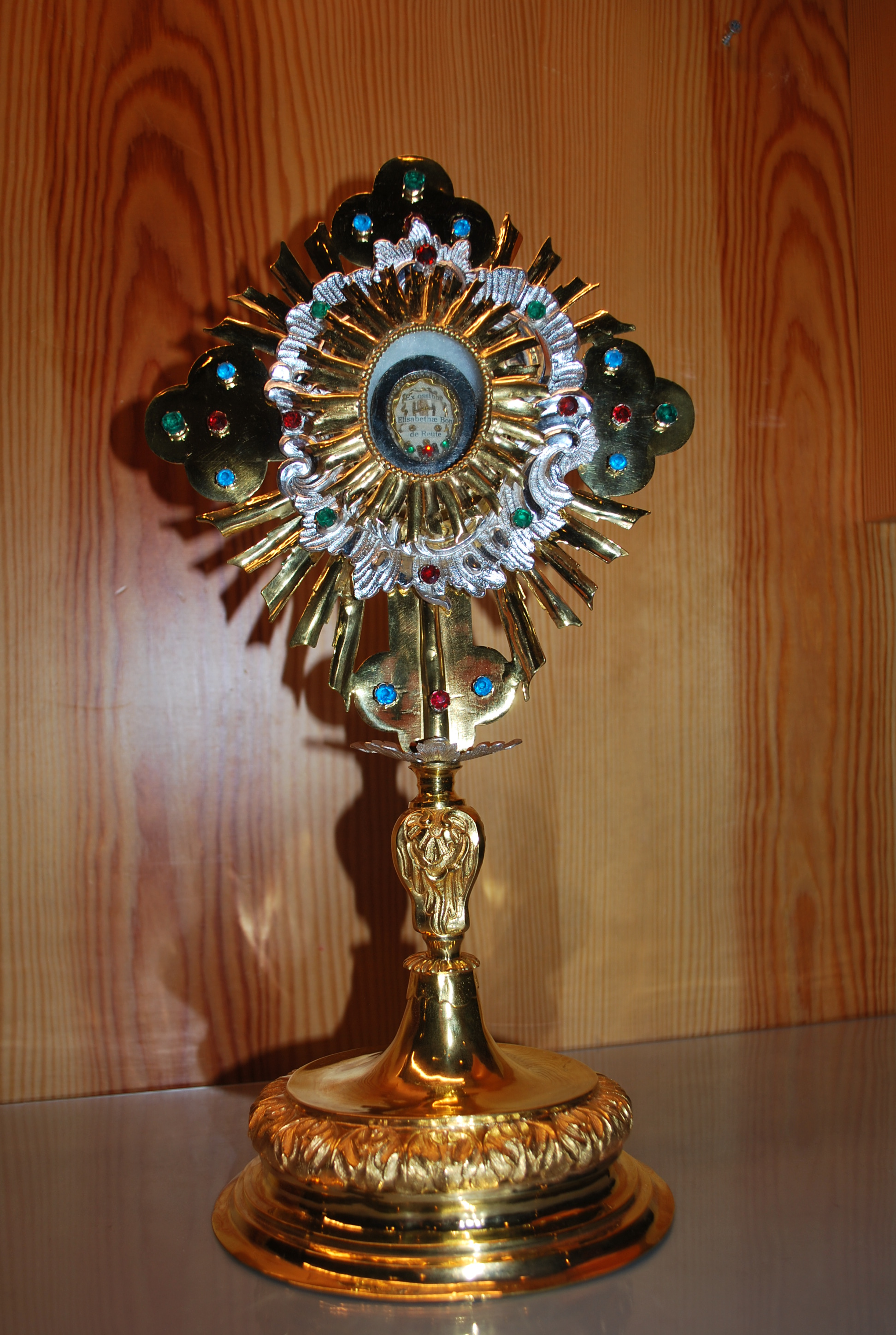
Barocker Wettersegen 18. Jahrhundert
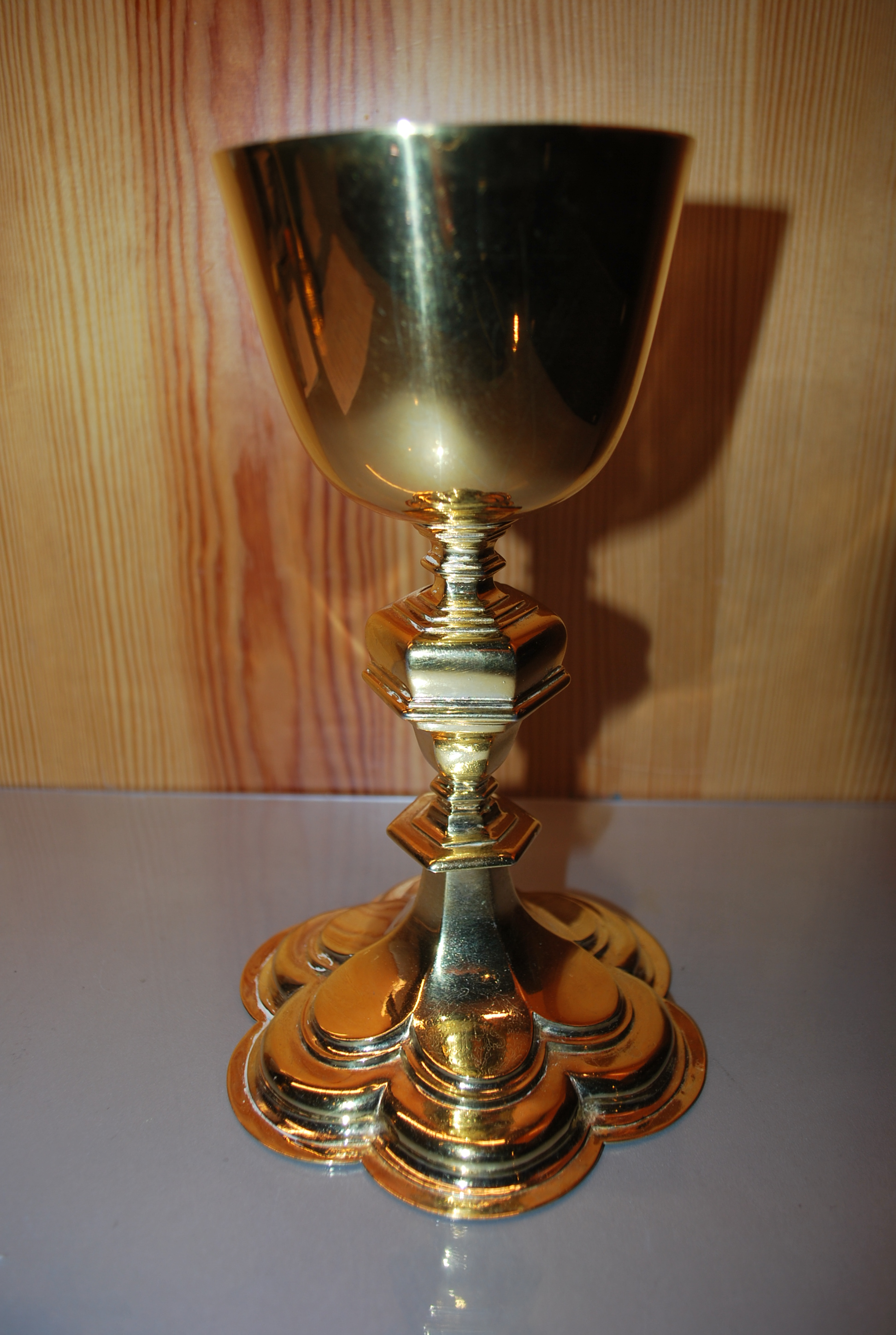
Frühbarocker Messkelch des Johann von Raitenau 17. Jahrhundert
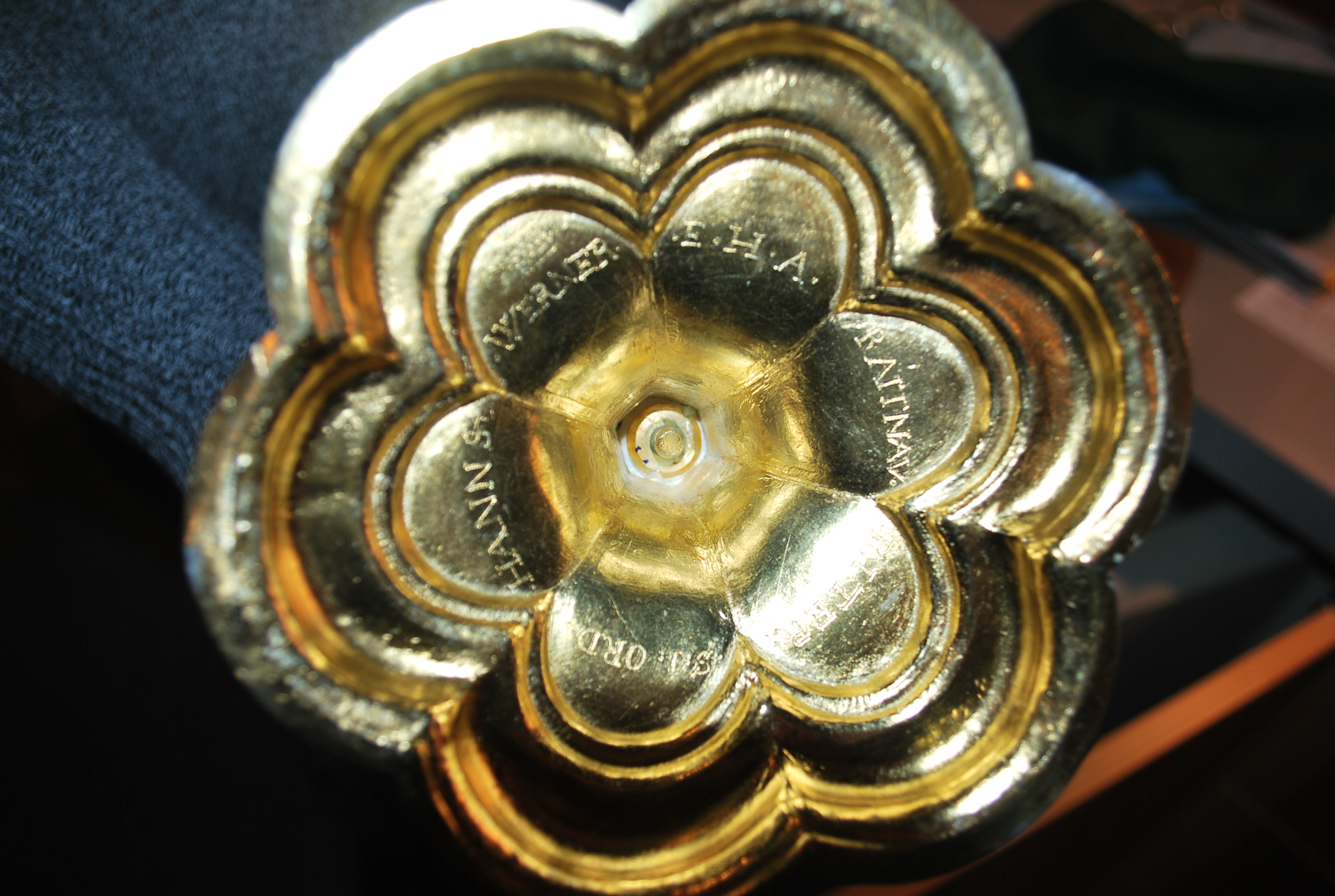
Stifterinschrift des Komtur Johann Werner Ritter von Raitenau
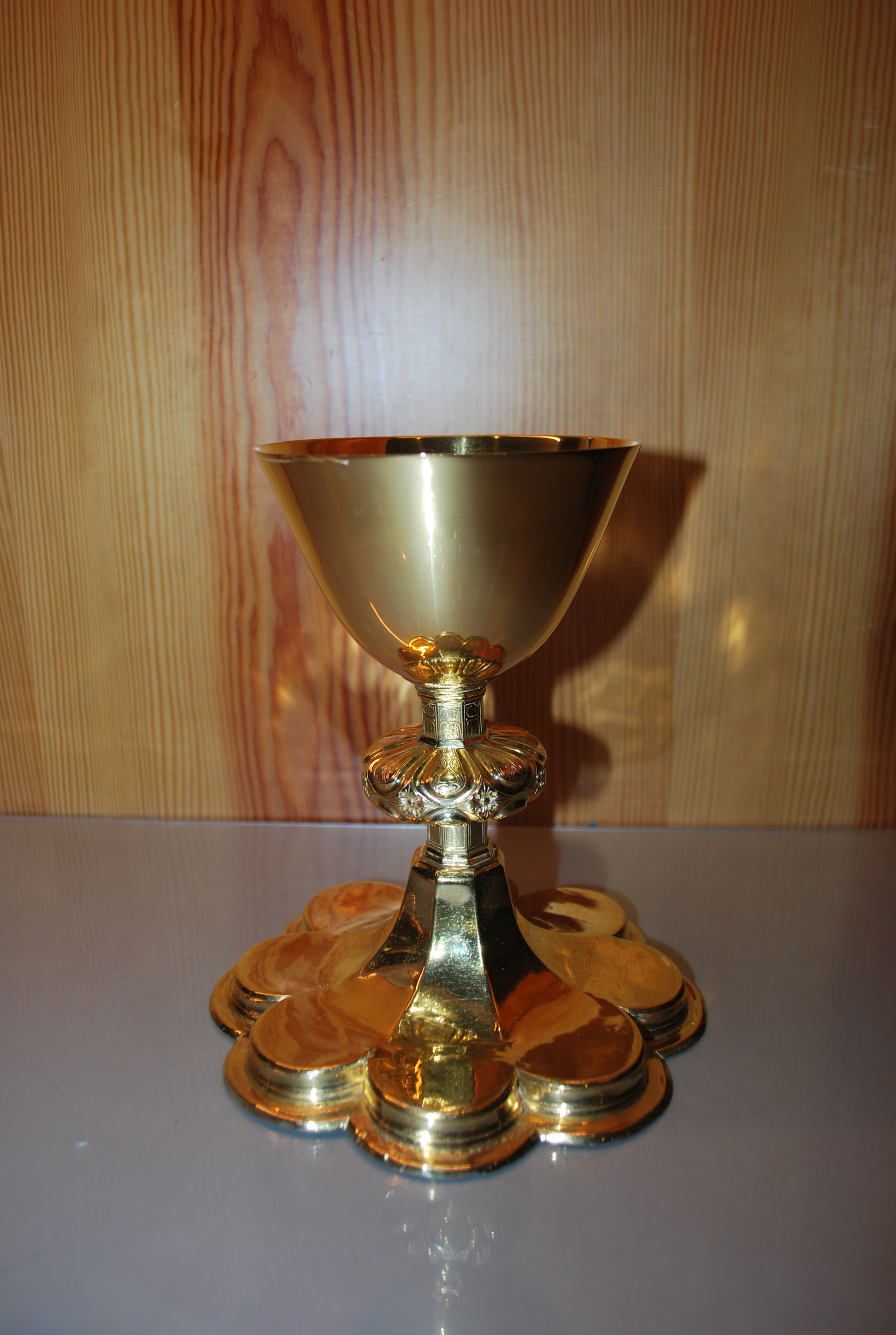
Messkelch 15. Jahrhundert

Das Innere der evangelischen Kirche beherbergt ein spätgotisches Kruzifix um 1500.
1824 bekam die Kirche einen neunen Dachreiter. Dieser Dachreiter, in der Mitte des Kirchendaches, wird auf Grund einer historischen Regelung zu je einem Drittel von der Evangelischen-, der Katholischen- und der Weltlichen Gemeinde Rohrdorf unterhalten.
1862 befanden sich 2 Glocken in dem Türmchen. Eine 1817 von Heinrich Kurtz in Stuttgart umgegossene und eine kleinere Glocke mit alten Majuskeln, die Eduard von Paulus nicht zu deuten wusste. Leider gingen diese Glocken durch die Verpflichtung zur Ablieferung in den Weltkriegen verloren. Heute befinden sich im Dachreiter 4 Glocken. Die beiden großen Glocken wurden 1950, ebenfalls in der Gießerei Kurtz in Stuttgart gegossen. Gleichfalls von der gleichen Firma wurde die 1922 gegossene dritte Glocke geschaffen. Im Jahr 2000 schenkte die Gemeinde Rohrdorf die vierte, kleinste Glocke den Kirchengemeinden. Auch sie wurde wieder in Stuttgart von der Firma Kurtz gegossen. Sie trägt die Inschrift nach Jeremia 29, 13–14 ‚‘‘GOTT SPRICHT: WENN IHR MICH VON GANZEM HERZEN SUCHEN WERDET / SO WILL ICH MICH / VON EUCH FINDEN LASSEN‘‘. Das Geläut ist auf a‘-h‘-eis‘‘-e‘‘ abgestimmt.
Das evangelische Kirchenschiff wurde 1969 vollständig im Stil der Zeit umgestaltet. Der katholische Chor erfuhr bereits im Jahr 1911 mit dem erneuten Einbau des verlorengegangenen, gotischen Maßwerkes der Fenster eine Aufwertung. 1954–1956 erfolgte eine Renovierung des Kircheninneren. Hier wurde die 1885 vorgenommene Neogotisierung zurückgenommen. 1996/1997 wurde der Chor umfassend renoviert. 1957/58 erfolgte eine Außenrenovierung. 1957 wurde eine neue Uhr in den Dachreiter der Kirche eingebaut.

### Der Alte Bau

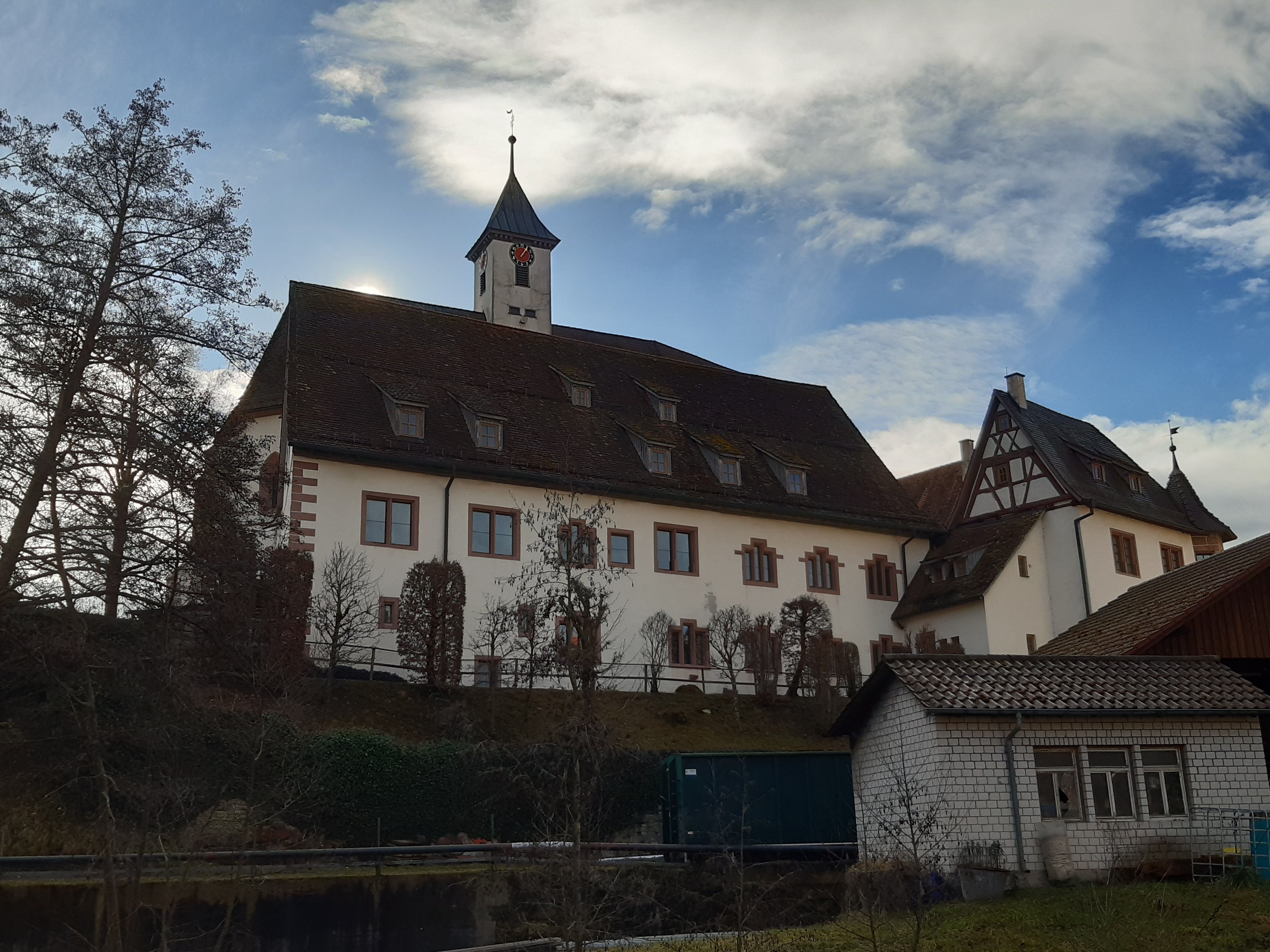
Alte Komturei Rohrdorf - Sicht von Norden

Unter Komtur Johannes von Weitingen wurde das alte Komtureigebäude an der Nordseite der Kirche erbaut. Dieses Gebäude wird der Alte Bau oder Alte Kommende genannt. Dort findet sich am ehemals mittelalterlichen Portal eine Inschrift: anno 1430 do wart dis hus gebut. Mit dem Wappen des Komturs Johannes von Weitingen, dem Wappen des Großprior Hugo von Montfort-Bregenz und dem Wappen der Herrschaft Heitersheim. Das Gebäude, mit seinen massiven Stockwerken und schön gestalteten, gotischen Fenstern, hatte einst die Kirche überragt. Der Grundriss des Gebäudes ist trapezförmig. Ende des 15. Jahrhunderts verfügte das Ordenshaus über 26 Schlafstellen. Um 1561 muss ein entscheidender Umbau im Inneren des Alten Baues stattgefunden haben, welcher die alte Raumstruktur zumindest in den zwei verbliebenen unteren Geschossen entscheidend verändert hat. Hiervon gibt die Jahreszahlt 1561 im Kaminsturz Anlass. Um 1600 wurde der Sitz des Komturs in das katholische Dätzingen verlegt. Seit dem Bau der neuen Kaplanei wurde der Alte Bau in der Folge mehr und mehr vernachlässigt, obwohl dieser nochmals mit den Wandmalereien im kleinen Saal eine prächtige Ausstattung erfuhr. Aus Archivalienbeständen aus dem Jahr 1686 ist bekannt, dass sich im Alten Bau eine Klosterküche mit laufenden Brunnen befand.
1862 beschreibt Karl Eduard von Paulus das alte Komtureigebäude: Es sind noch zwei Stockwerke vorhanden, auf die erst in neuerer Zeit ein Holzbau aufgesetzt wurde
Der 1826 aufgeschlagene Notdachstuhl beinhaltete Hölzer, die laut dendrochronologischen Datierung um 1429/30 geschlagen wurden. Dies gibt Anlass, dass dieses Holz vom mittelalterlichen Kommendenbau selbst stammt.
Im Jahr 1917 erfolge, durch die Gemeinde der Kauf des alten Komtureigebäudes von Privatleuten. Der Bau wurde in der Folge als Magazin benutzt.
Die Gemeinde verkaufte aber schon im Jahr 1918 die östliche Hälfte an die Katholische Kirchengemeinde. 1987 konnte die Gemeinde alle Kelleranteile von Privateigentümern erwerben und die Katholische Kirchengemeinde übertrugt der Gemeinde Rohrdorf ihren Eigentumsanteil an dem alten Komtureigebäude, im Hinblick auf die geplante Wiederherstellung des Gebäudes. Somit ist die Gemeinde Rohrdorf nunmehr alleiniger Eigentümer des Alten Baues. 1987 bis 1990 wurde die alte Komturei (Alter Bau) und das neue Schloss (Kaplanei) umfassend restauriert. Heute beherbergt der Alte Bau einen Teil des Rathauses, den Sitzungssaal des Gemeinderats und Vereinsräume, sowie die Räumlichkeiten der katholischen Kirchengemeinde Rohrdorf.

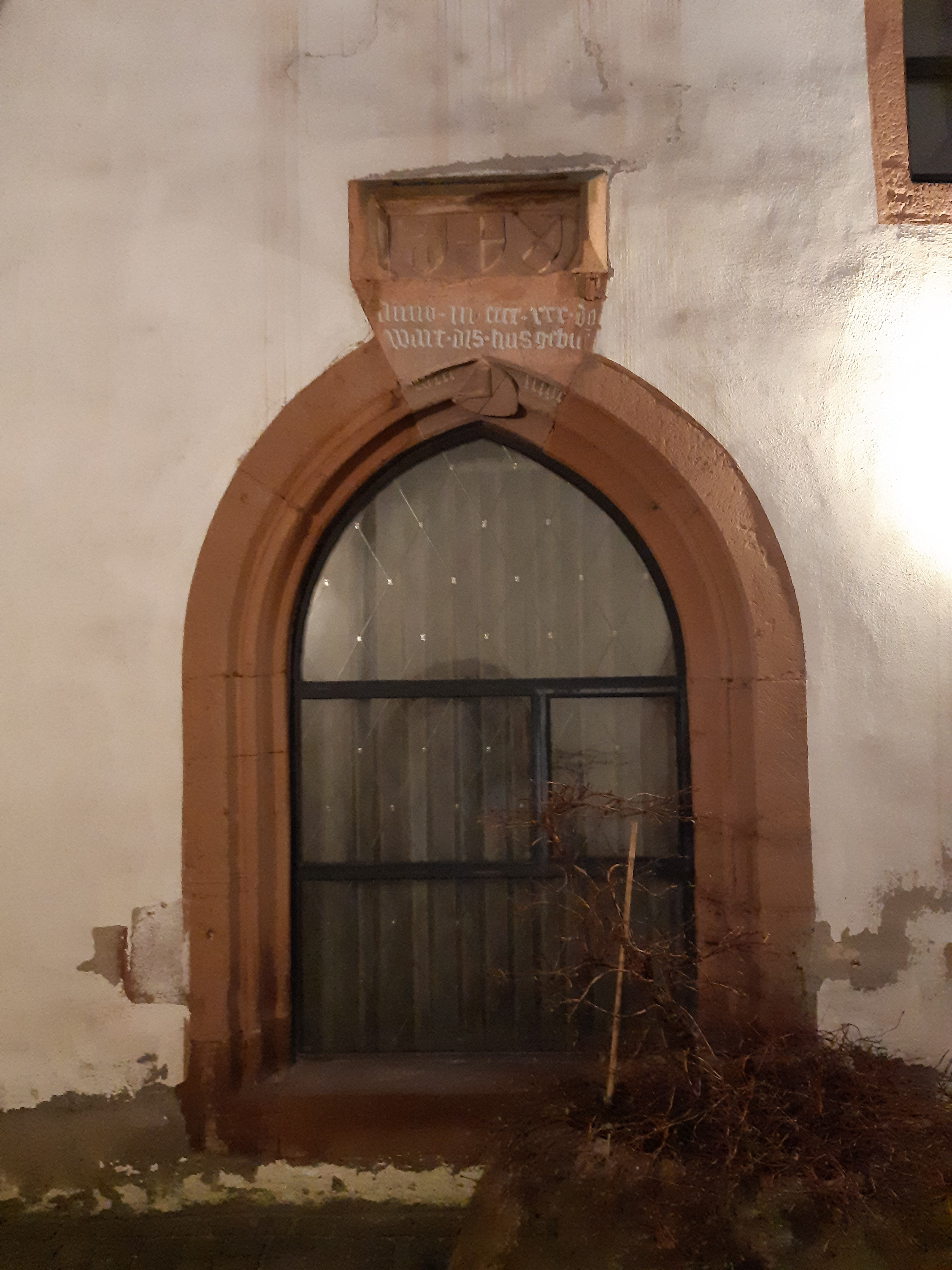
Altes Portal des Alten Bau der Komturei Rohrdorf
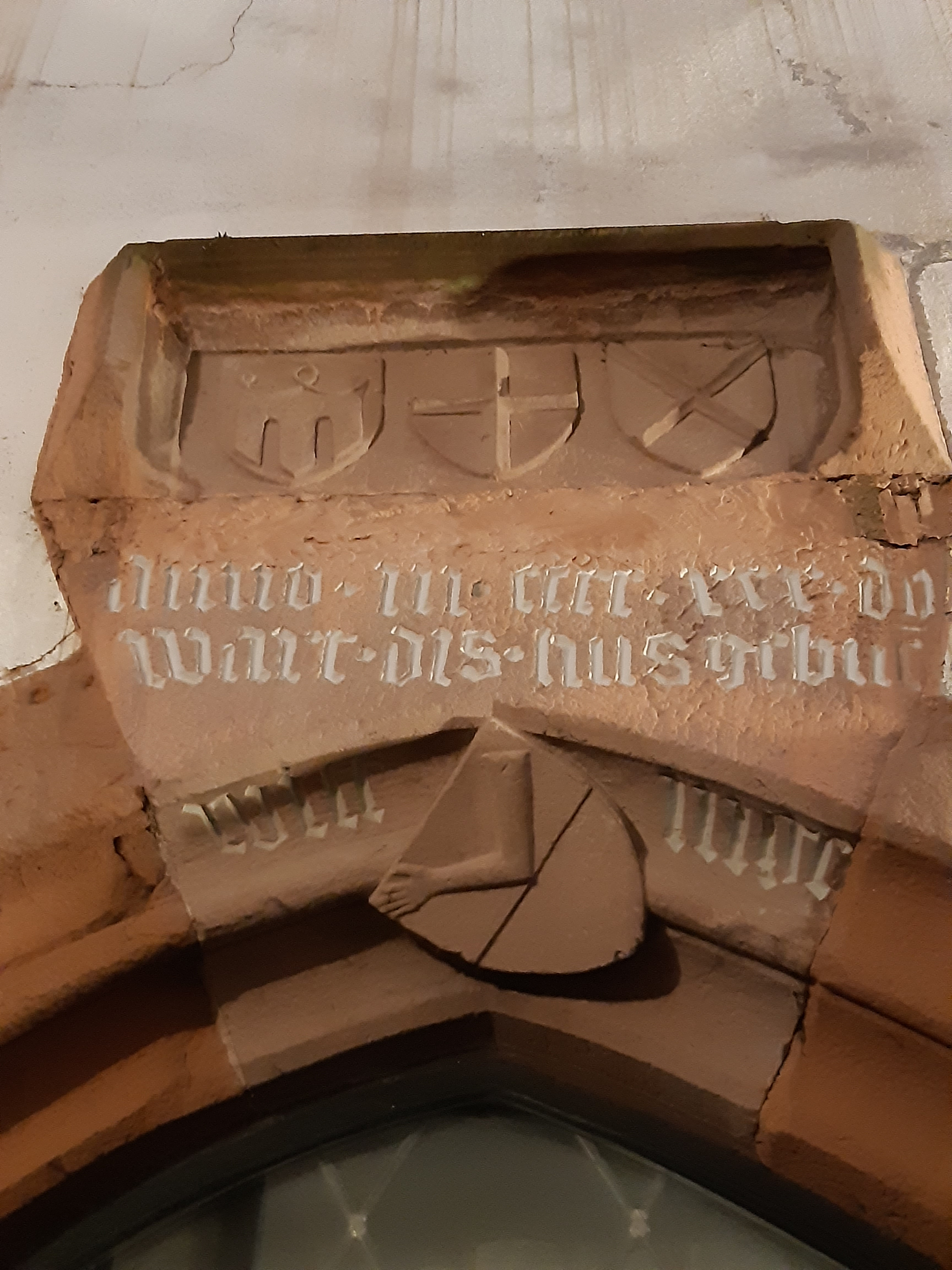
Wappen am Portal der alten Komturei Rohrdorf
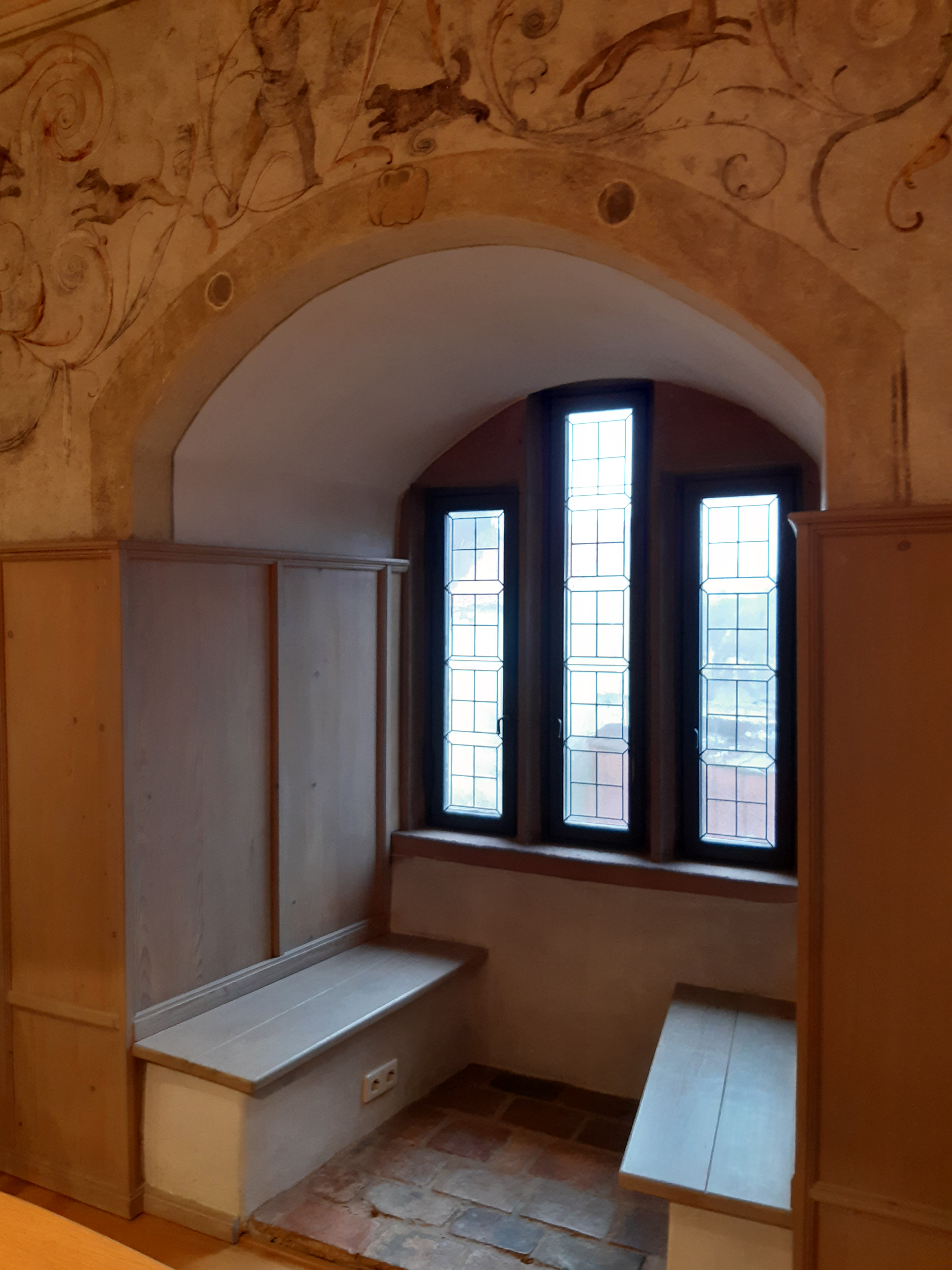
Spätmittelalterliches Fenster der alten Komturei von innen
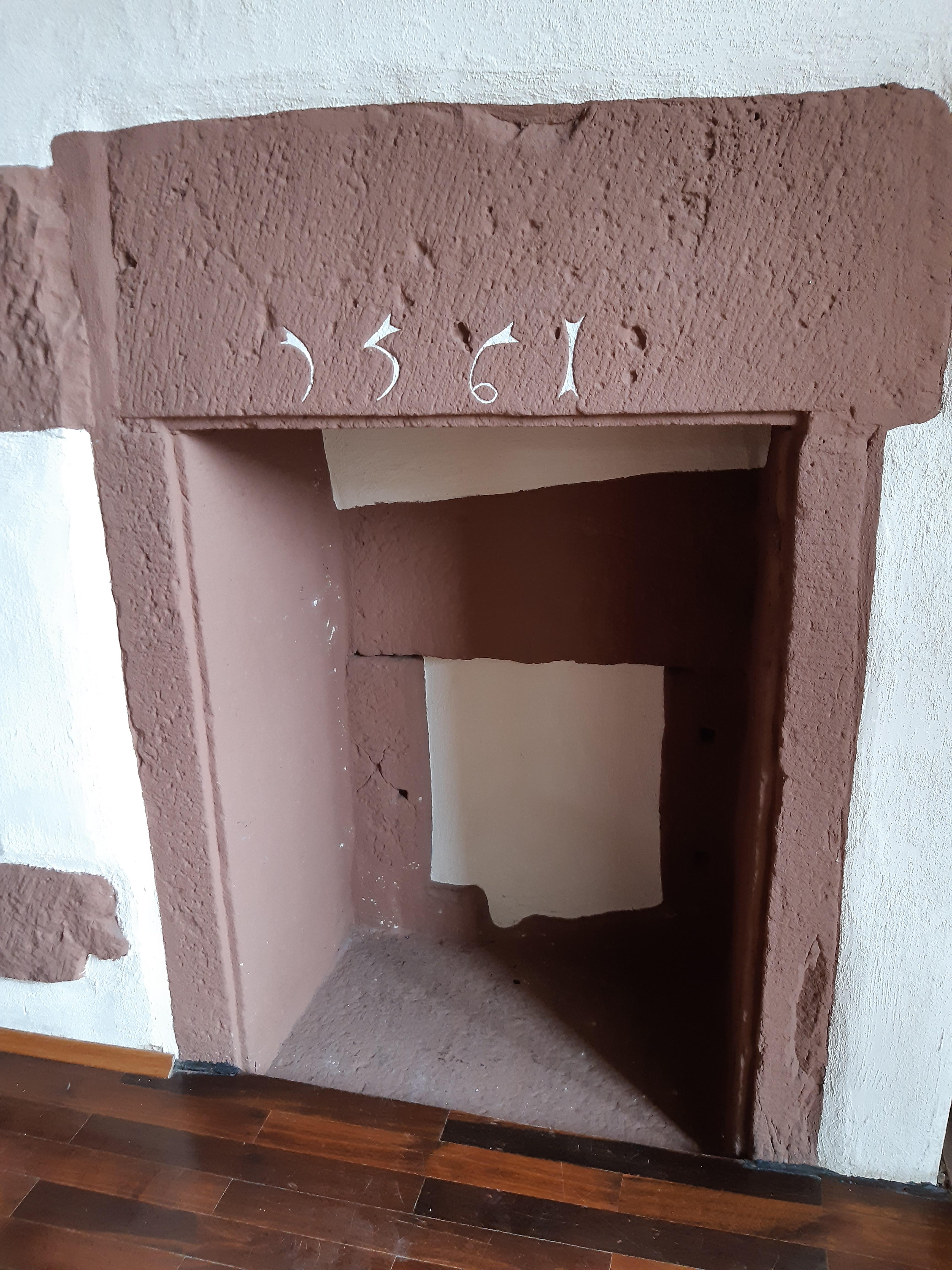
Ofenstelle mit Jahreszahl im großen Saal der alten Komturei Rohrdorf

### Die Wandmalereien im Alten Bau der Komturei

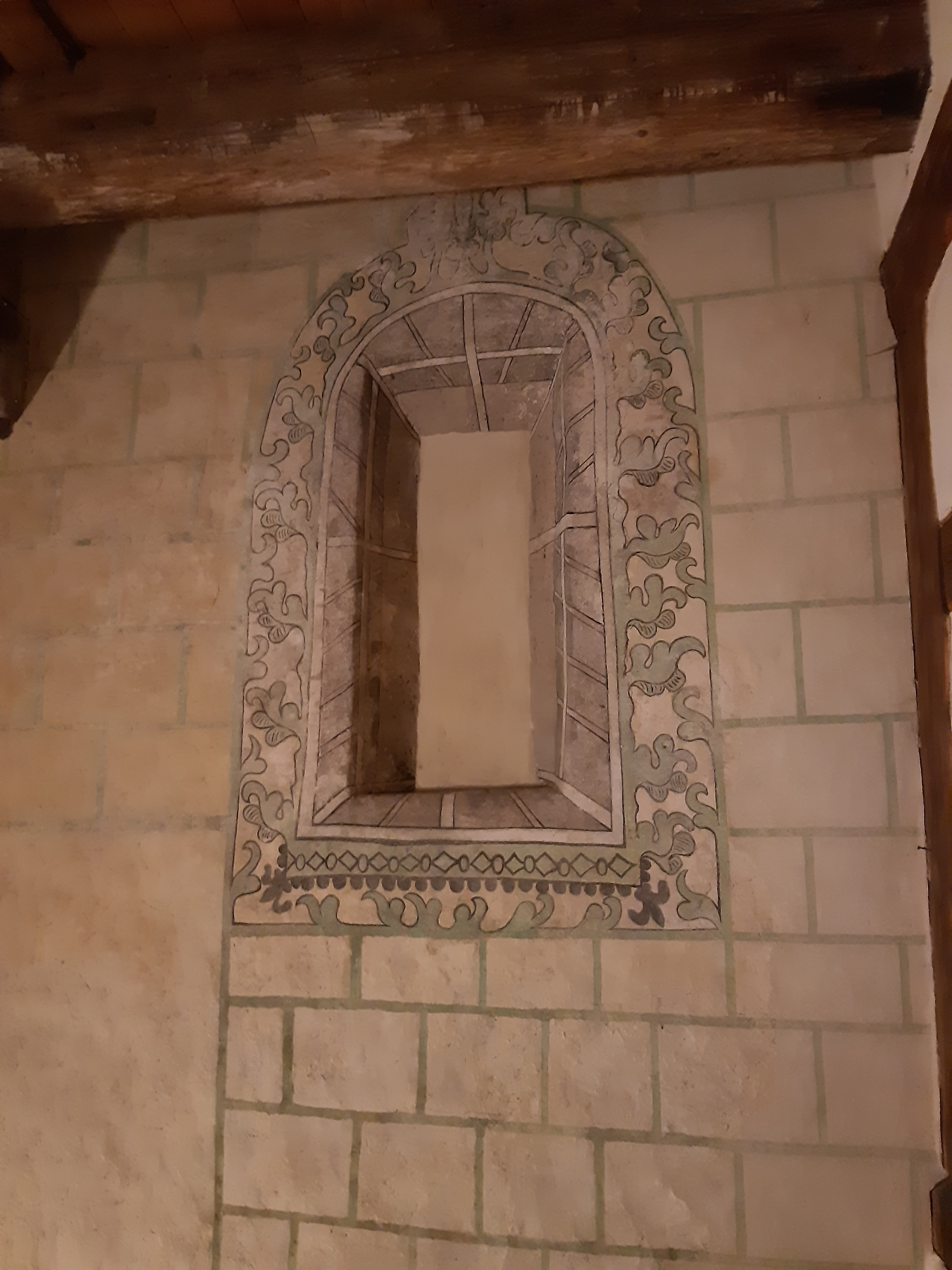
Malerei am Abgang zum Keller in der alten Komturei Rohrdorf

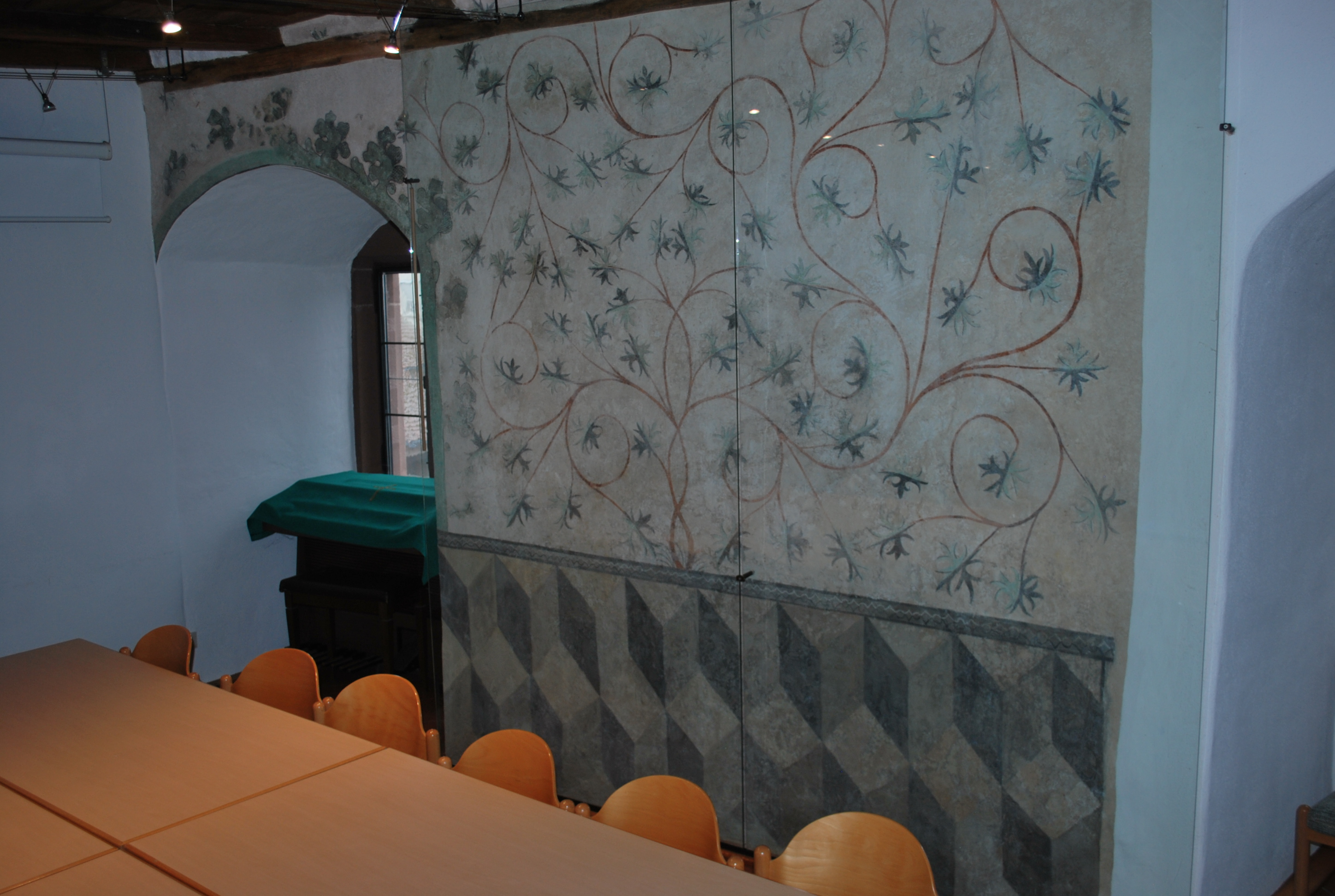
Wandmalereien im Gemeindesaal der Katholischen Kirchengemeinde

Im Rahmen der Restaurierung der ehemaligen Komturei gab es überraschende Neuentdeckungen von verschiedenen Wandmalereien von hohem, kulturgeschichtlichen Rang. Besonders hervorzuheben sind die Malereien im kleine Saal, heute der Raum des Hauptamtes, welcher auch als Trau- und Besprechungszimmer dient. Dieser Teil im 1. Obergeschoss des Alten Bau beherbergte einst den großen Saal (heute Sitzungssaal), von welchem dieser Raum abgeteilt war. Zeitlich können die Malereien unter Komtur Johann Werner von Raitenau, im ersten Drittel des 17. Jahrhunderts eingeordnet werden. Raitenau veranlasste umfangreiche Renovierungen. Auch die stilistischen Kriterien sprechen für diesen Zeitraum.
Die Malereien geben zyklische Szenen mit Jagd und Kampfmotiven wieder. Es finden sich Tiere wie Wildschwein, Hirsch, Reh, Hase, Fuchs, Stier und sogar Affe. All diese Tiere werden in einer Mischung von Ranken-, Muschel-Rollwerk sowie Groteskenmotiven dargestellt.
Besonders die Darstellung einer Jagd auf zwei Einhörnern, welche von zwei in orientalischer Tracht dargestellten Kämpfern spiegelbildlich gestellt werden, besticht durch ihre Lebendigkeit und ihren Symbolismus. Diese Darstellung kann als Anspielung auf den Kampf der christlich-ritterlichen Ideale des Johanniterordens und ihren Kampf gegen die Türken verstanden werden. Das Einhorn wird im Christentum als Sinnbild von Demut und Tugend verstanden.
Jäger in zeitgenössischer Tracht, die Flinten geschultert werden von ihren treuen Jagdhunden flankiert. Die Hunde selbst hetzen an anderer Stelle das Wild und stellen es. All diese Darstellungen sind Allegorie und bedürfen der Interpretation im Kontext zum Johanniterorden.

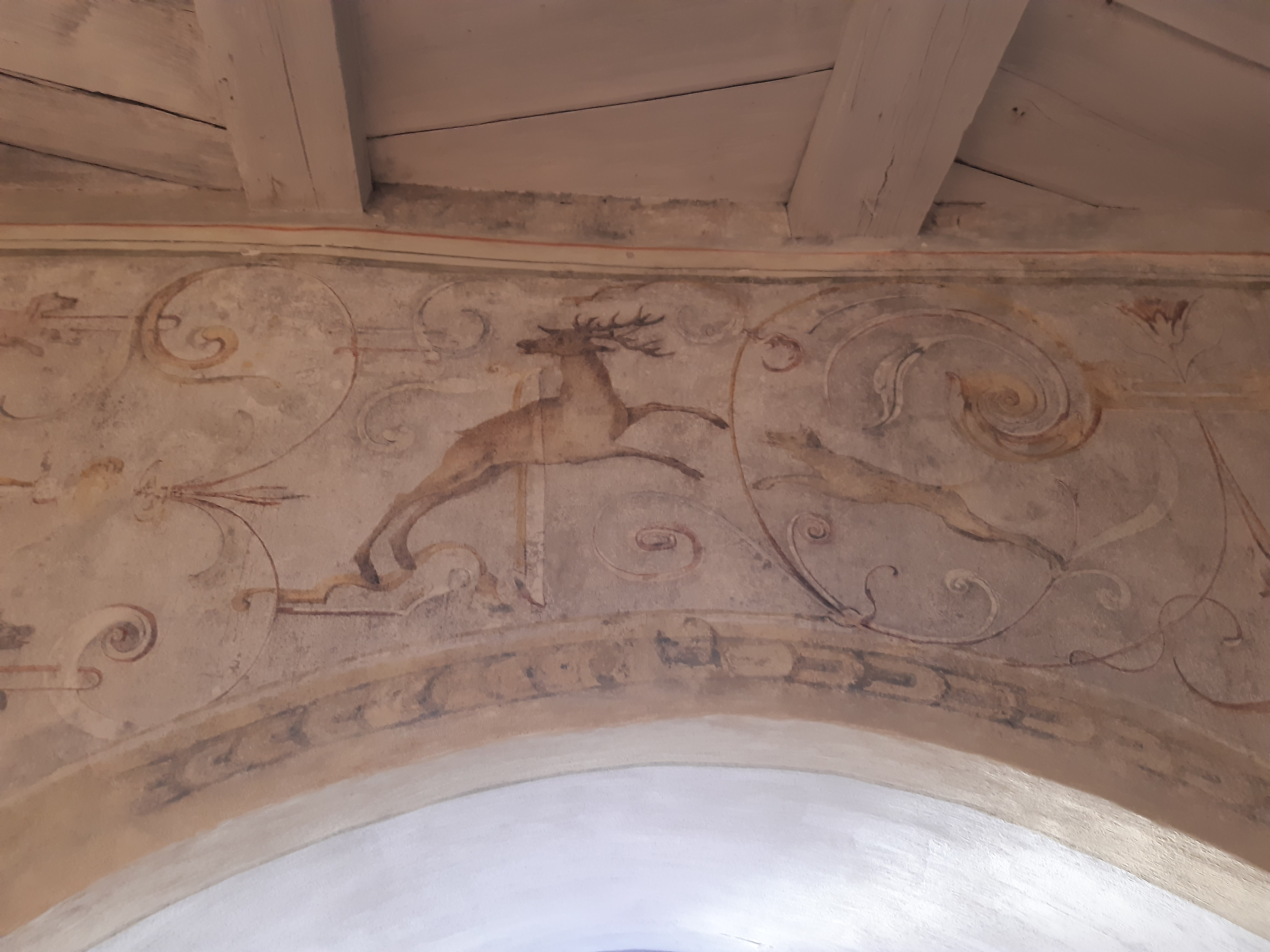
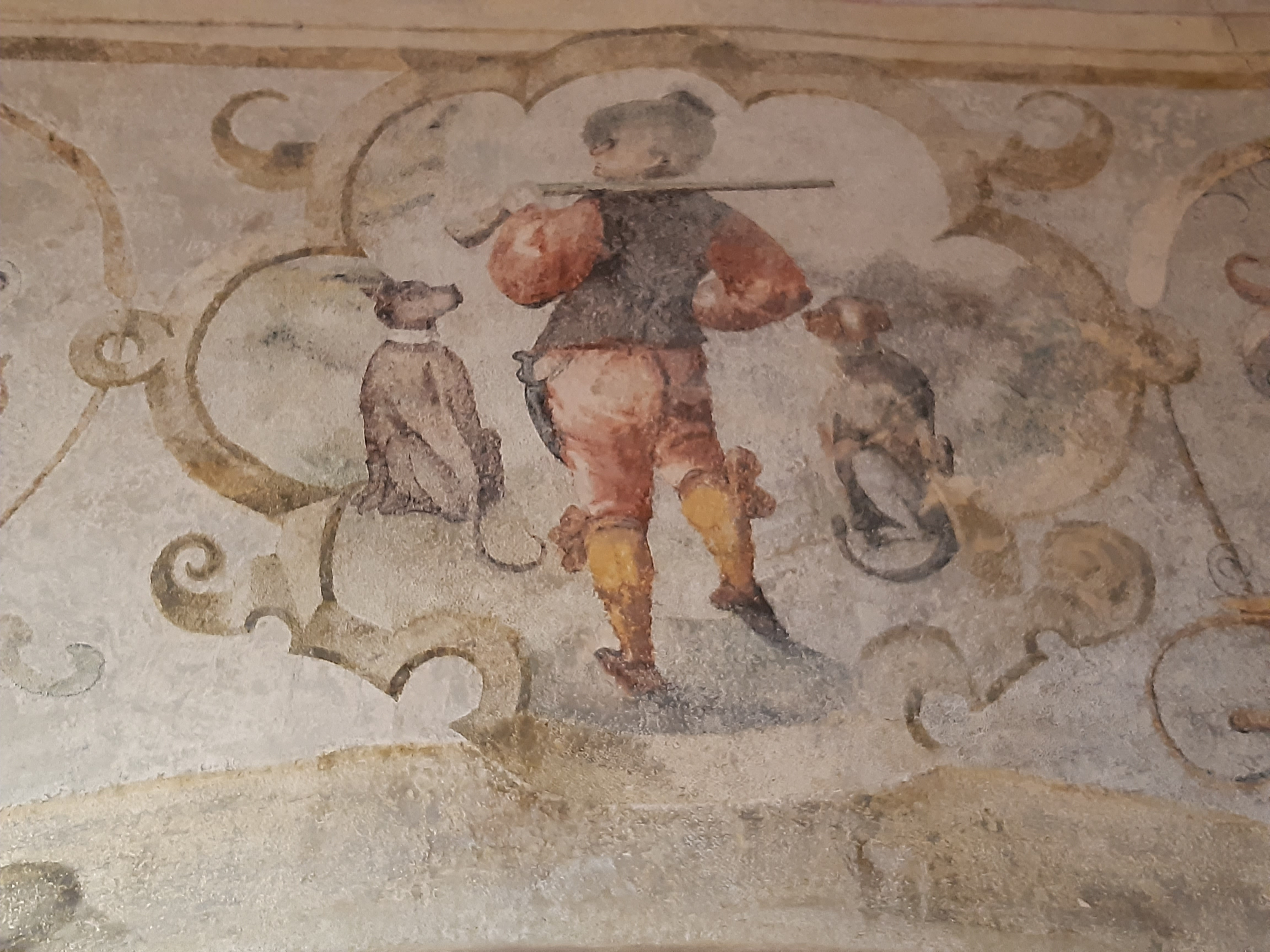
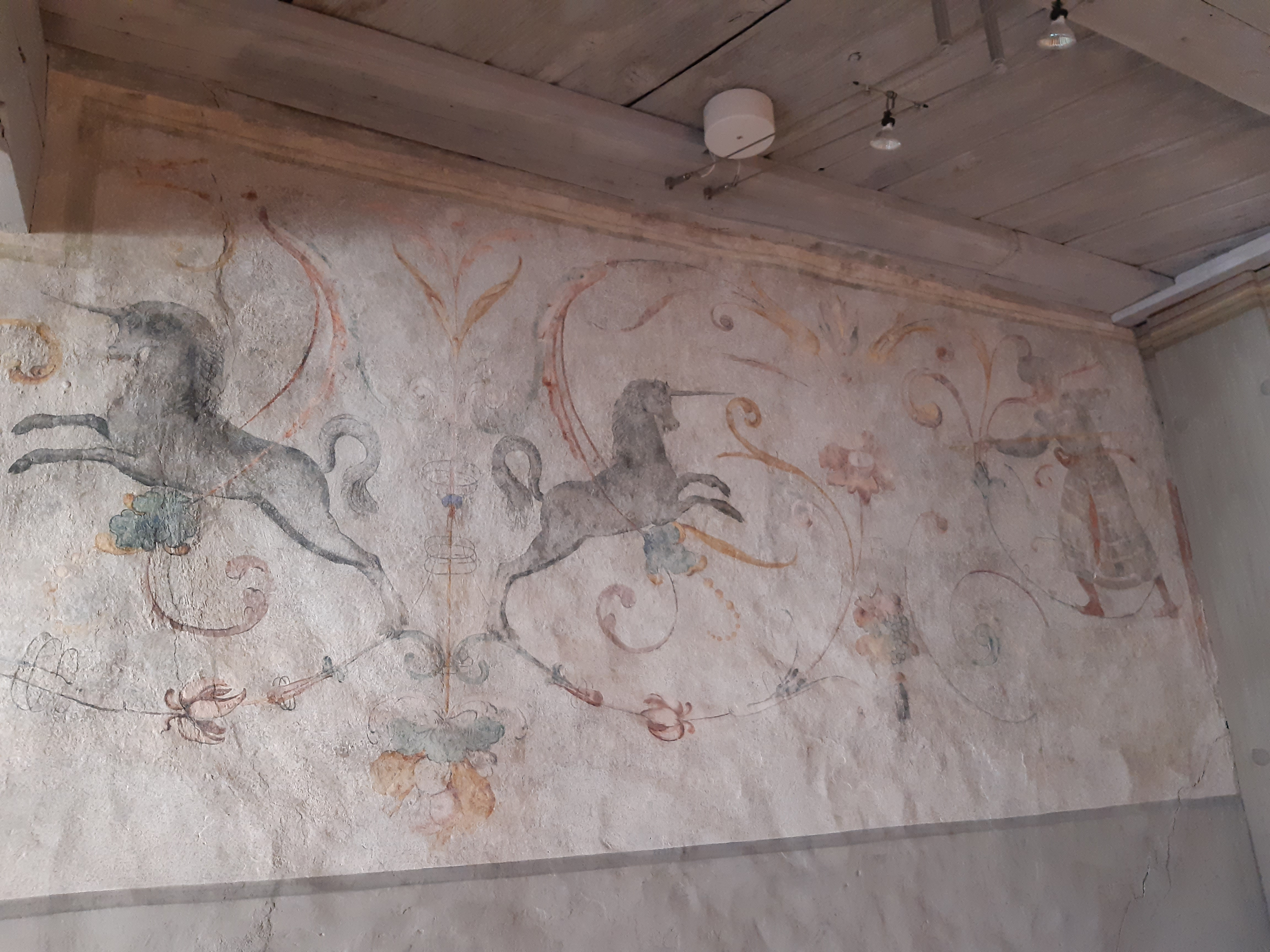
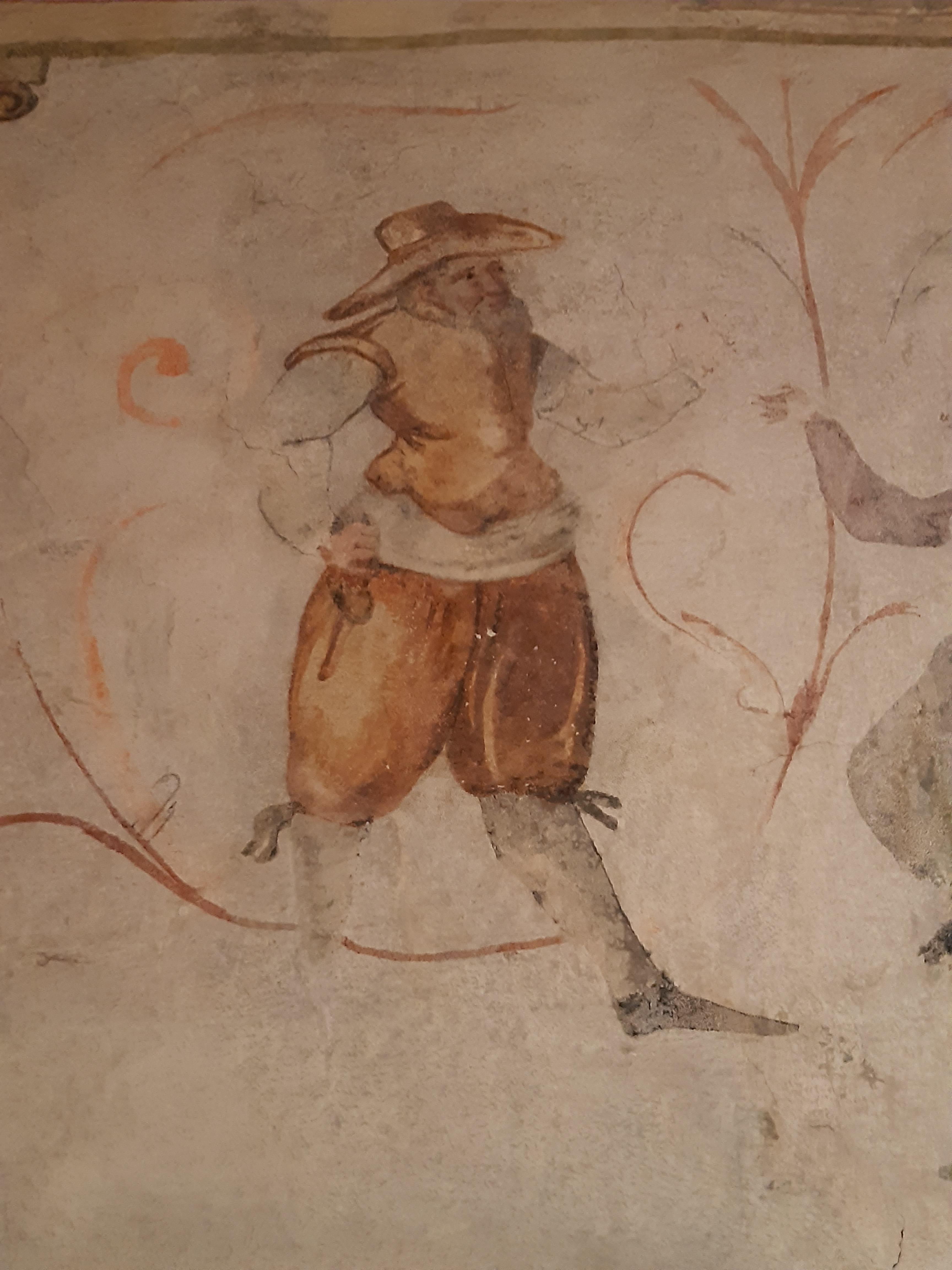
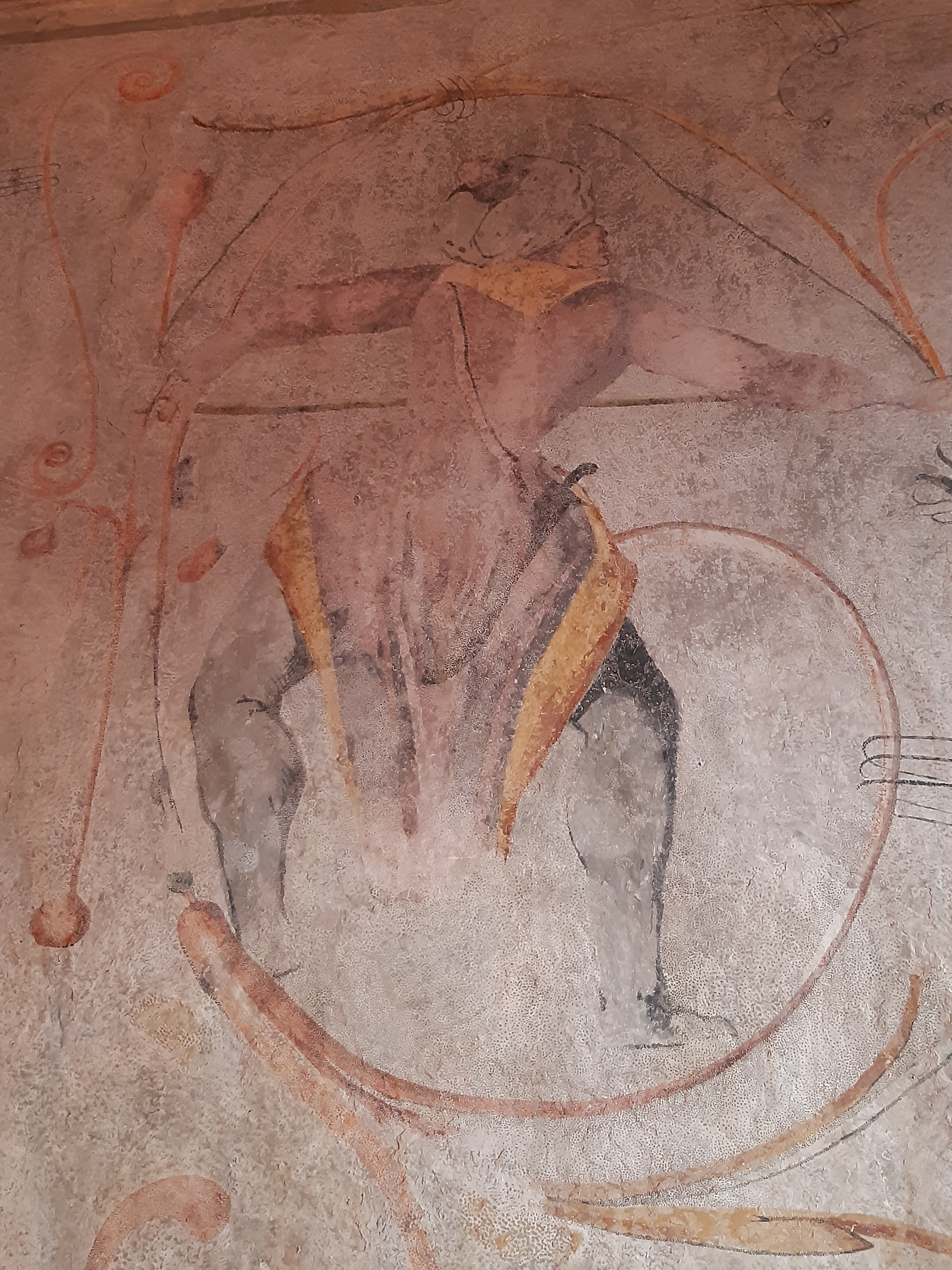

### Die Kaplanei
1595 wurde unter Komtur Weiprecht von Rosenbach ein neues Schloss, die Kaplanei genannt, im Renaissancestil erbaut. Dieses Gebäude ist dem alten Komtureigebäude nach Westen vorgelagert. Im Untergeschoss dieses Baues befindet sich die Durchfahrt in einen Hof, an dessen Stirnseite der Alte Bau steht. Über der Durchfahrt befindet sich das Wappen von Johannes von Weitingen, dem Erbauer des Alten Baues und das große Wappen des Johanniterordens. Beide Wappen sind wohl Zweitverwendung, eventuell von einem älteren Tor, welches in das neue Gebäude integriert wurde. Auch das Wappen von Rosenbach, als dessen Erbauer befindet sich an der Kaplanei, allerdings nur als Kopie. Das Original wurde gesichert und ist heute im Sitzungssaal der Gemeinde zu sehen.
1741 erfolgte die Verlängerung des Kirchenschiffes nach Osten, so dass Kirche und die Kaplanei nunmehr verbunden sind. Das Gebäude beinhaltet im Obergeschoss einen kleinen Kapellenerker auch Chörlein genannt. Es kann angenommen werden, dass dieser Erker auch eine liturgische Funktion hatte und einen kleinen Altar beherbergte. Im Raum, welcher an den Erker angrenzt, befindet sich eine barocke Stuckdecke, in deren Zentrum sich das Johanniterkreuz befindet.
1833 kaufte die Gemeinde Rohrdorf das neue Schloss aus der Gratmasse des Tuchmachers Lenz. Seither dient dieses Gebäude als Rathaus.

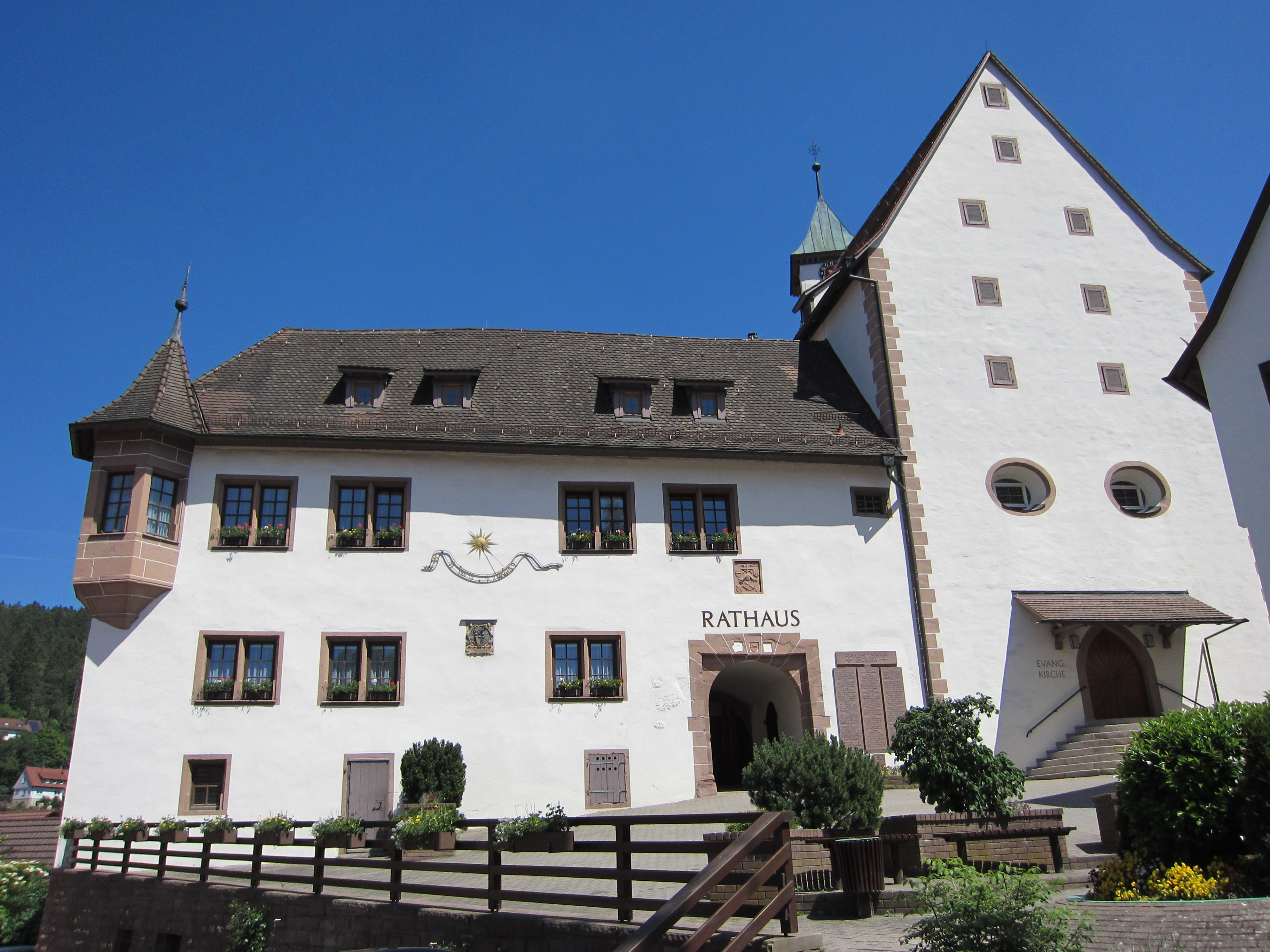
Kaplaneigebäude und Kirche
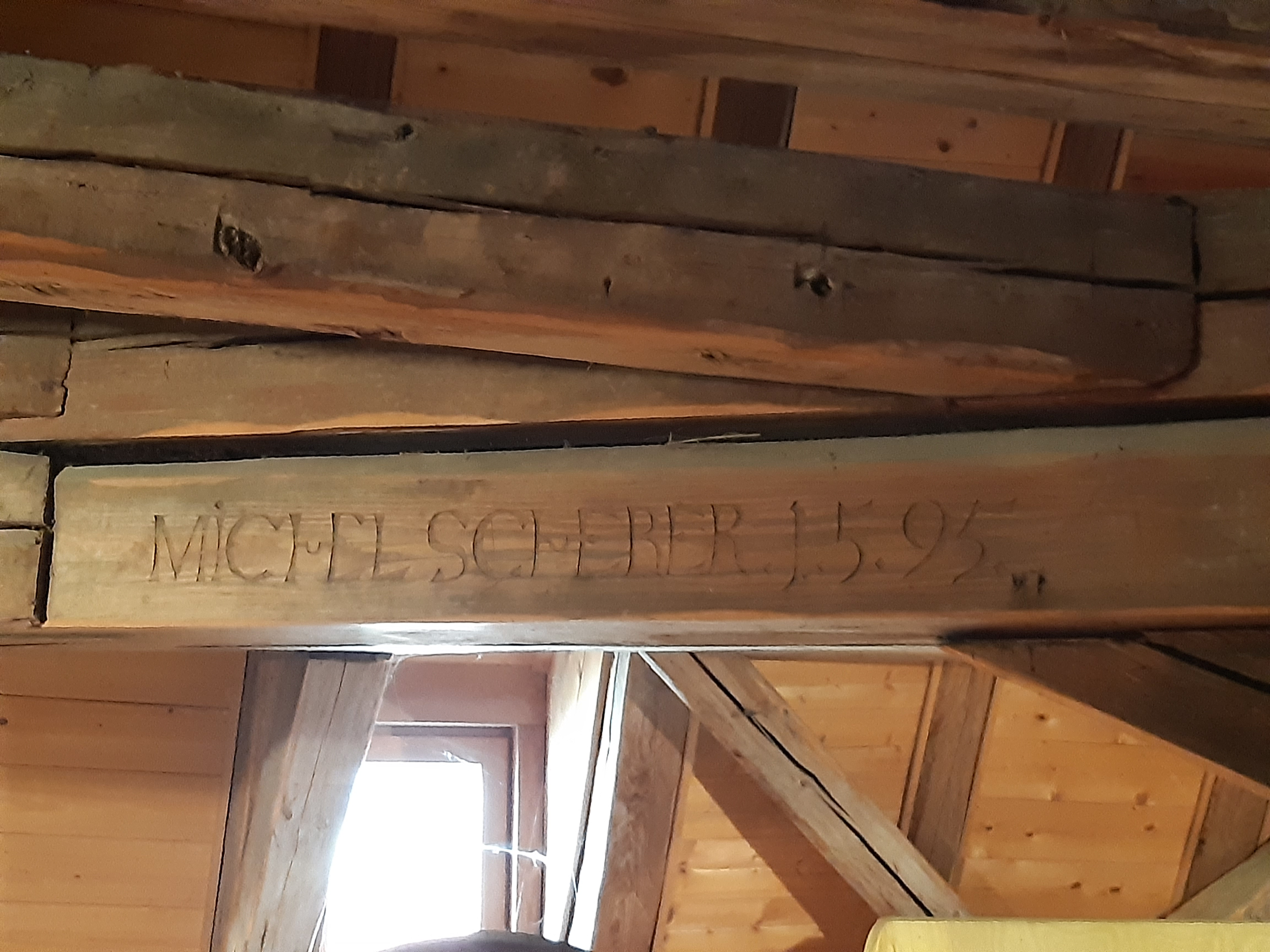
Balkeninschrift am Dachgestühl des Kaplaneigebäudes der Komturei Rohrdorf – Michel Scherer 1595 (wohl der Zimmermeister)
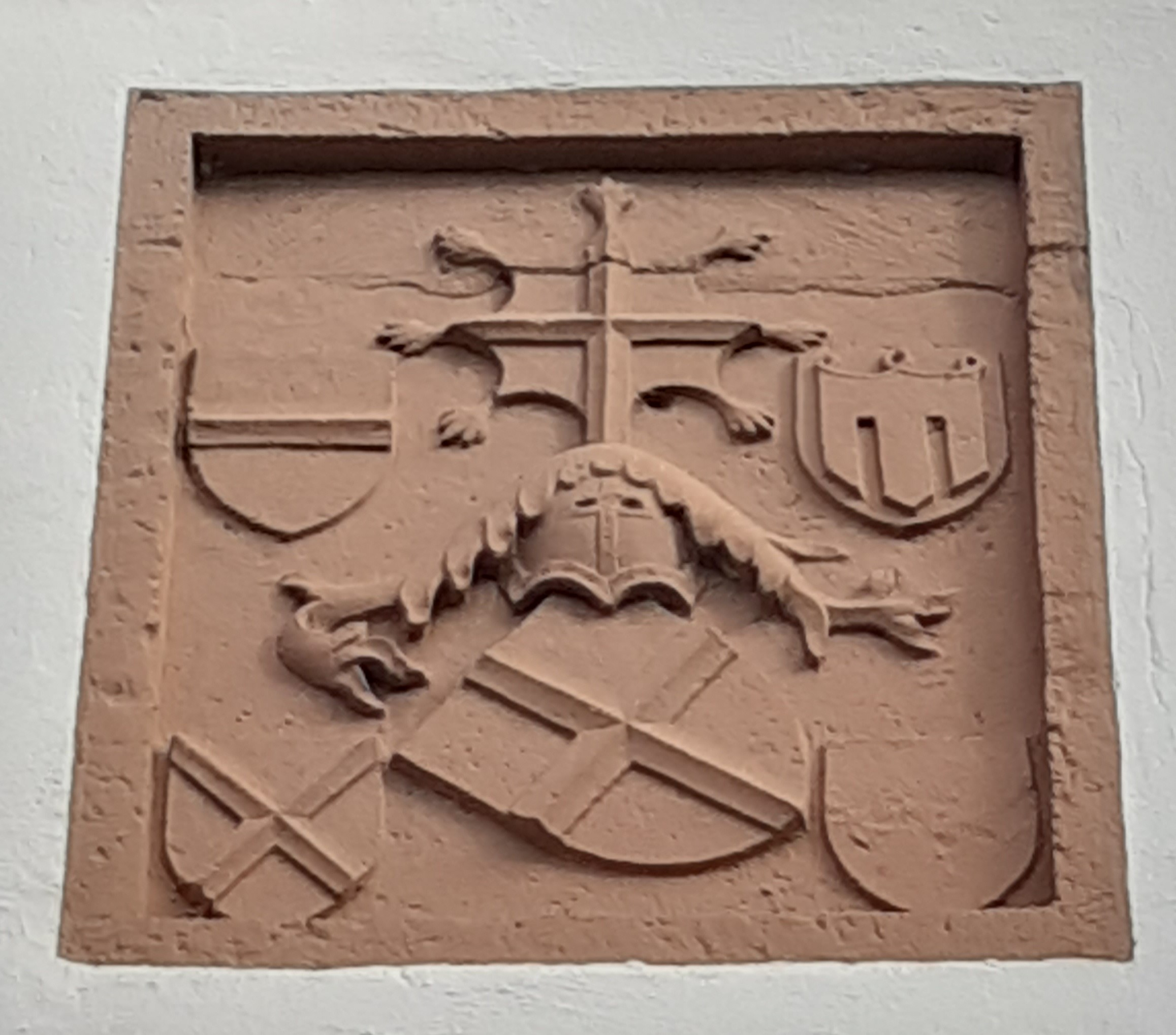
Wappen des Johanniterorden über dem in den Neuen Bau integrierten Tor der Komturei
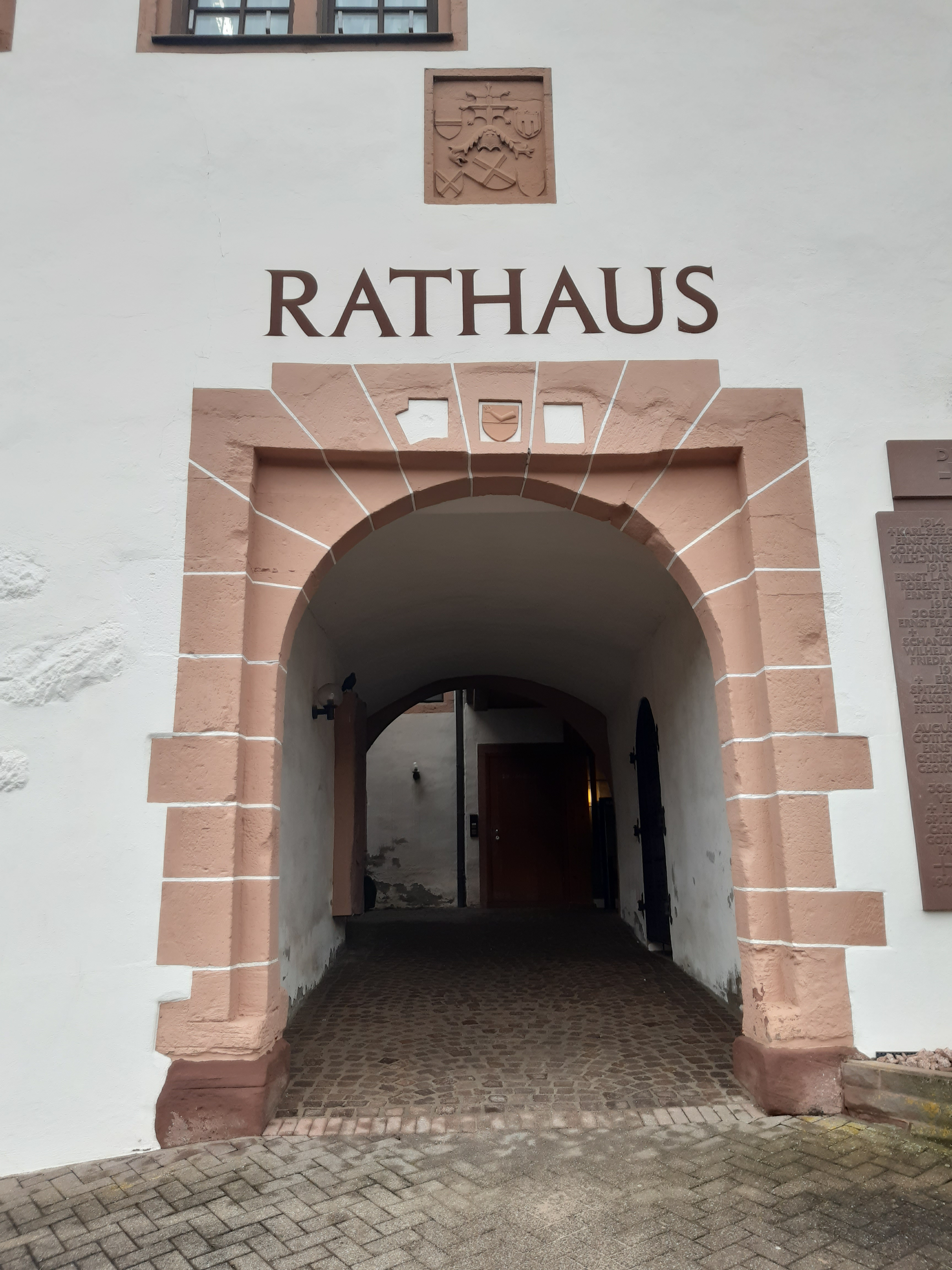
Hauptportal der Komturei Rohrdorf
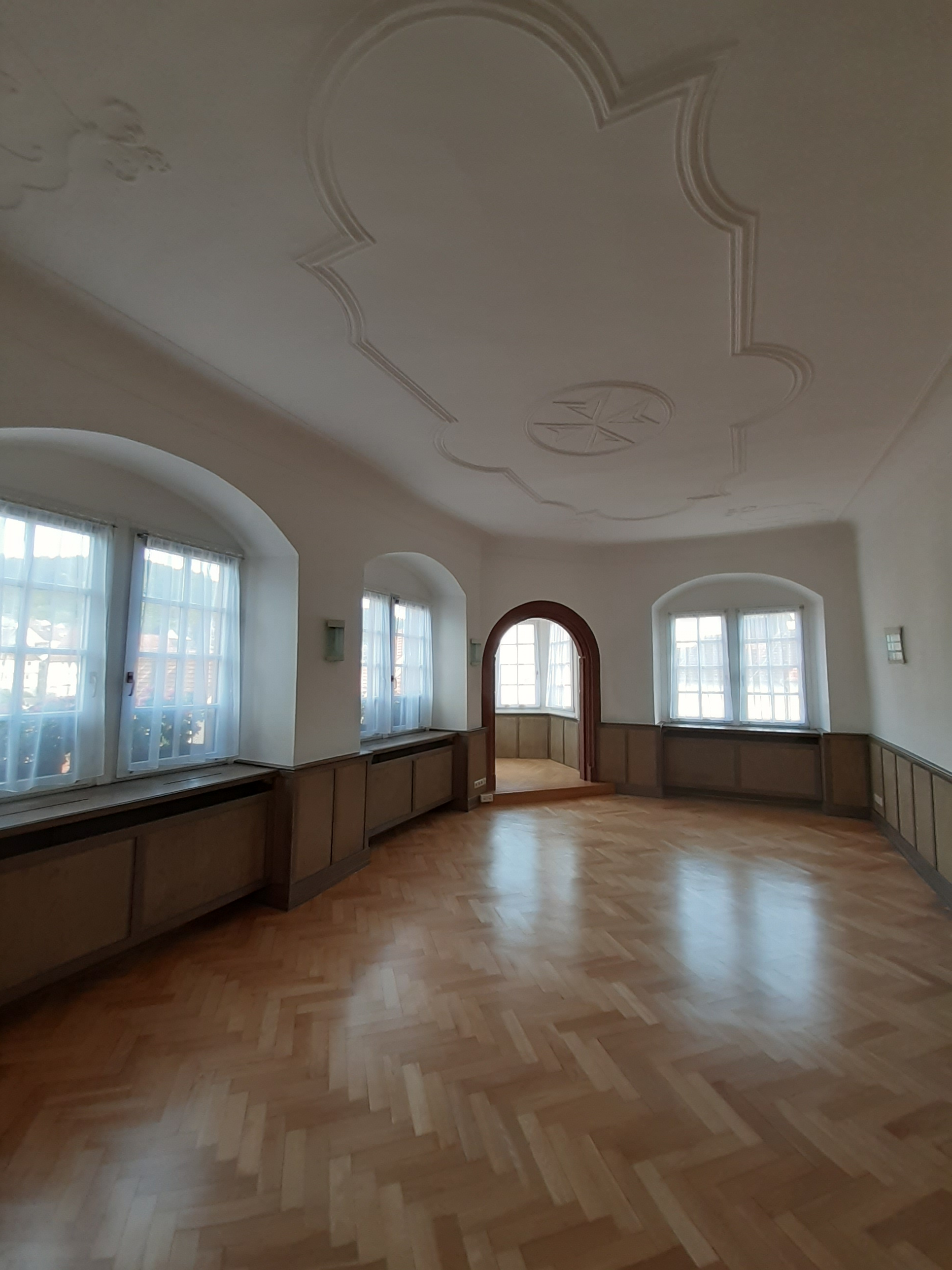
Repräsentativer Raum in der Johanniterkaplanei Rohrdorf
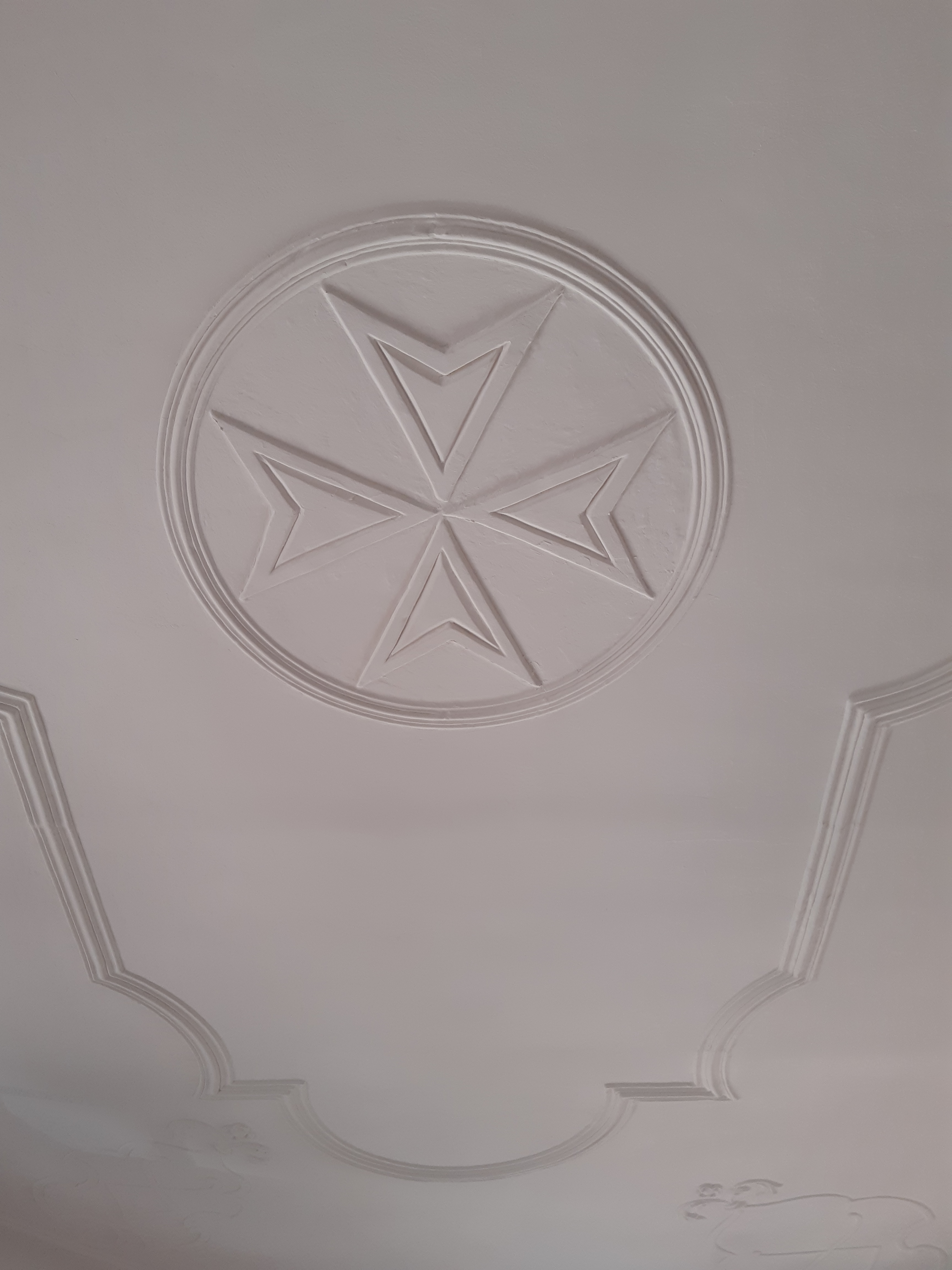
Stuckdecke Johanniterkaplanei Rohrdorf
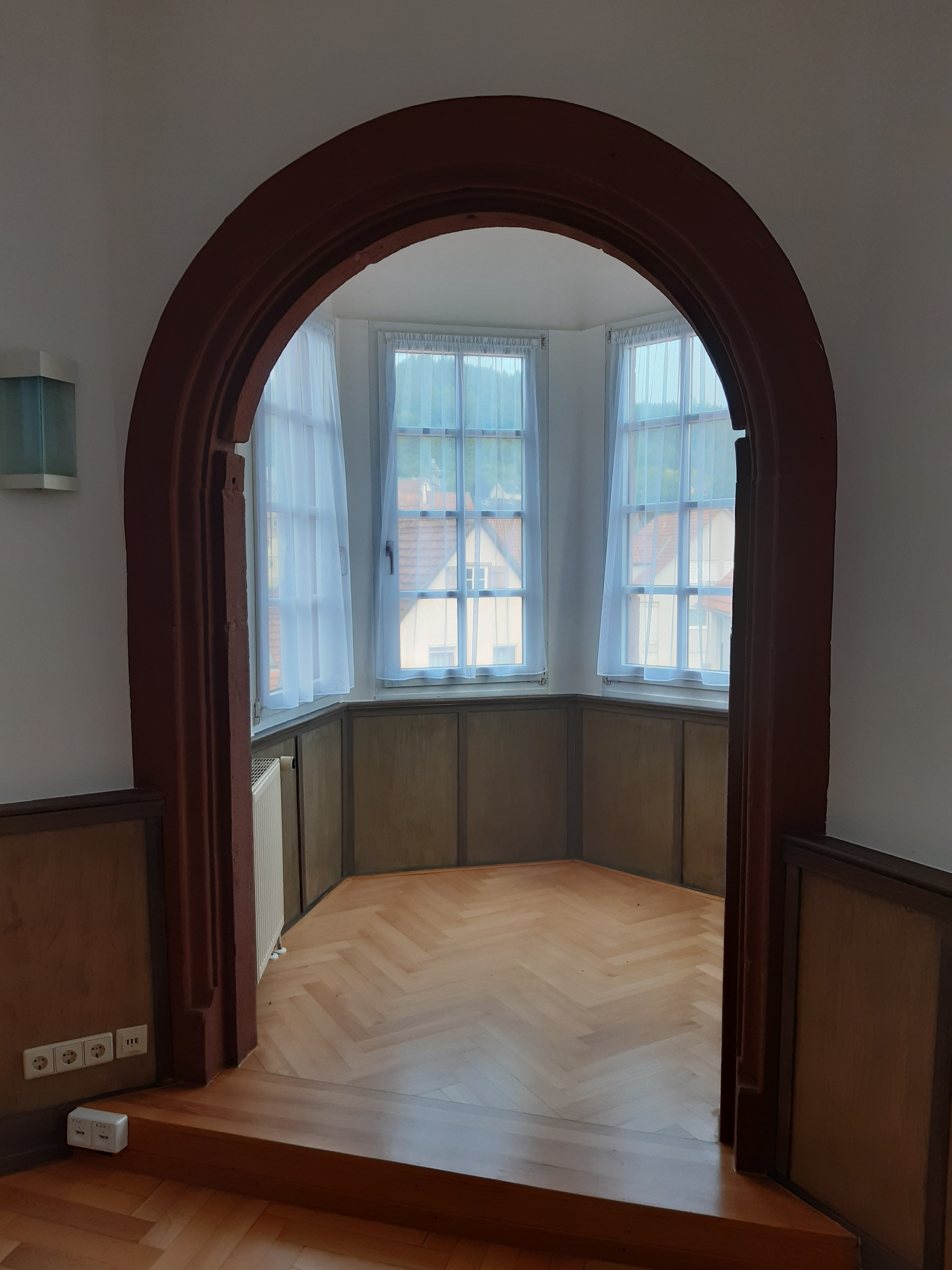
Kapellenerker Johanniterkaplanei Rohrdorf

### Die Schaffnerei
1775 wurde südwestlich der Kirche ein weiteres Komtureigebäude, die zweistöckige Schaffnerei, erbaut. An gleicher Stelle stand ein Vorgängerbau, von welchem noch ein Kellereingang die Jahreszahl 1680 trägt. 1792 erfuhr die Schaffnerei einen Anbau. Am Türsturz des Anbaues befindet sich die Jahreszahl 1792 und die lateinische Inschrift: Omnia cum Deo, et nihil sine eo, zu deutsch: Alles mit Gott, und nichts ohne ihn. Das Gebäude befindet sich heute im Eigentum der Evangelischen Kirchengemeinde.

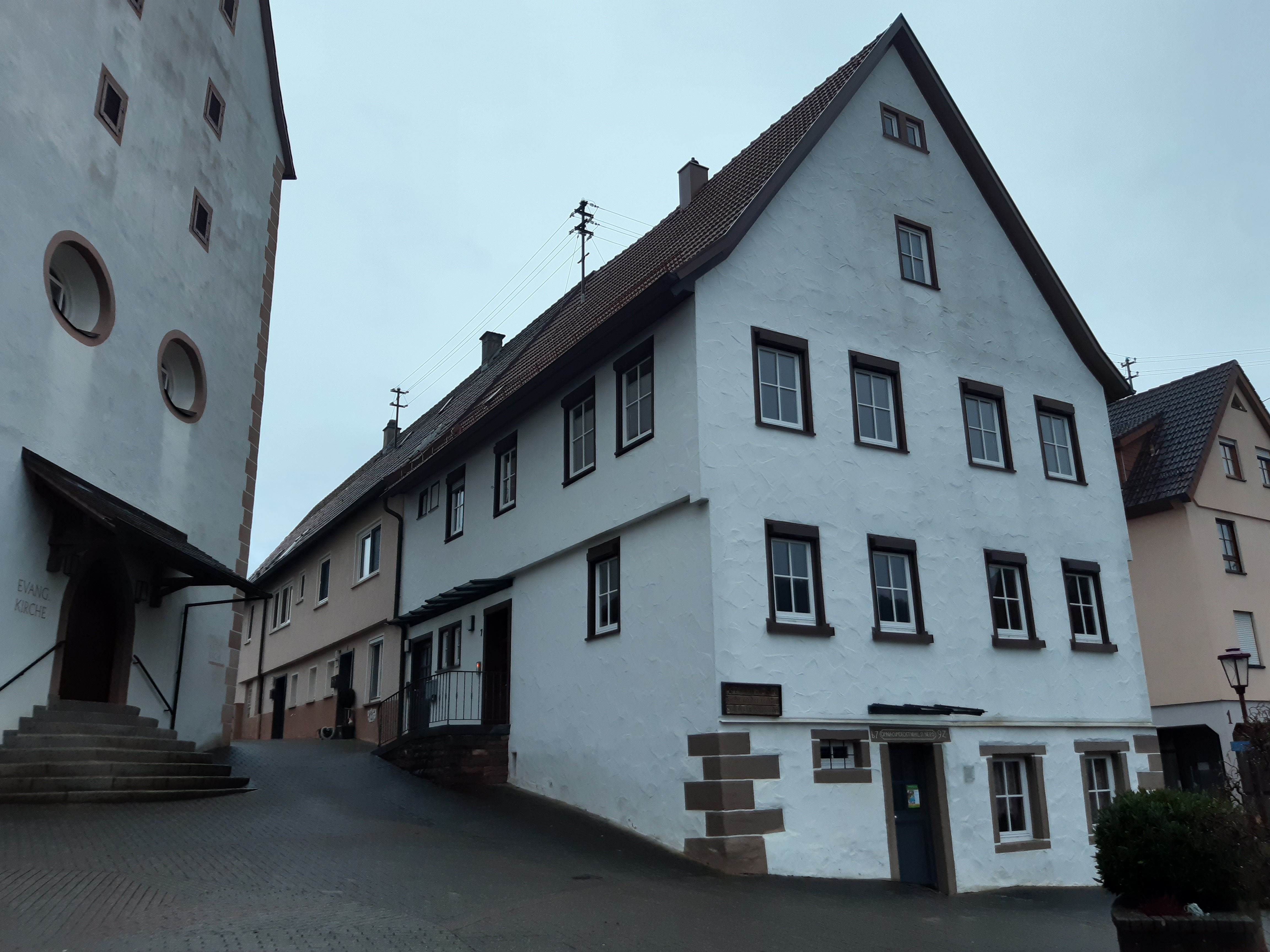
Ansicht der Schaffnerei der Johanniter in Rohrdorf
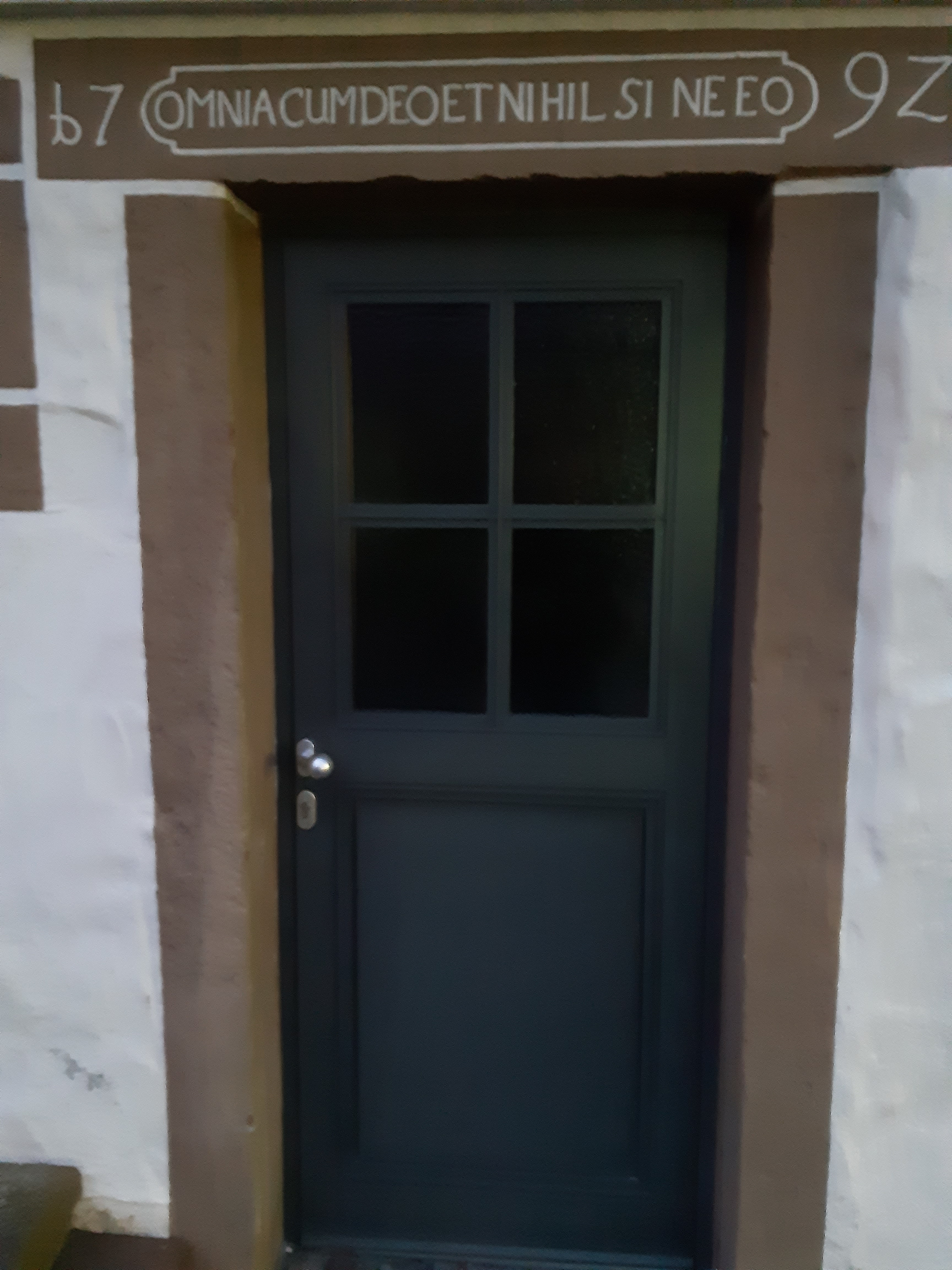
Eingang zur alten Schaffnerei der Komturei Rohrdorf
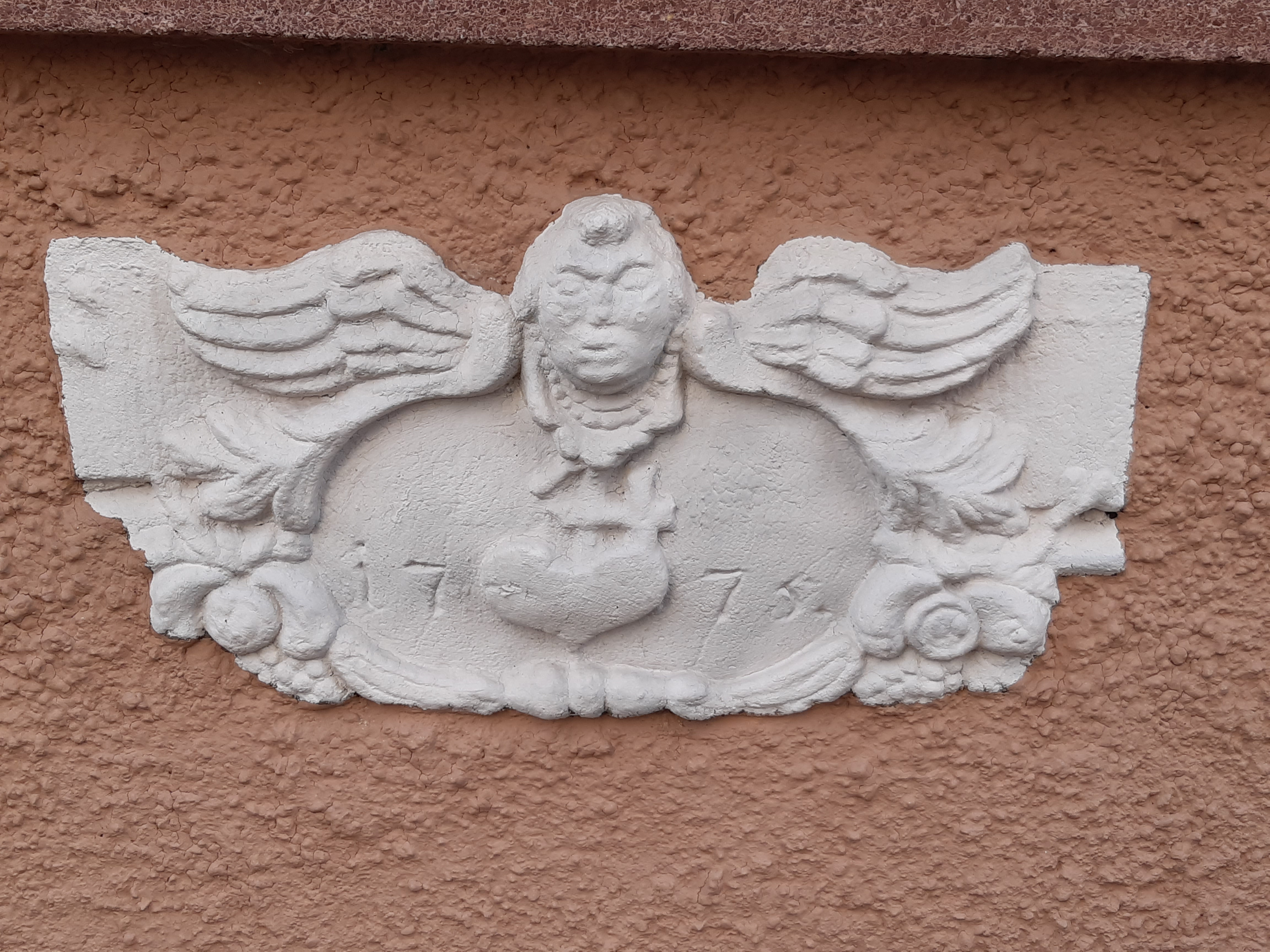
Jahresstein (1775) an der Schaffnerei der Komturei Rohrdorf

### Die Zehntscheuer
Im Jahr 1560 wurde eine zweistöckige Zehntscheuer an der Nordwestecke des Areals erbaut. Dieser Bau brannte 1907 ab.

### Die Mühle
Zweifellos ist die noch heute bewirtschaftete Mühle von Rohrdorf als ein Bestandteil des Komtureiareals anzusehen. Sie wird schon in den ersten, hochmittelalterlichen Beschreibungen des Ortes erwähnt. An der Westseite des Mühlengebäudes findet sich der Wappenschild des Komturs Johannes von Weitingen, dem Erbauer des Alten Baues. Ein alter Kellerabgang ist mit zwei Johanniterkreuzen der Jahreszahl 1568 und 1805 versehen. Die Mühle hat viele baulichen Veränderungen erfahren. Interessant sind auch die Marken von verschiedenen Hochwasserereignissen, deren die Mühle ausgesetzt war.

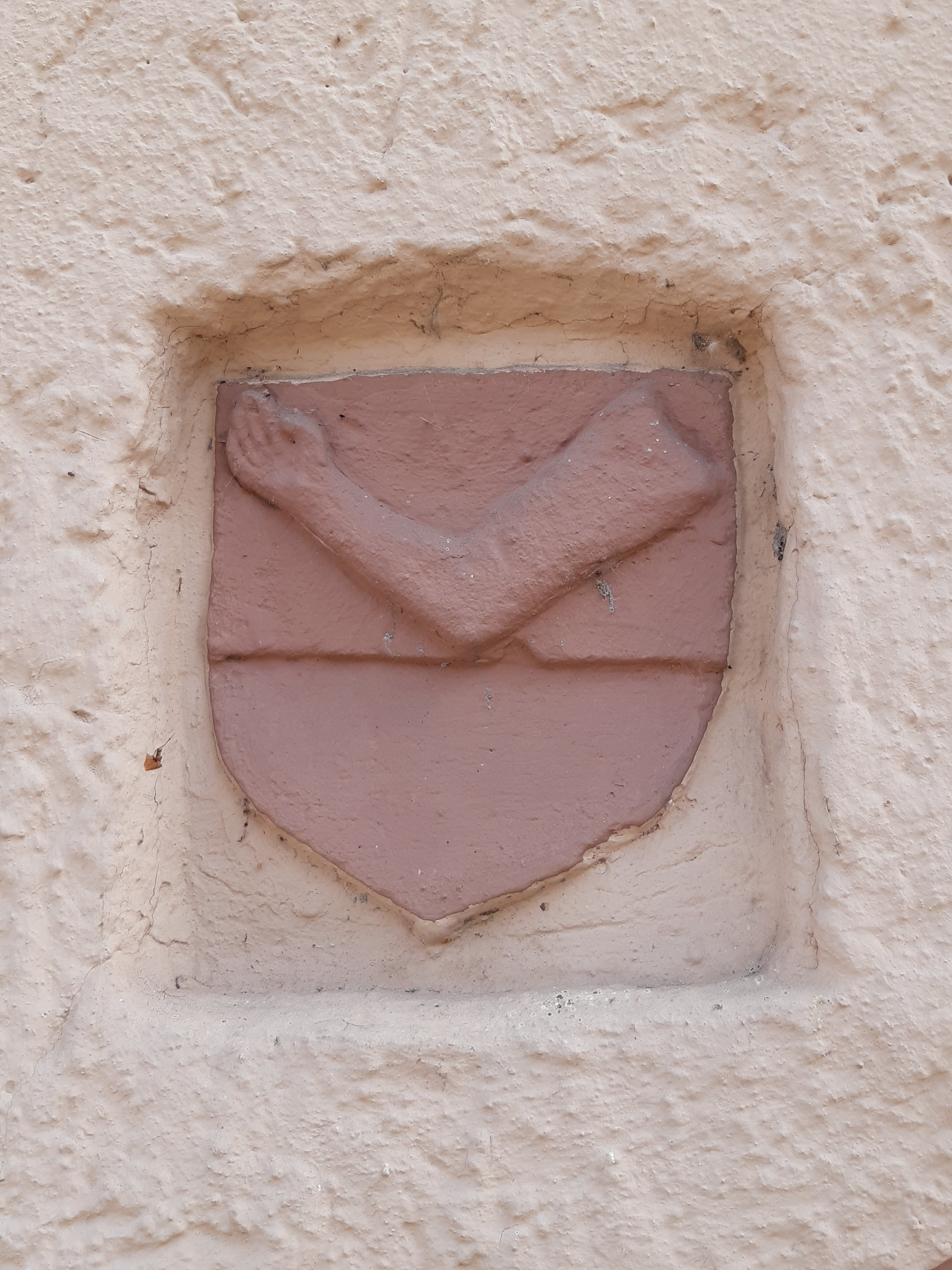
Wappen des Komtur Johannes von Weitingen an der Mühle Rohrdorf
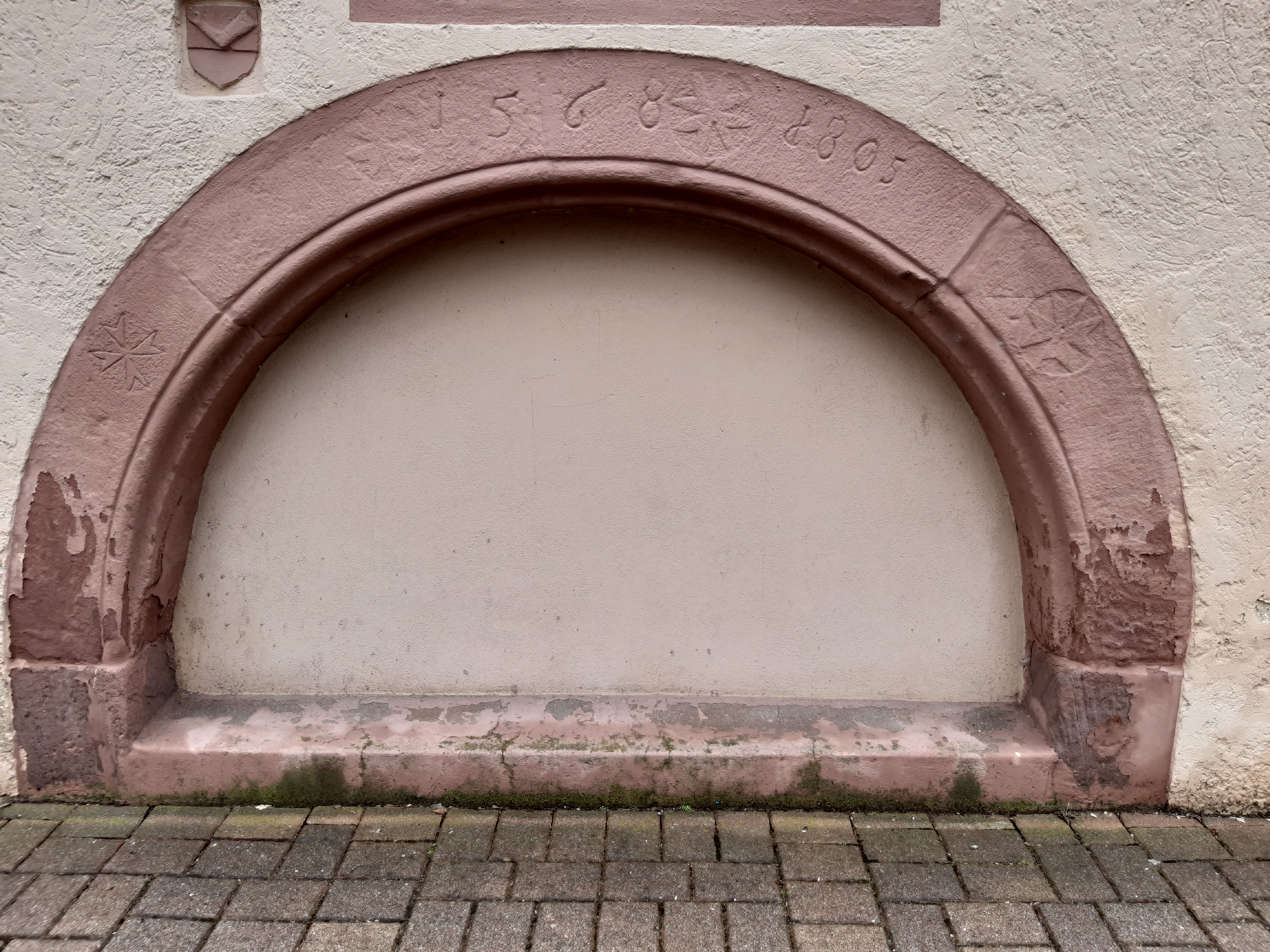
Alter Türbogen mit Johanniterkreuzen und Jahreszahlen an der Mühle in Rohrdorf
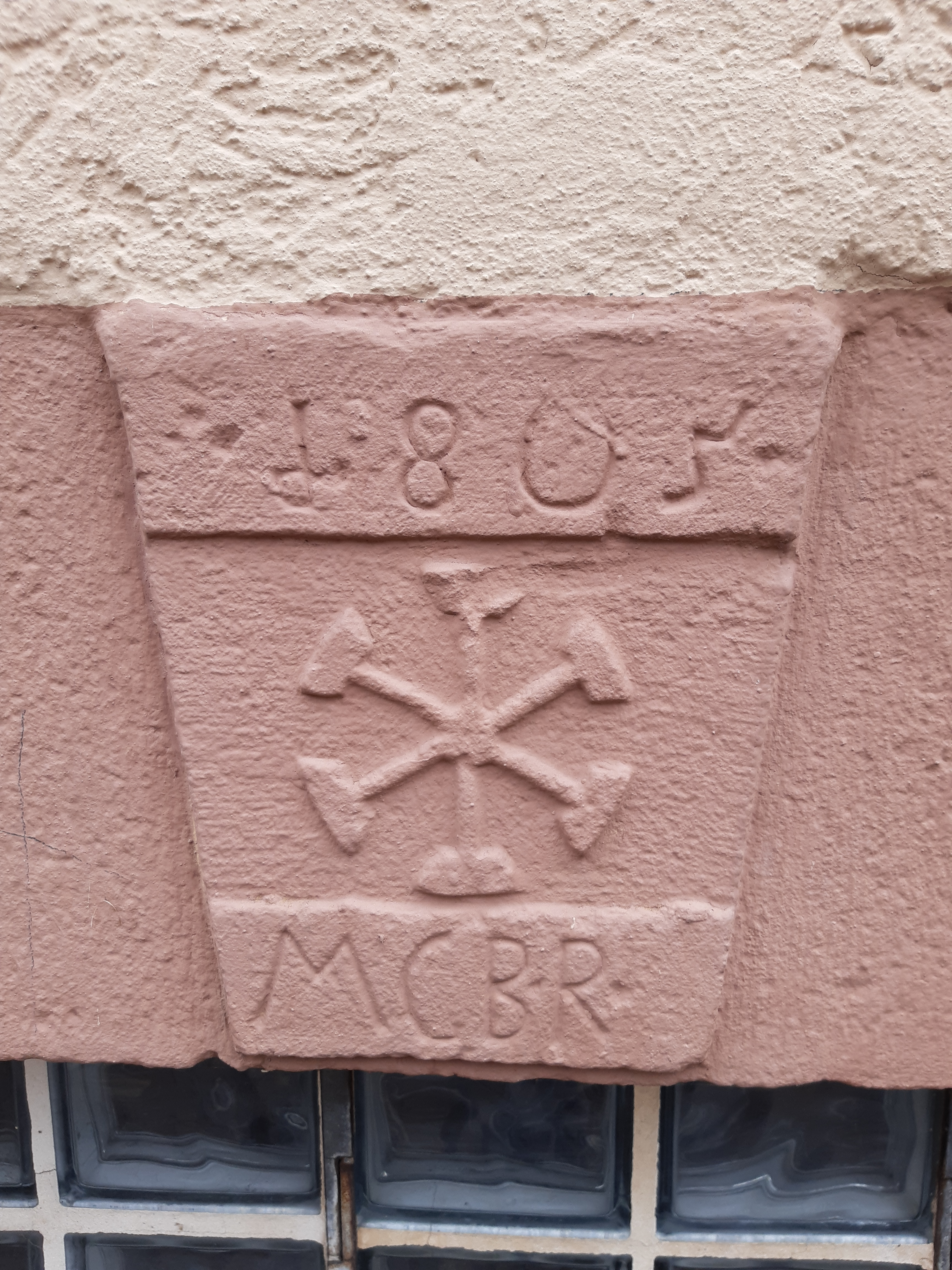
Alter Türstein an der Mühle in Rohrdorf

## Inventar
Einzig erhaltenes Inventar der ehemaligen Ausstattung des Ordensschloss ist das Porträt des Komtur Hieronymus Wolfgang von Wolff-Metternich zur Gracht (1623–1680) im Sitzungssaal der Gemeinde Rohrdorf. Er war der Sohn des einflussreichen Hofbeamten und Diplomaten Johann Adolf Wolff von Metternich zur Gracht, welcher dem Kurfürsten von Köln, Kurbayern und dem Fürsten von Pfalz-Neueburg diente. Der Komtur ist im schwarzen Feldharnisch und mit Komandostab sowie mit Offiziersschärpe dargestellt. Links im Hintergrund ist ein Schiff auf stürmischer See zu sehen. Dies nimmt mit Sicherheit Bezug auf das Leben des Komturs. Der Komtur trägt auf diesem Bild keine Ordenstracht der Johanniterritter.

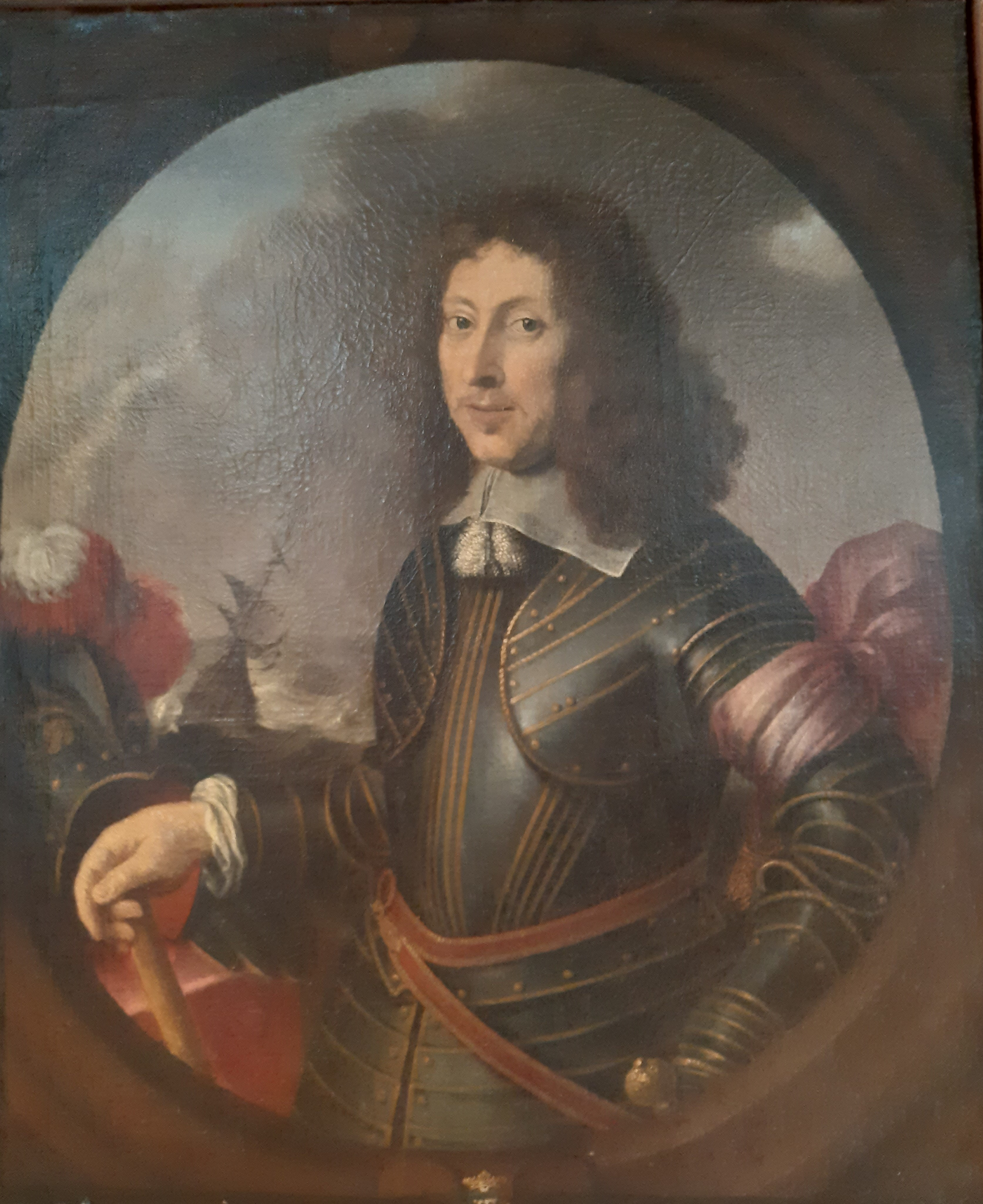
Poträt des Johanniterkomtur Hieronymus Wolfgang von Wolff-Metternich
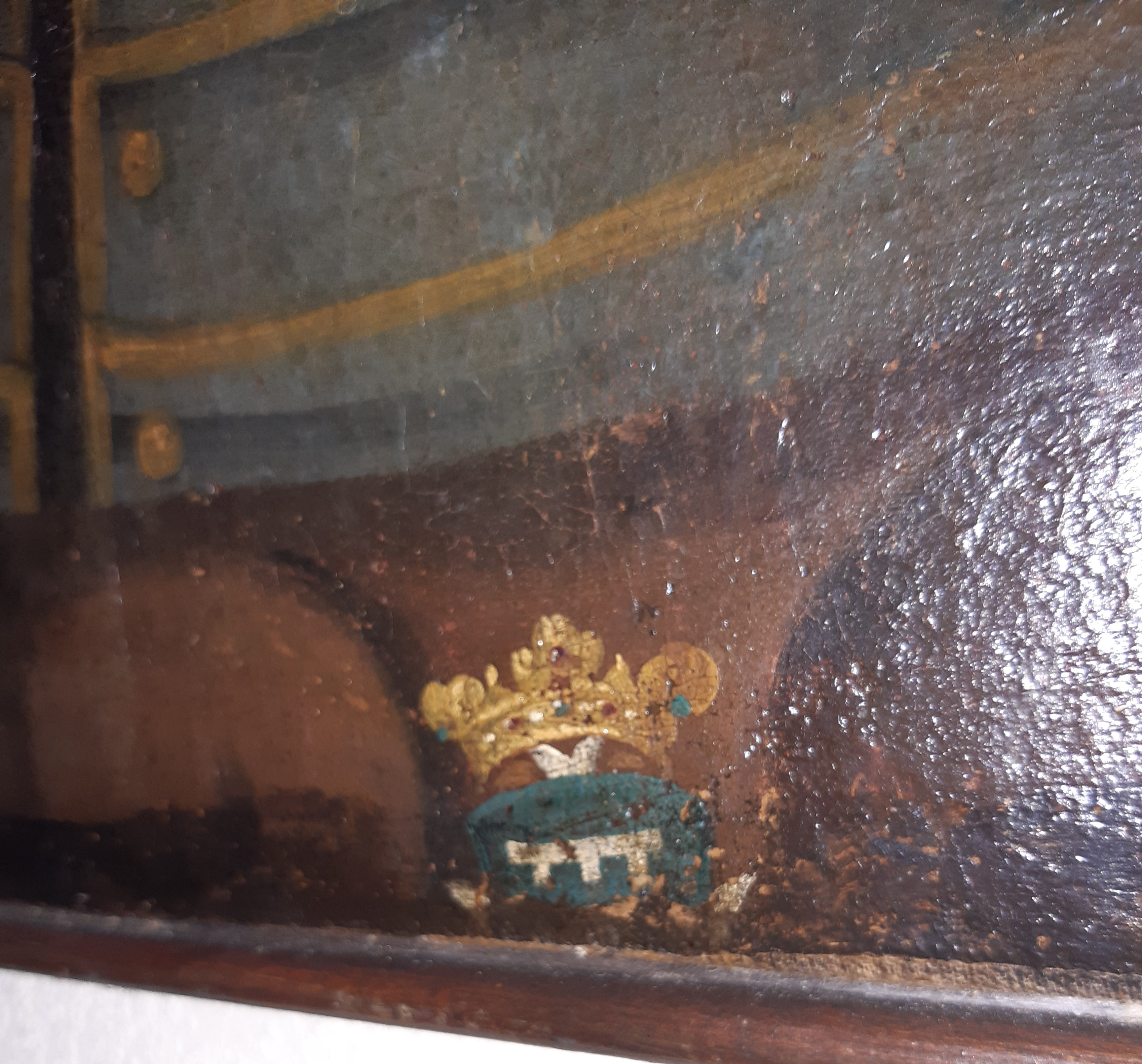
Reste des Adelswappen der Familie Wolff-Metternich zur Gracht

## Epitaphien
Im Jahr 1958 fand man bei der Wiederherstellung einer Mauer im Komtureiareal sechs alte Grabepitaphien. Drei dieser Steine sind im Erdgeschoss des alten Baues aufgestellt. Es sind die Grabmäler von Komtur Konrad der Walch, Frater Konrad von Magenheim der 1419 verstarb und Komtur Johannes Harder von Gärtringen. Er verstarb 1449. Letzterer war Komtur jedoch nicht in Rohrdorf, wurde aber in der Ordenskirche bestattet. In der Kirche St.-Veit in Gärtringen befinden sich mehrere Grabepitaphien und Totenschilde dieses Adelsgeschlechtes. Der letzte Stross dieses Adelshauses war Hans Harder von Gärtringen, der 1559 verstarb. Sein Epitaph mit dem gestürzten Wappenschild, als Sinnbild für den Tod des letzten Wappenführers befindet sich ebenfalls in dieser Kirche.
Ein weiterer glücklicher Fund war das Epitaph von Johann von Weitingen. Er verstarb 1441. Es kann sich aber nicht um den Komtur gleichen Namens handeln, den dieser verstarb erst 1450. Das Epitaph wurde im Jahr 1920 beim Einbau einer Heizung in der Kirche gefunden. Es befindet sich heute im geschützten Rathauszugang.

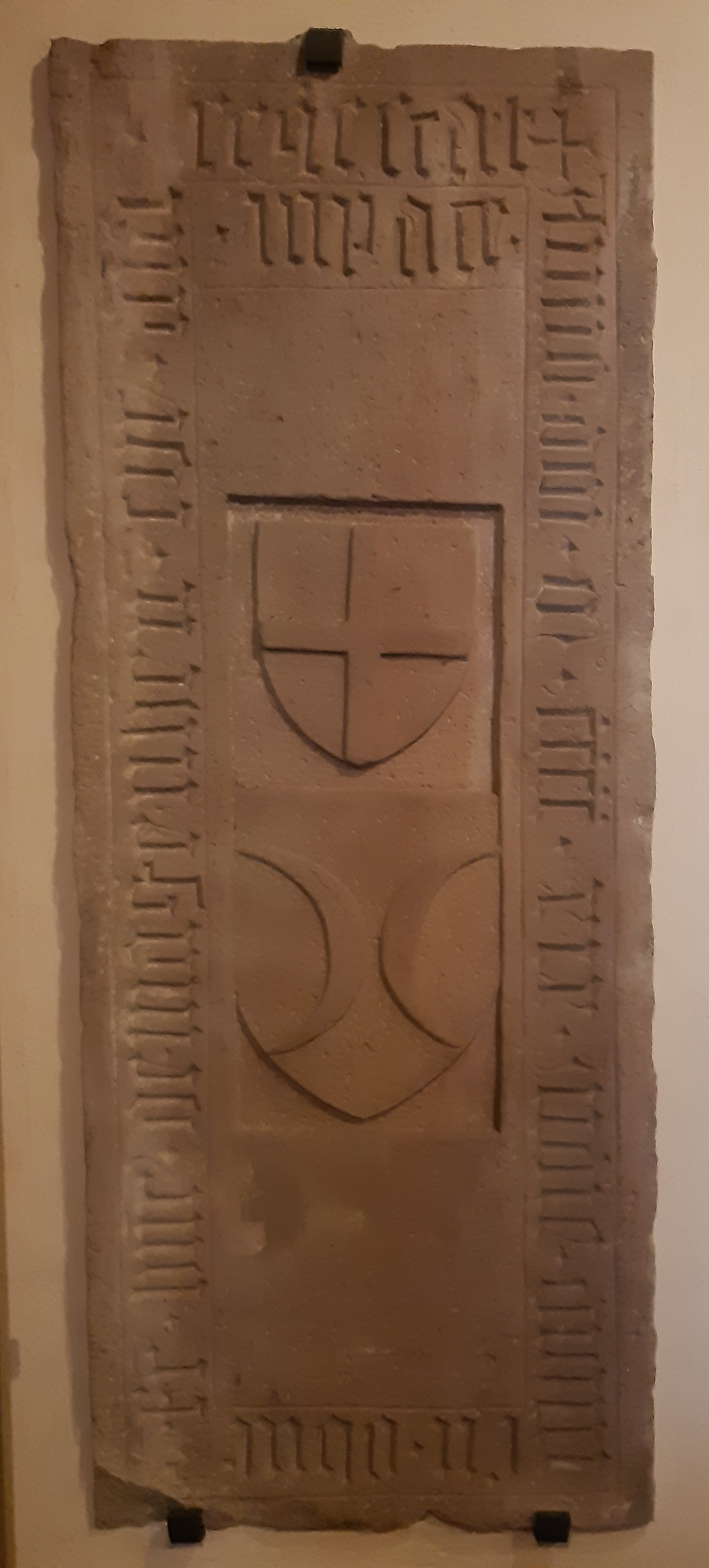
Epitaph des Frater Konrad von Magenheim † 1419
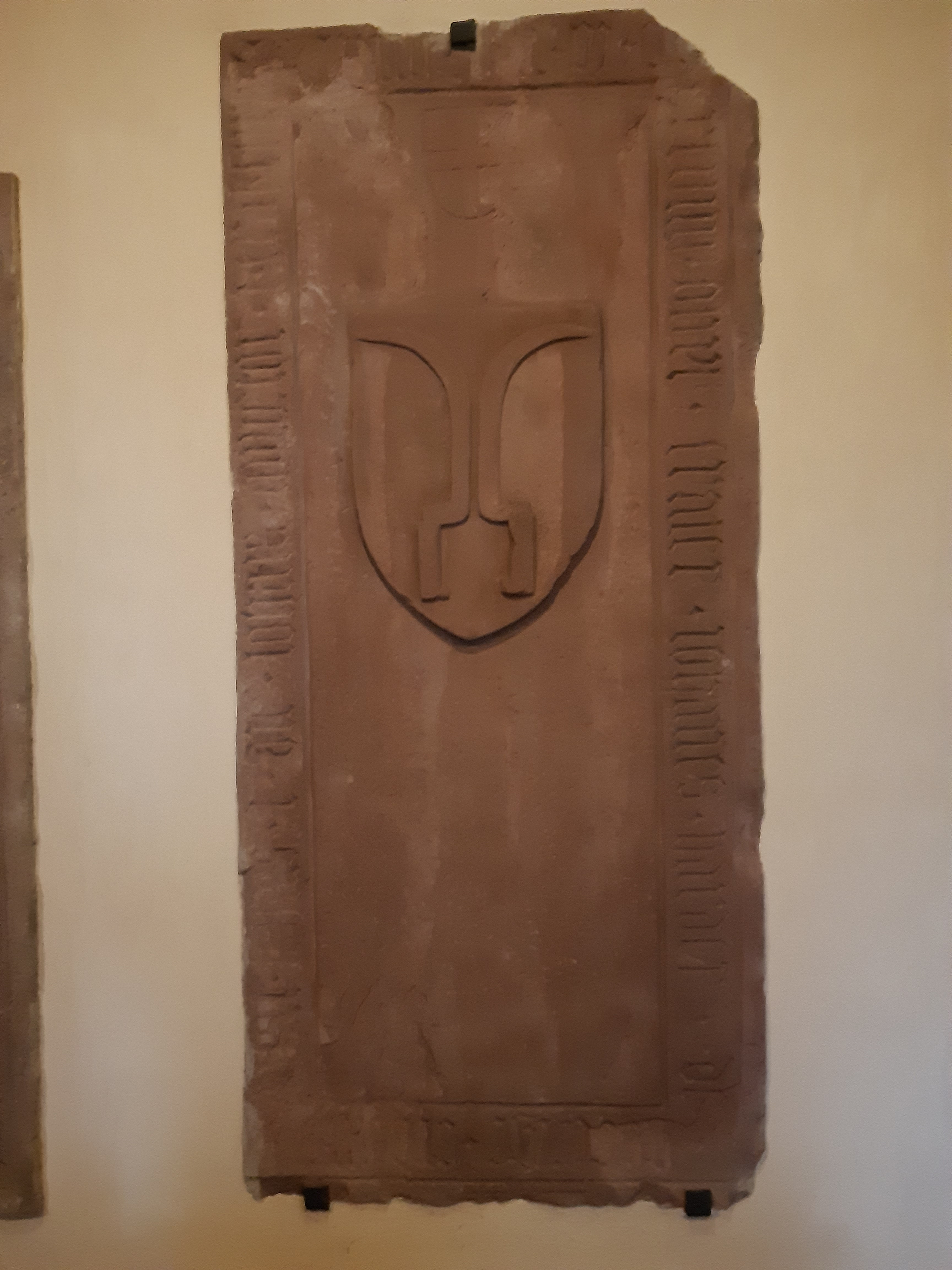
Epitaph des Komtur Johannes Harder von Gärtringen † 1449
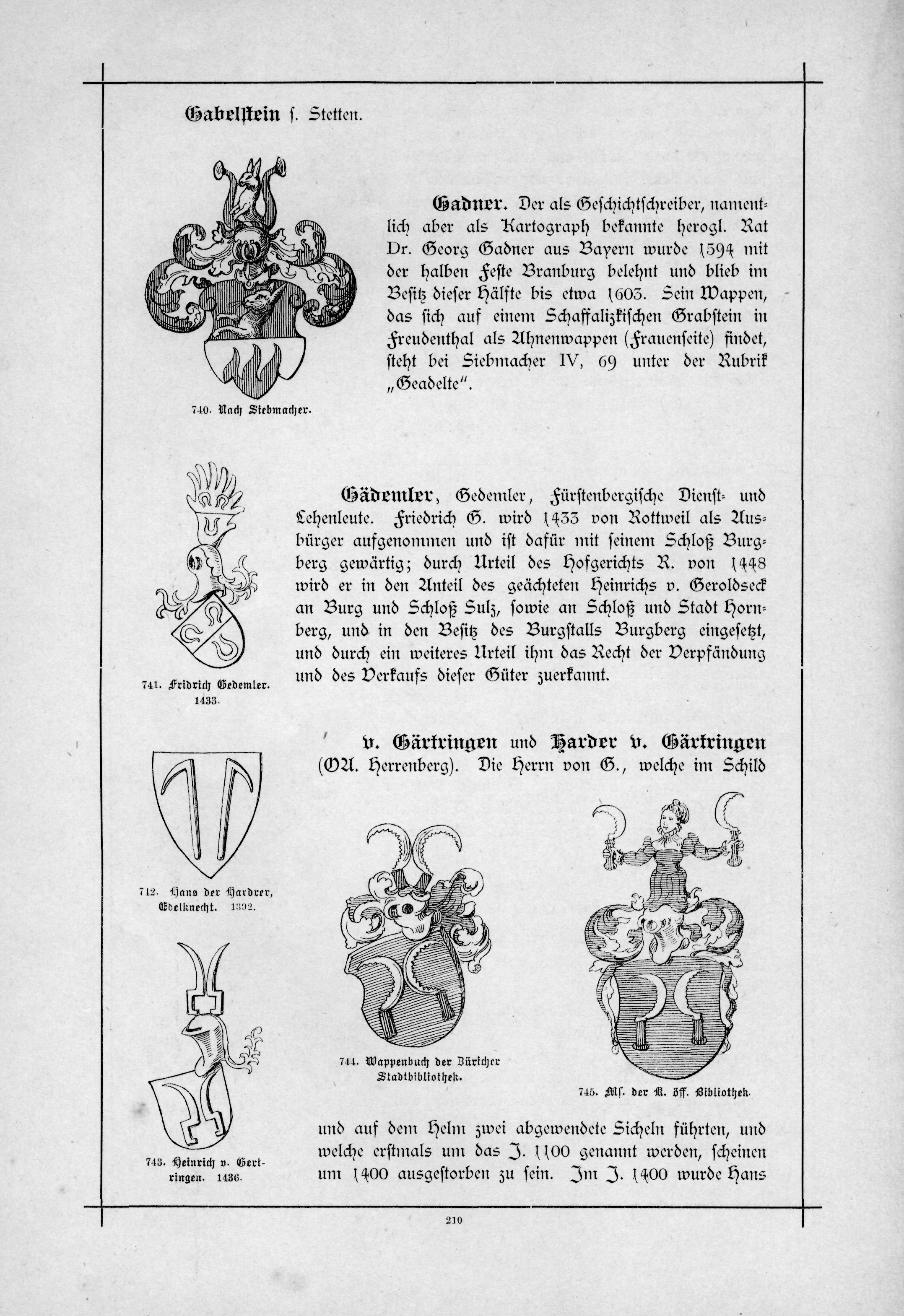
Otto von Albertis Wappenbuch (1889)
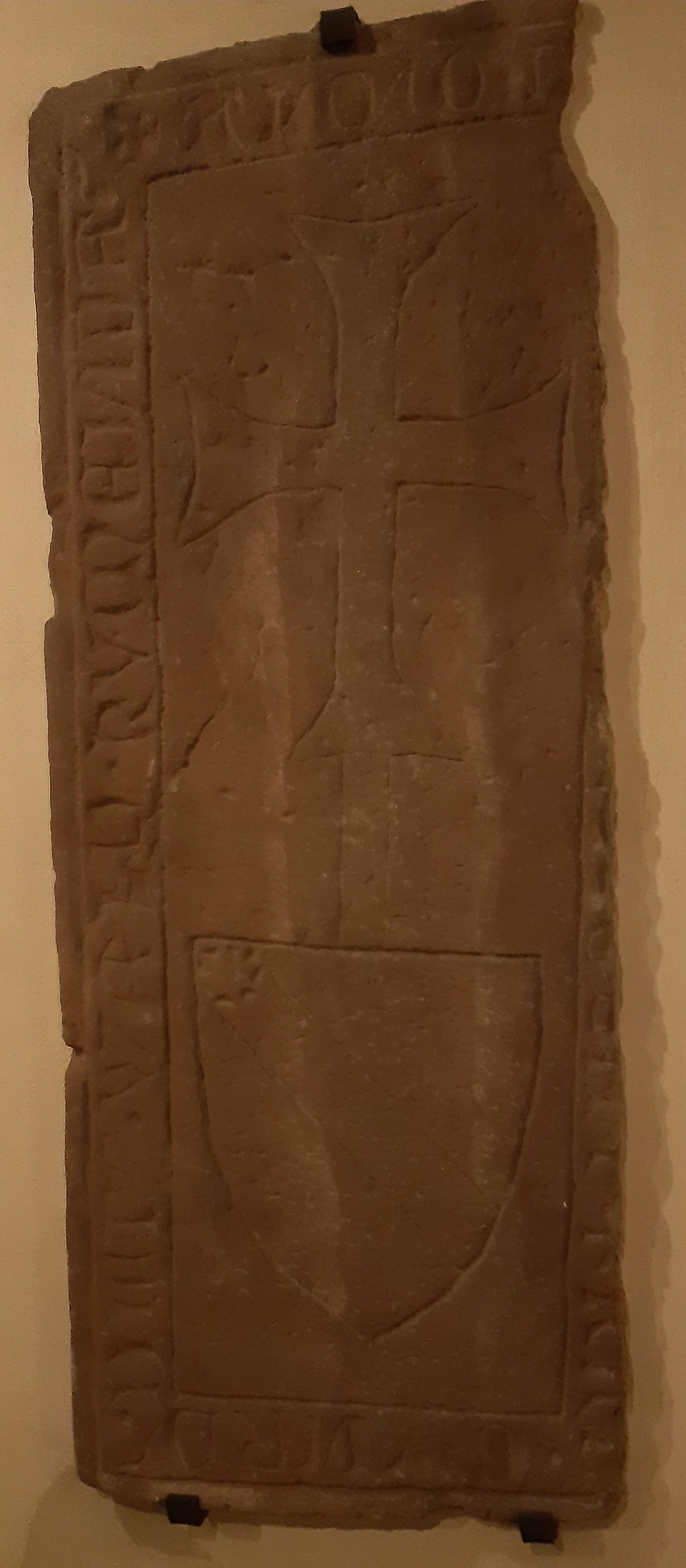
Epitaph des Komtur Konrad der Walch † 1357
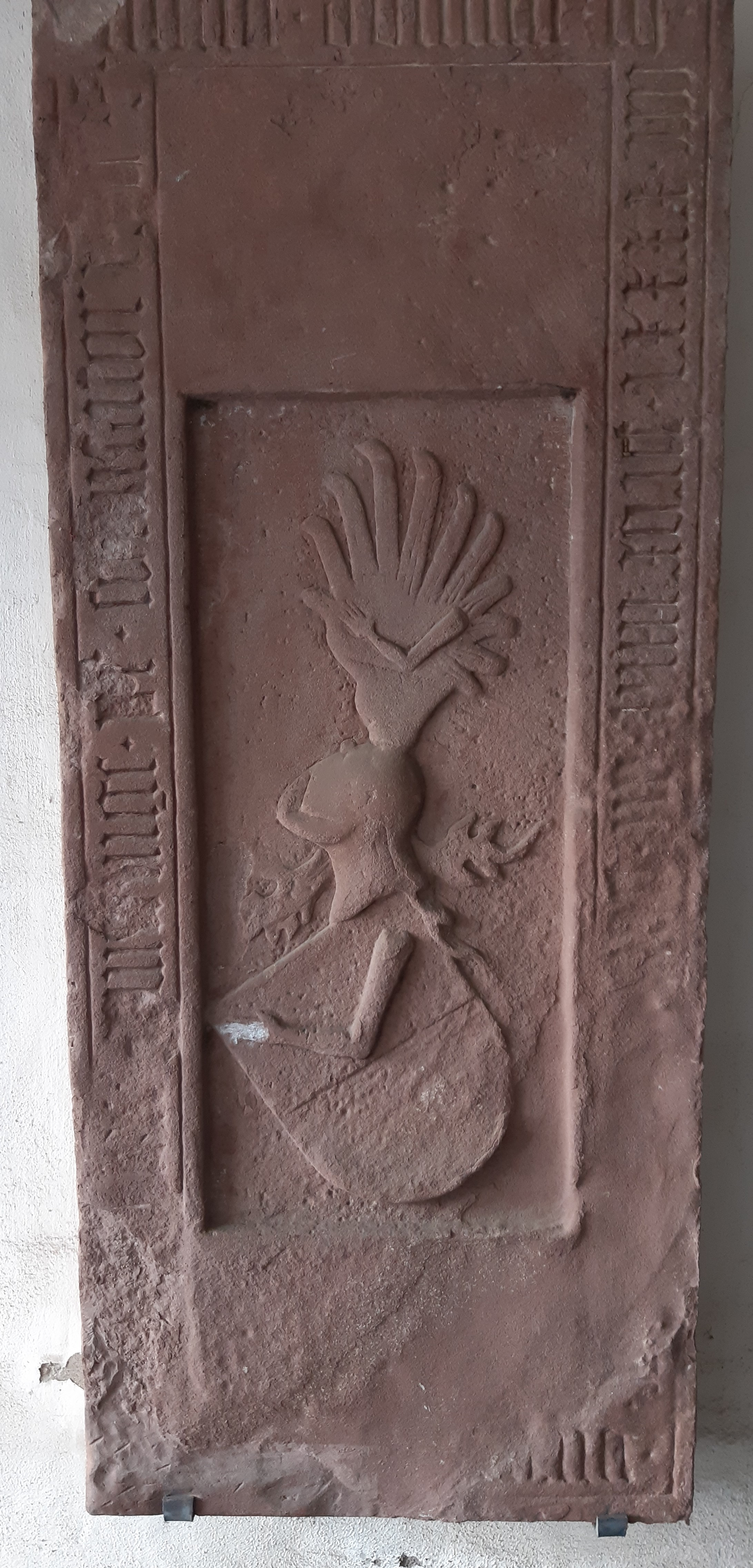
Epitaph des Johannes von Weitingen † 1441

Drei weitere, mittelalterliche Epitaphe sind im Gebäudekomplex der katholischen Kirchengemeinde untergebracht. Es handelt sich bei diesen Steinen um Grabmäler von Ordenspriestern geschmückt mit Kreuz und Kelch. Nur ein Stein enthält eine Inschrift.

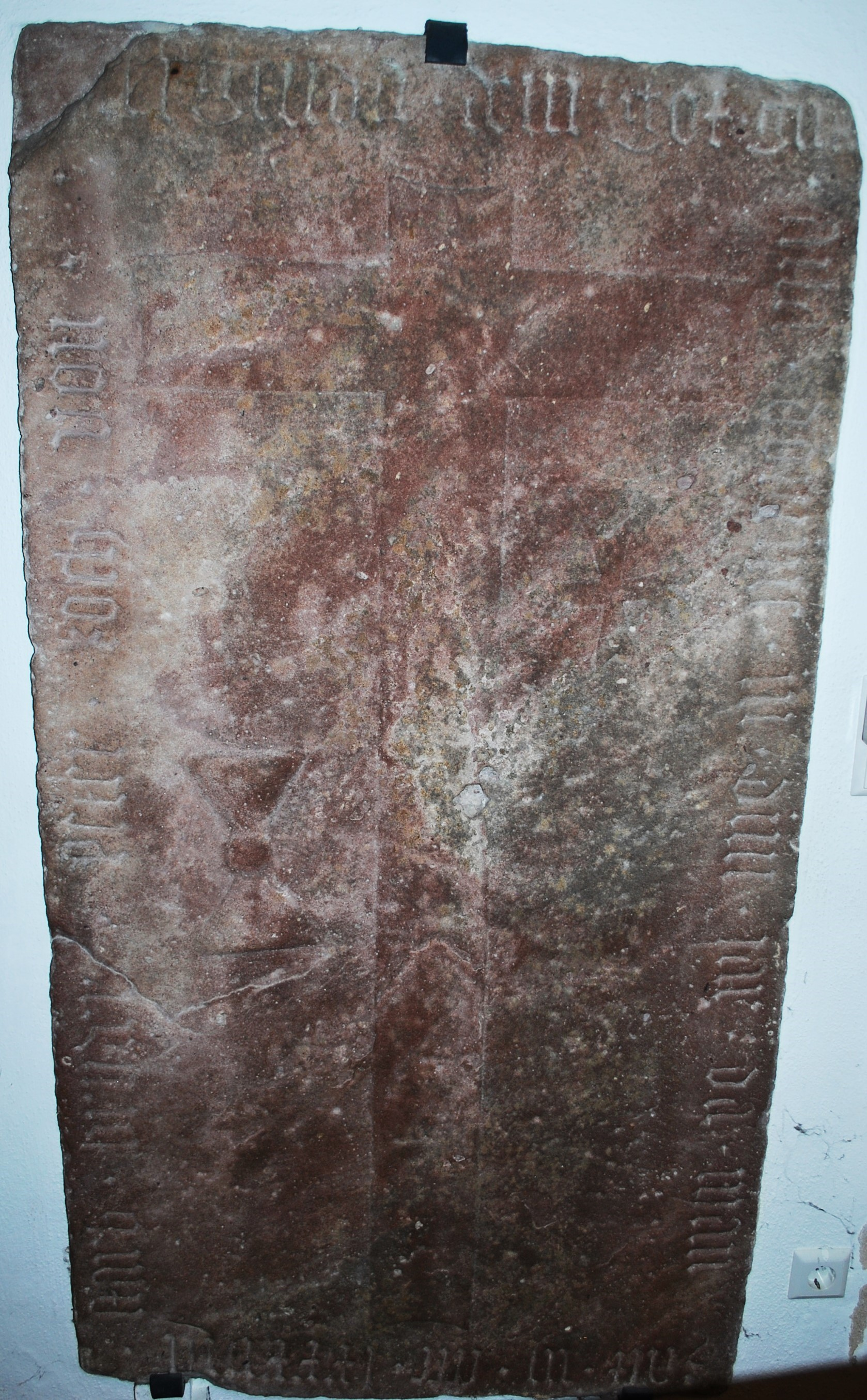
Epitaph des Ordenskaplan Peter Koch † 1488
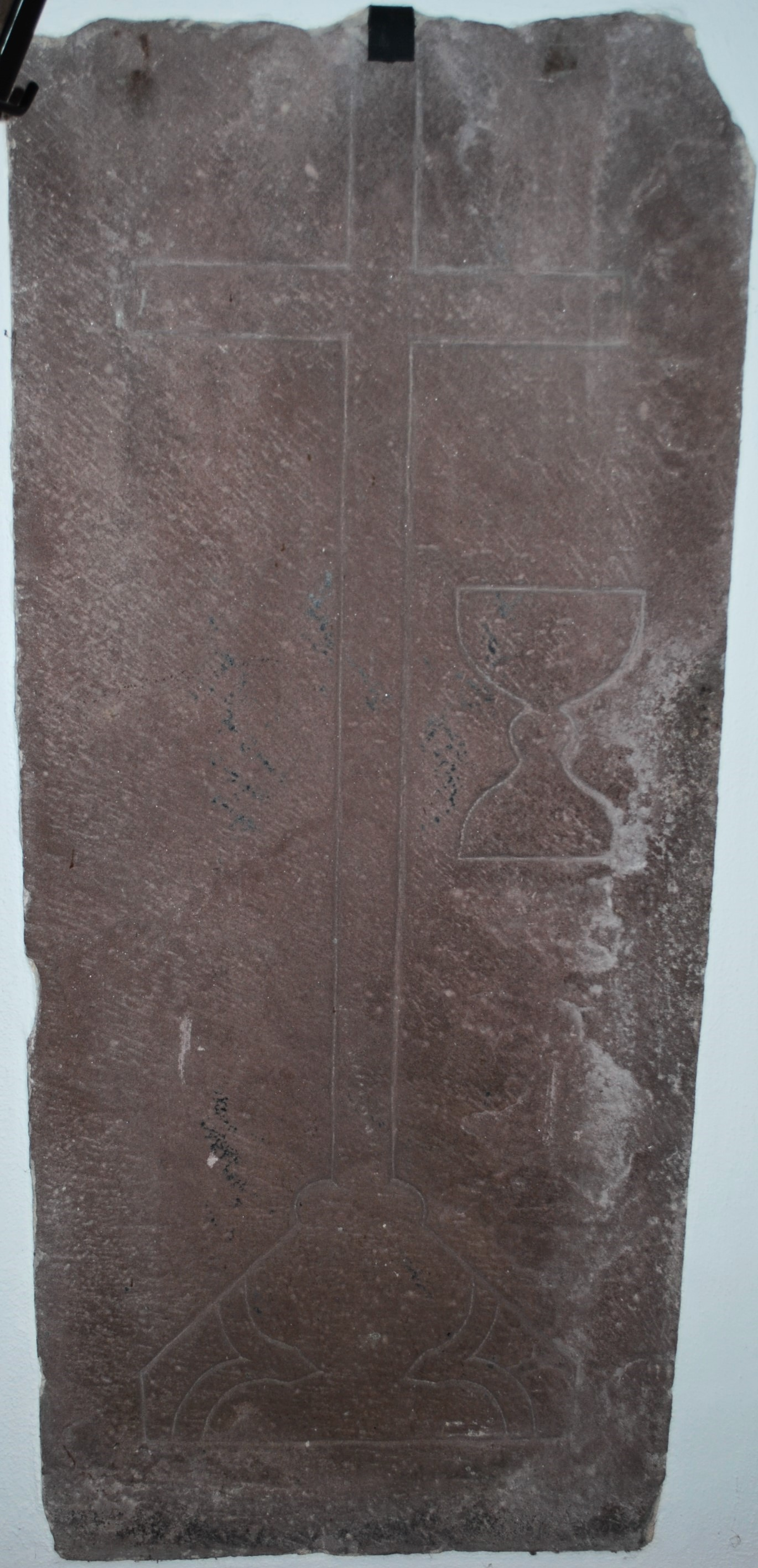
Epitaph eines anonymen Ordensgeistlichen
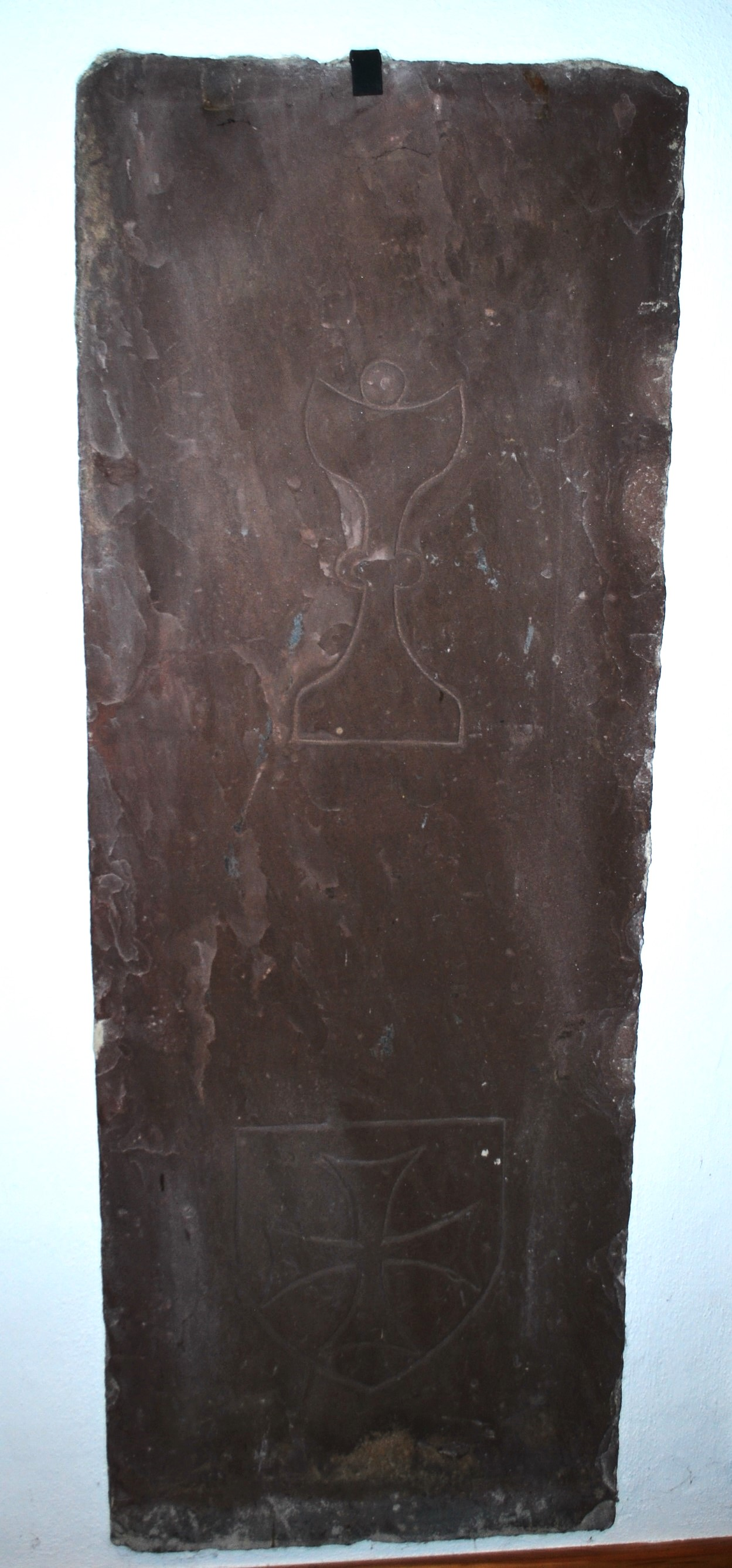
Epitaph eines anonymen Ordensgeistlichen

## Liste der Johanniterkomture in Rohrdorf
| Amtszeit  | Komtur                                              | Bemerkung | Wappen |
| --------- | --------------------------------------------------- | --- | ------ |
| 1297–1302 | Gottfried von Klingenfels                           | Komtur von Rexingen und Rohrdorf, belehnt mit dem zum Haus Rexingen gehörigen Zehnten von den zwei Äckern des Wernher genannt Stokka{e}r in Fulstetten die Witwe Irmengard genannt Noppenouerin und ihre Erben gegen einen jährlichen Zins. Urkunde vom 27. Oktober 1297. Landesarchiv Baden-Württemberg, Sammelband der Kommende Rexingen von 1596, Bl. 328b. Band XI., Nr. 5055, Seite 85–86. Gottfried von Klingenfels ließ 1299 sein Familienwappen über dem Schlossportal in Rexingen anbringen; dieser Wappenstein befindet sich heute im linken Eingangsbereich der dortigen katholischen Kirche. Das Adelsgeschlecht der Klingenfels führte das gleiche Wappen wie die Herren von Vellberg. Die Klingenfelser waren Ministerialen der Herren von Hohenlohe. |        |
| 1317      | Hermann von Empfingen                               | |        |
| 1321      | Wolfram von Frauenberg                              | |        |
| 1325      | Rudolf von Masmünster                               | |        |
| 1342–1357 | Konrad der Walch                                    | Grabepitaph im EG des alten Baues der Komturei Rohrdorf, heute Rathaus. Wappenschild ist durch einen Schrägbalken geteilt. Im oberen Ende des Schrägbalken befindet sich ein achtzackiger Stern. Farbgebung des Wappens ist unbekannt. Ein Konrad der Walch besiegelt 1314 eine Bebenhäuser Urkunde mit dem spiegelverkehrten Wappen auf dem Epitaph, ebenso ein Volkart der Walch, der 1388 eine Denkendorfer Urkunde siegelt. |        |
| 1361–1384 | Friedrich von Zollern                               | |        |
| 1390      | Hermann von Ow                                      | |        |
| 1398–1401 | Wolf Schenk von Andeck                              | Die Familie sind Stammesgenossen der Schenken von Zell und der Schenken von Staufenberg. Sie führten das gleiche Wappen wie die Schenken von Staufenberg. |        |
| 1428–1450 | Johann von Weitingen                                | Der Erbauer der alten Komturei. Sein Wappen über den Portalen des Alten Baues und der Kaplanei, sowie an der Mühle. |        |
| 1453–1496 | Georg Bombast von Hohenheim                         | Stifter des Hochaltares in Rohrdorf (heute im Württembergischen Landesmuseum). Die in der katholischen Kirche verbliebene, künstlerisch hochwertige Marienfigur birgt in der hinteren Aushöhlung sein Wappen und die Stifterinschrift. |        |
| 1501–1540 | Michael von Dachenhausen                            | |        |
| 1541–1542 | Georg Schilling von Cannstatt                       | |        |
| 1548–1558 | Haug von Münchingen                                 | |        |
| 1560–1571 | Georg Andreas Kechler von Schwandorf                | |        |
| 1578–1588 | Karl Reuß von Reußenstein                           | |        |
| 1594–1600 | Wiprecht von Rosenbach                              | Erbauer des Kaplaneigebäude (heute Rathaus). Die Kopie seines farbig gestaltetes Wappen befindet sich am Neuen Bau „Kaplanei“ der Komturei Rohrdorf (Das Original befindet sich heute im Sitzungssaal der Gemeinde). |        |
| bis 1602  | Johann Friedrich Hund von Saulheim                  | Sein Wappen befindet sich am Alten Bau der Komturei Rohrdorf. Ab 1612 war er Großprior des Johanniterordens in Heitersheim. |        |
| 1602      | Arbogast von Andlau                                 | |        |
| 1610–1637 | Johann Werner von Raitenau                          | Stifter eines Messkelches für die Katholische Johanneskirche Rohrdorf. Unter ihm erfuhr der kleine Saal im Alten Bau seine Ausmalungen. |        |
| 1658–1672 | Hieronymus Wolfgang von Wolff-Metternich zur Gracht | Domherr in Worms, Malteserritter, Amtmann von Lechenich. Ein Porträt des Komturs befindet sich im Sitzungssaal der Gemeinde Rohrdorf. (Siehe Inventar). |        |
| 1683–1688 | Johann Wilhelm von Elverfeld                        | |        |
| 1701–1724 | Johann Arnold von Wachtendonk                       | |        |
| 1728–1748 | Dietrich Hermann von Schade                         | |        |
| 1750–1769 | Franz Christoph Sebastian von Remchingen            | |        |
| 1773–1801 | Johann Baptist Anton Freiherr von Flachslanden      | |        |